# Lièpvre
Lièpvre [ljɛvʁ] est une commune française située dans la circonscription administrative du Haut-Rhin et, depuis le 1er janvier 2021, dans le territoire de la Collectivité européenne d'Alsace, en région Grand Est.
Elle fait partie de la région historique et culturelle d'Alsace (malgré son appartenance historiquement à la Lorraine).
Ses habitants sont nommés les Colieuvres.

## Géographie
Lièpvre doit son nom à la rivière qui l'arrose et son origine au prieuré de Lièpvre. Elle fut très longtemps la principale agglomération la plus réputée du val de Lièpvre, en latin, et se situe à 275 mètres d'altitude.

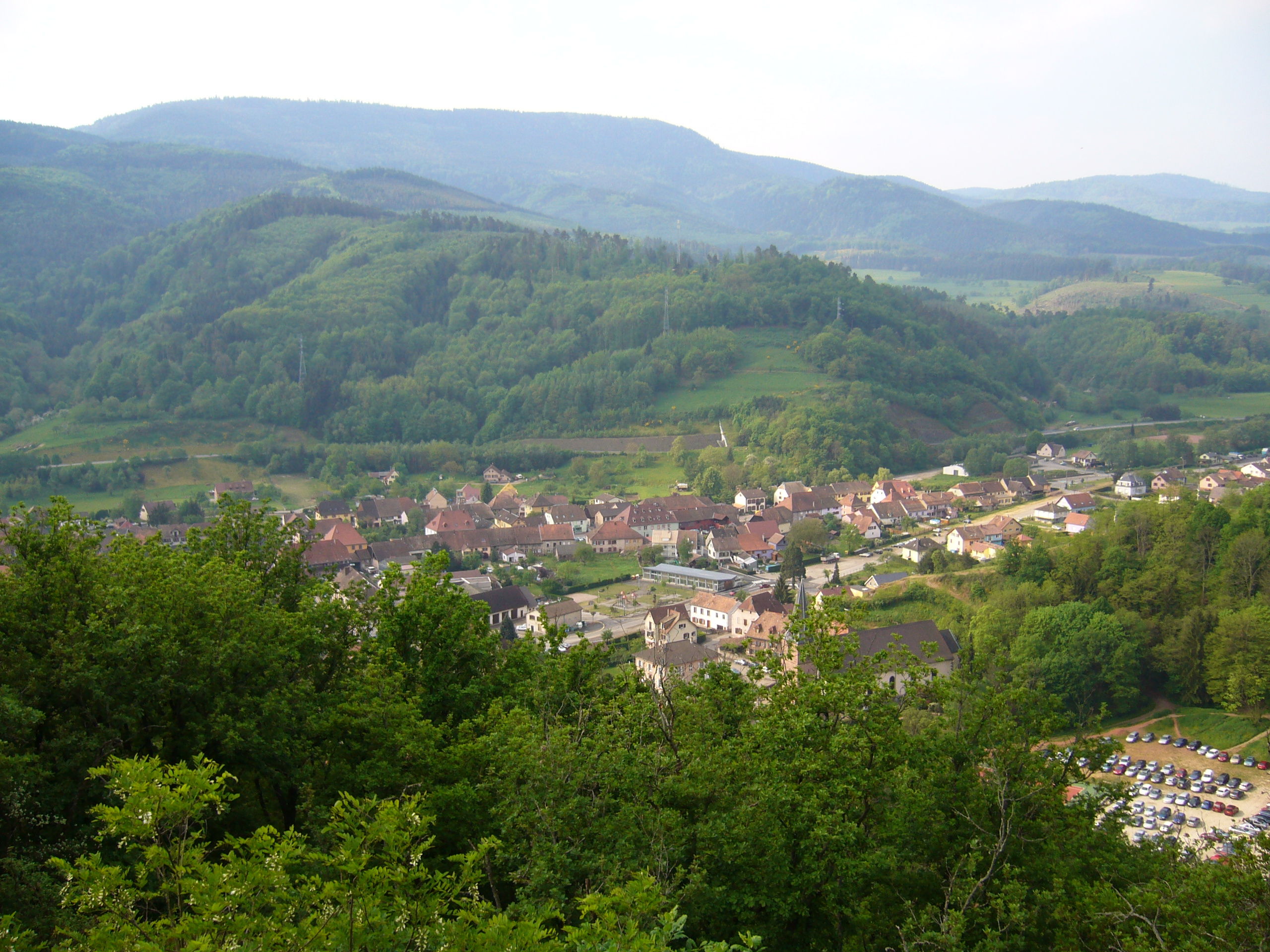
Vue sur Lièpvre depuis le Kast.

La commune se niche au cœur de la vallée de la Lièpvrette. Le nom primitif de Lebraha est sans doute d'origine celtique et semble provenir du mot Labar (forme latinisée) d'où le terme Valle Leporus vers 1200. On rencontre aussi à cette époque le nom de Levremouster, qui est le nom patois de Lièpvre.
La commune de Lièpvre est bordée de sommets du massif des Vosges : au sud le Brézouard, le Taennchel  et le Haut-Koenigsbourg, au nord l'Altenberg, le Chalmont, le Rocher du Coucou et le château du Frankenbourg. Le chaînon du nord est l'Altenberg, qui sépare le val de Lièpvre du val de Villé.
C'est une des 188 communes du parc naturel régional des Ballons des Vosges.
| Rombach-le-Franc       |                 | La Vancelle Bas-Rhin |
| Sainte-Croix-aux-Mines | Lièpvre         | Kintzheim Bas-Rhin   |
| Rodern                 | Saint-Hippolyte | Orschwiller Bas-Rhin |

### Hameaux
- Musloch
- Bois l'Abbesse
- Le Grobert

### Ruisseaux
- La Lièpvrette
- La Craintole
- Le Rombach : affluent de la Lièpvrette qui prend sa source près du Col de la Hingrie
- Le Molembach : affluent de la Lièpvrette
- Le Votembach : affluent de la Lièpvrette
- ruisseau des Noyers
- ruisseau de La Vancelle
- Le Vespré

### Les Bans communaux

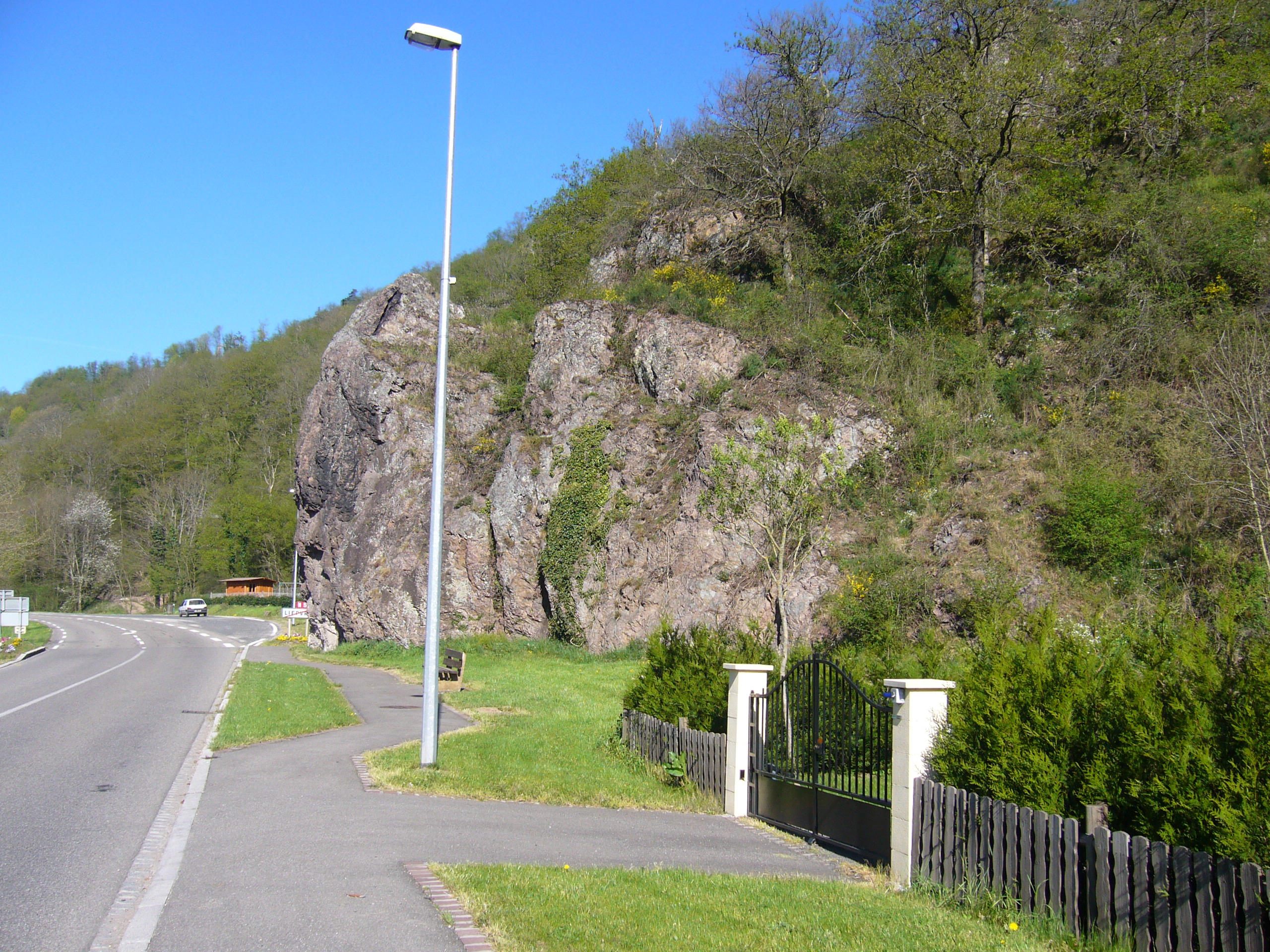
La roche du violon à Lièpvre

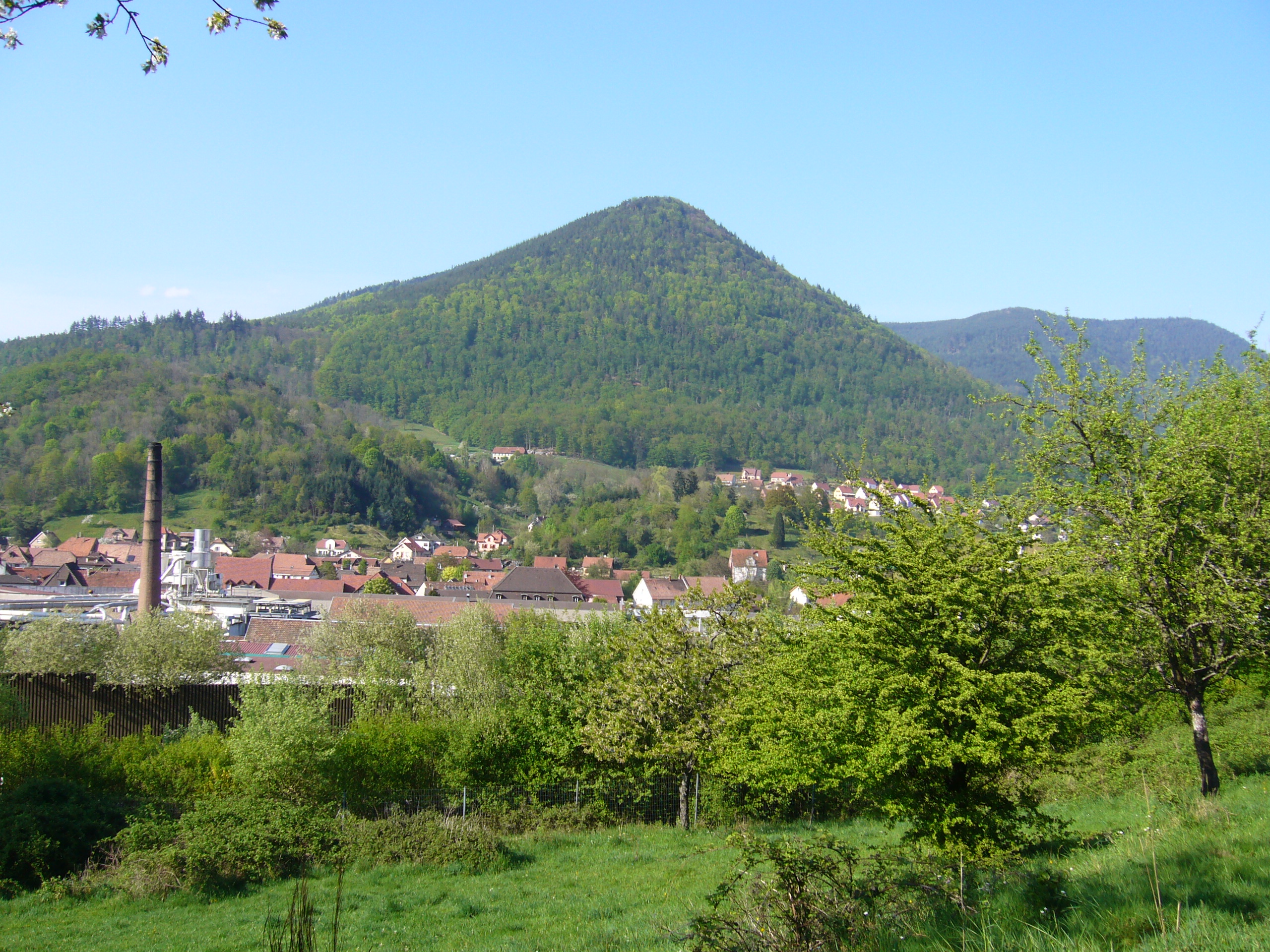
Le Chalmont depuis le Hoimbach

- Hameau de Musloch entre Lièpvre et Sainte-Croix-aux-Mines : appelé en 1517 Museloch, en 1782 Mauslauch. Le nom provient de la mine qui fut exploitée à partir du XVe siècle. Au XVIIIe siècle, on trouve Misloch ou Meusloch, qui était un hameau formé d'environ treize familles. Il fut célèbre en 1445 pour avoir été le refuge des paysans du Val de Lièpvre qui surprirent les Armagnacs en train de se rendre en Lorraine, en leur infligeant une cuisante défaite près du Rocher du violon[4]. On y découvrit en 1545 une mine qui fut nommée la mine Sainte-Anne. Elle fut abandonnée en 1750 car son exploitation était trop coûteuse.
- Chalmont (697 mètres d'altitude) : appelé Nannenstol dans le diplôme de Charlemagne en 774, puis Chainement en 1517, Challemont en 1596, quelquefois Charlemont et Karlsberg pendant l'occupation allemande. En patois, le Chalmont est appelé le Chânemont.
- Raincorne : hauteur dominant le débouché du Hoimbach dans sa partie ouest.
- Le Kast : colline située au pied du Chalmont à la sortie sud de Rombach-le-Franc. Le nom provient sans doute de « Kastanie » (= châtaigne) puisqu'on y avait planté des châtaigniers, dont le bois se prêtait bien à la fabrication de piquets pour les vignes.
- Spiemont : en allemand nommé le Stemberg. L'abbé Philippe-André Grandidier dit qu’il pourrait s'agir du Stophanberg rappelé dans le diplôme de Charlemagne en 774 pour le monastère de Lièpvre, mais il est reconnu depuis longtemps que le Stophanberg n'est autre que le Haut-Koenigsbourg.
- Champ Hache : lieu-dit situé à proximité du Kast. On y cultivait des pommes de terre, ce qui pourrait expliquer le sens de « hach » (lire harh) : en patois roman-lorrain, le nom "noire hach" signifie « pomme de terre en robe de champs ».
- La Roche du violon : située à la sortie ouest de Lièpvre. Ce nom évoque les violons de la tour des voleurs de Riquewihr et l'expression "être au violon".

### Hydrographie

#### Réseau hydrographique
La commune est dans le bassin versant du Rhin au sein du bassin Rhin-Meuse. Elle est drainée par la Lièpvrette et le Rombach,,.
La Lièpvrette, d'une longueur de 25 km, prend sa source dans la commune de Sainte-Marie-aux-Mines et se jette  dans le Giessen à Châtenois, après avoir traversé cinq communes. Les caractéristiques hydrologiques de la Lièpvrette sont données par la station hydrologique située sur la commune. Le débit moyen mensuel est de 1,77 m3/s. Le débit moyen journalier maximum est de 59,7 m3/s, atteint lors de la crue du 15 février 1990. Le débit instantané maximal est quant à lui de 79,9 m3/s, atteint le même jour.

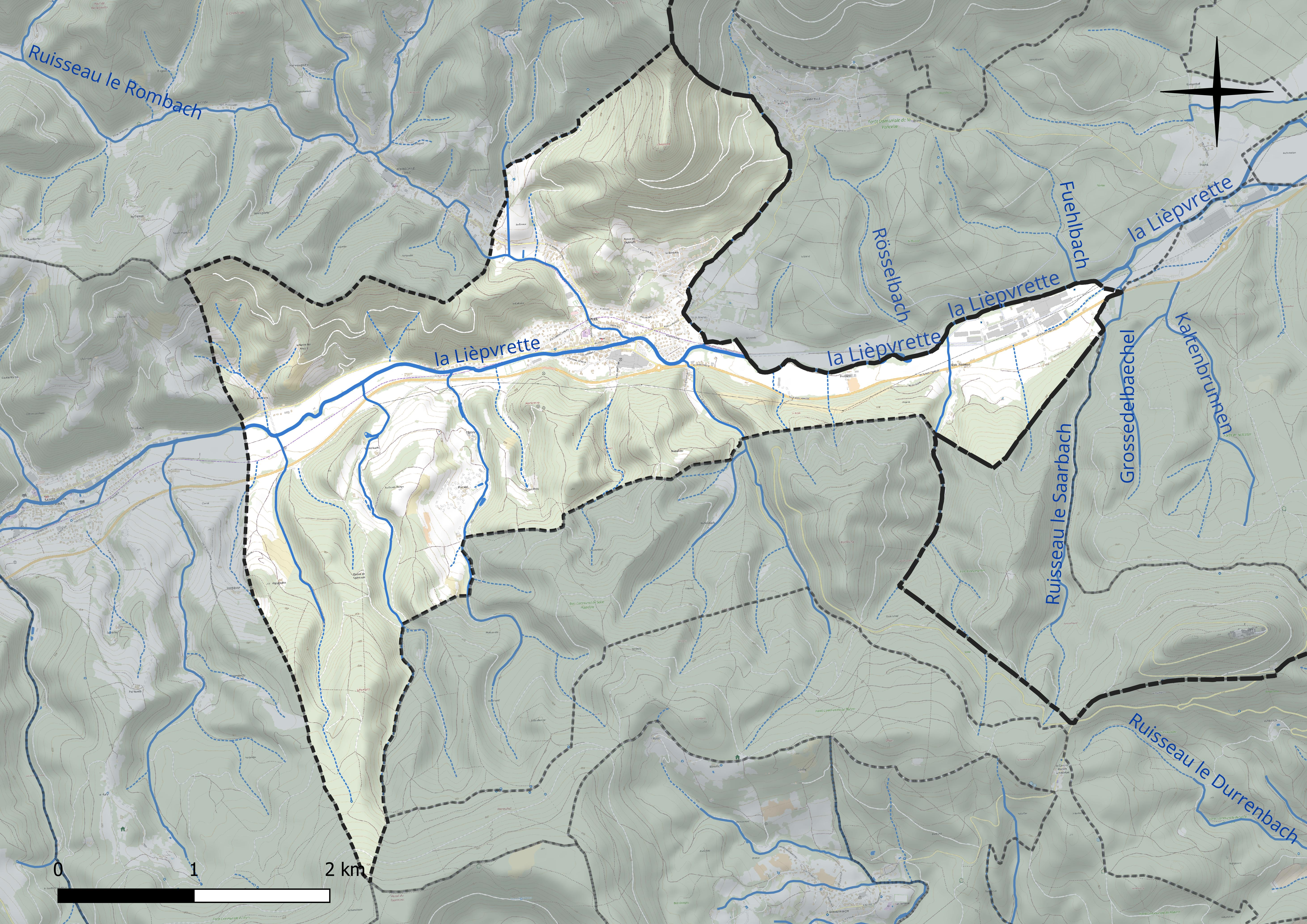
Réseau hydrographique de Lièpvre.

#### Gestion et qualité des eaux
Le territoire communal est couvert par le schéma d'aménagement et de gestion des eaux (SAGE) « Giessen Lièpvrette ». Ce document de planification concerne les bassins versants du Giessen et de la Lièpvrette. Son périmètre s’étend sur 317 km2. Il a été approuvé le 13 avril 2016. La structure porteuse de l'élaboration et de la mise en œuvre est le Syndicat des eaux et de l'assainissement Alsace Moselle.
La qualité des cours d’eau peut être consultée sur un site dédié géré par les agences de l’eau et l’Agence française pour la biodiversité.

### Climat
Pour des articles plus généraux, voir Climat du Grand Est et Climat du Haut-Rhin.
En 2010, le climat de la commune est de type climat de montagne, selon une étude du Centre national de la recherche scientifique s'appuyant sur une série de données couvrant la période 1971-2000. En 2020, Météo-France publie une typologie des climats de la France métropolitaine dans laquelle la commune est exposée à un climat semi-continental et est dans la région climatique  Vosges, caractérisée par une pluviométrie très élevée (1 500 à 2 000 mm/an) en toutes saisons et un hiver rude (moins de 1 °C).
Pour la période 1971-2000, la température annuelle moyenne est de 10,4 °C, avec une amplitude thermique annuelle de 17,4 °C. Le cumul annuel moyen de précipitations est de 1 001 mm, avec 10,2 jours de précipitations en janvier et 9,9 jours en juillet. Pour la période 1991-2020, la température moyenne annuelle observée sur la station météorologique de Météo-France la plus proche, « Ste Croix aux Mines », sur la commune de Sainte-Croix-aux-Mines à 4 km à vol d'oiseau, est de 10,8 °C et le cumul annuel moyen de précipitations est de 1 094,4 mm. 
La température maximale relevée sur cette station est de 39,8 °C, atteinte le 4 août 2022 ; la température minimale est de −18,2 °C, atteinte le 20 décembre 2009,,.
Les paramètres climatiques de la commune ont été estimés pour le milieu du siècle (2041-2070) selon différents scénarios d'émission de gaz à effet de serre à partir des nouvelles projections climatiques de référence DRIAS-2020. Ils sont consultables sur un site dédié publié par Météo-France en novembre 2022.

## Urbanisme

### Typologie
Au 1er janvier 2024, Lièpvre est catégorisée bourg rural, selon la nouvelle grille communale de densité à sept niveaux définie par l'Insee en 2022.
Elle appartient à l'unité urbaine de Lièpvre, une agglomération intra-départementale regroupant deux  communes, dont elle est ville-centre,,. Par ailleurs la commune fait partie de l'aire d'attraction de Sainte-Marie-aux-Mines, dont elle est une commune du pôle principal,. Cette aire, qui regroupe 4 communes, est catégorisée dans les aires de moins de 50 000 habitants,.

### Occupation des sols
L'occupation des sols de la commune, telle qu'elle ressort de la base de données européenne d’occupation biophysique des sols Corine Land Cover (CLC), est marquée par l'importance des forêts et milieux semi-naturels (67,1 % en 2018), une proportion sensiblement équivalente à celle de 1990 (67,8 %). La répartition détaillée en 2018 est la suivante : 
forêts (67,1 %), prairies (18,9 %), zones urbanisées (9,5 %), zones agricoles hétérogènes (2,6 %), zones industrielles ou commerciales et réseaux de communication (1,9 %). L'évolution de l’occupation des sols de la commune et de ses infrastructures peut être observée sur les différentes représentations cartographiques du territoire : la carte de Cassini (XVIIIe siècle), la carte d'état-major (1820-1866) et les cartes ou photos aériennes de l'IGN pour la période actuelle (1950 à aujourd'hui).

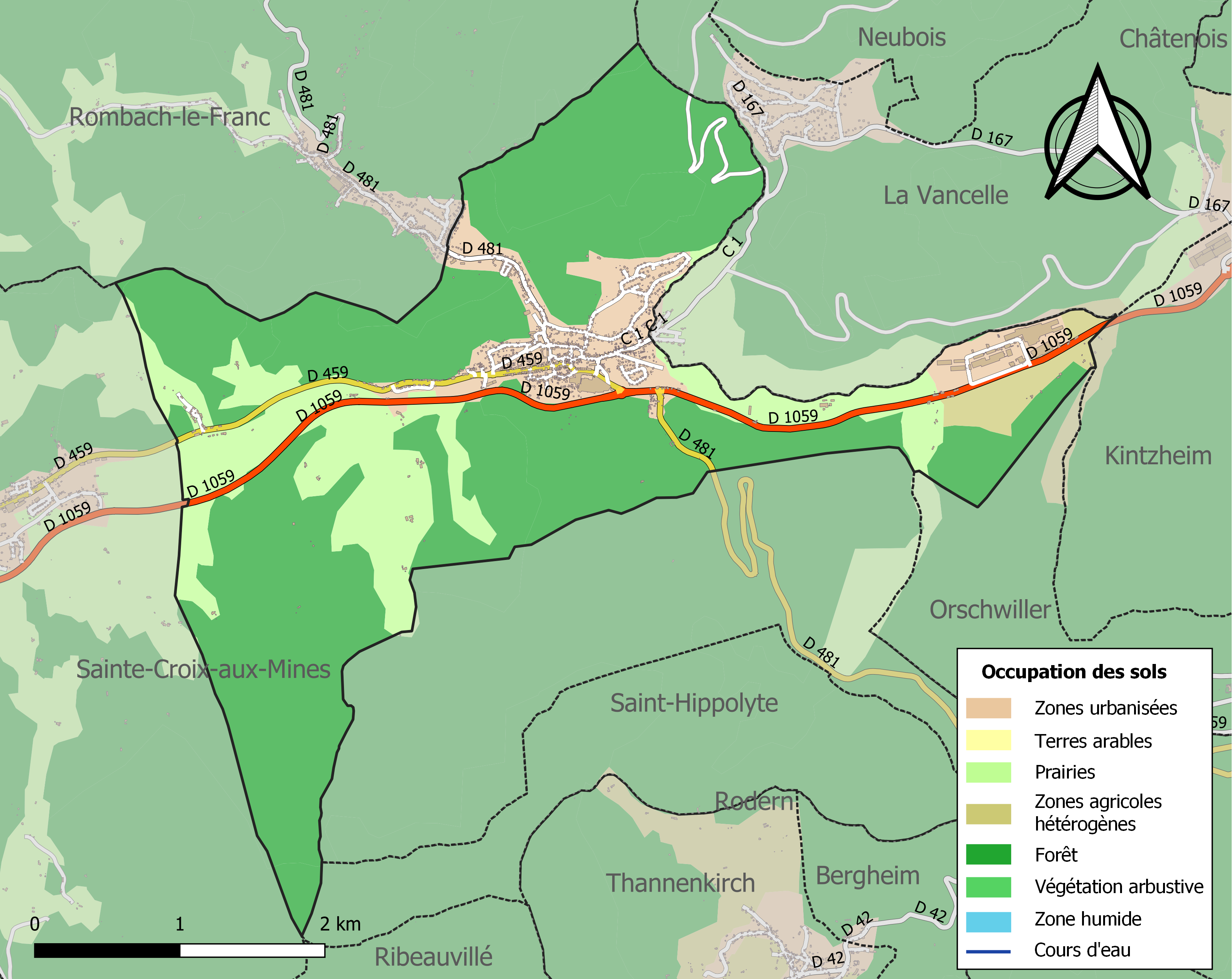
Carte des infrastructures et de l'occupation des sols de la commune en 2018 (CLC).

## Toponymie
Leberach (1278-1493).
leberaha, lebraha ou lepraha en latin, Leberau en allemand, Laweröi en alsacien, Co Lieuf en lorrain.

## Histoire

### Histoire du village

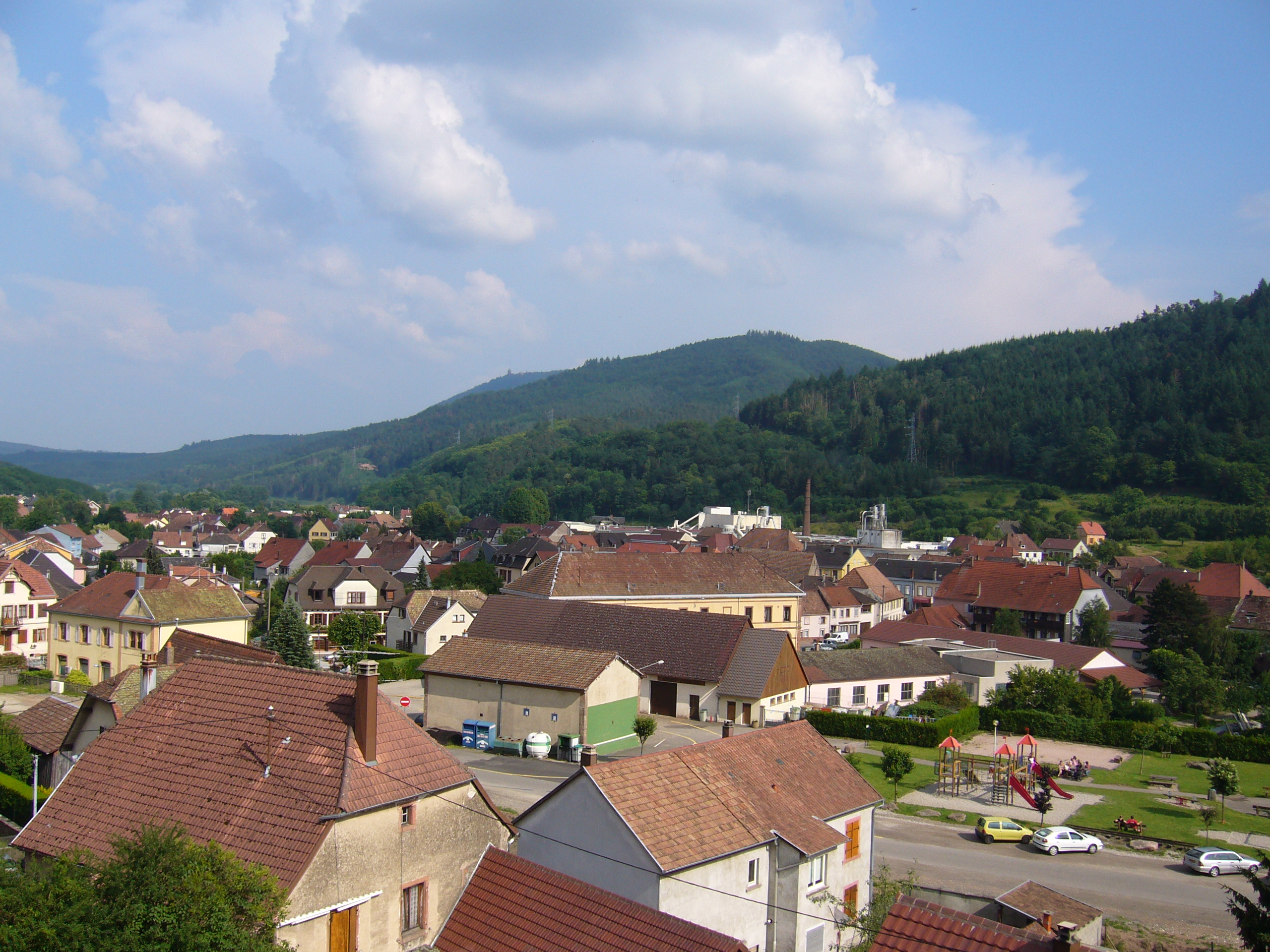
Lièpvre depuis la Collinière et au loin le Haut-Koenigsbourg

#### Naissance
Fulrad, le fondateur du prieuré de Lièpvre, avait reçu de Charlemagne en 774, un vaste territoire comprenant la vallée de la Lièpvrette. Sur la requête de Fulrad, Charlemagne accorde la même année au prieuré de Lièpvre une portion du fisc royal de Quuninhisheim (Kintzheim), pour s'assurer dit-il, « la protection divine et la béatitude éternelle ».

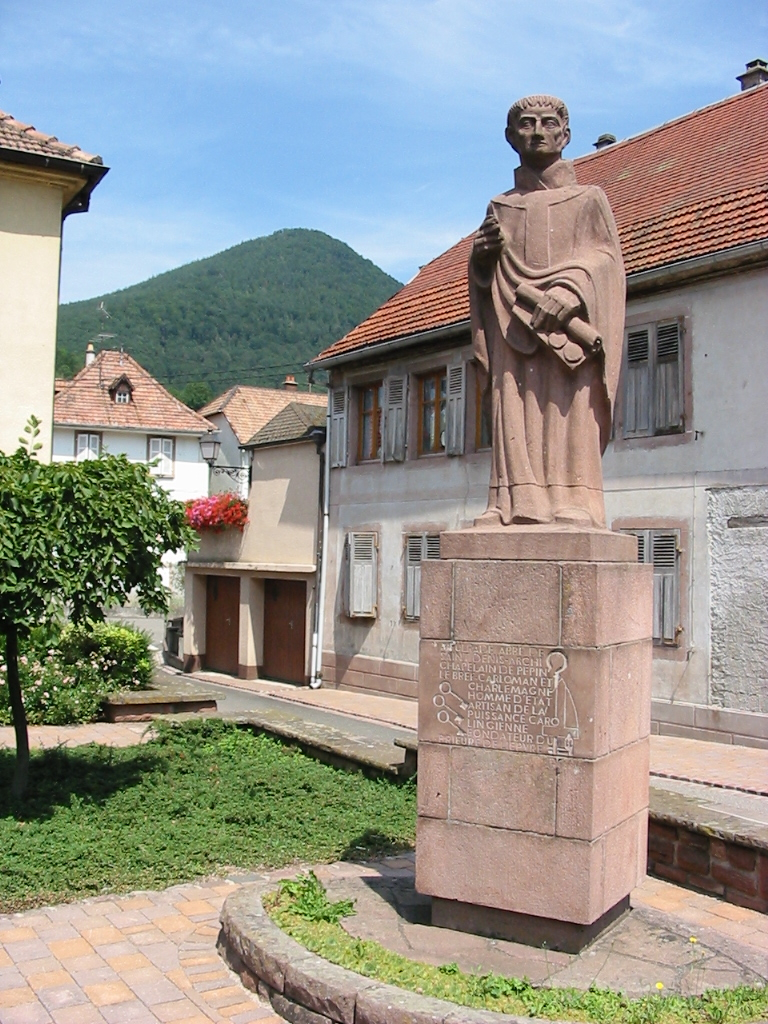
Statue de Fulrad par F. Schické

#### Un territoire très vaste
Le nouveau domaine de Fulrad comprenait tout le val de Rumbach (Rombach-le-Franc), puis la crête où se trouvent Voultimont et Grammont, qui séparent les deux Rombach. Puis encore la vallée de l'autre Rombach (Grand Rombach) et le Bureberch (Berbuche et Jaboumont). De là, la limite suivait la crête des Vosges (per dinas et confinia), le long de l'ancienne frontière franco-allemande, et descendait au sud jusqu'au Wastenloch, où la Laimaha (Lièpvrette) prend sa source. Le territoire devait comprendre la vallée de la Lièpvrette jusqu'au Brézouard et au Ramenthal non compris et enfermer la rive de ce cours d'eau où devait se trouver le Deophanpol. La limite partant du Deophanpol suivait d'abord le lit de la Lièpvrette jusqu'à l'embouchure de l'Altinisbach (La Vancelle) et ensuite celui de ce ruisseau jusqu'à sa source pour aller plus loin au Nannentols (Naugigoutte ?). Cette limite forme encore actuellement la démarcation entre le Haut-Rhin et le Bas-Rhin. Le domaine englobait également Achiniragny (La Hingrie), suivait les marches de Garmaringa (Guémar) et Odeldinge (Orschwiller), suivait également la Lièpvrette jusqu'à l'endroit où l'Andembach (Votembach) s'y jette, puis le lit de cette dernière jusqu'au Stephanberg (Haut-Koenigsbourg), cette montagne étant incluse jusqu'au Steynbach (Steintal, Breitenbäche dans la région d'Orschwiller), passait ensuite par Rinadmarca, Odeldinga et Garmaringa et ensuite leurs confins jusqu'à Deophanpol.

#### Donation
Page 9 du on lit qu'Otton II, empereur du Saint-Empire romain germanique, dans son palatium de Bruchsal, octroie, le 15 octobre 980, une charte à Robert, abbé de Saint-Denis, qui confirme que l’abbaye de Lepraha a été léguée par l'abbé Fulrad à l'abbaye de Saint-Denis.
Lire également page 10 du même document, (pas d'impôt autre que pour le monastère).
À la fin du Moyen Âge, la plus grande partie du domaine appartenait déjà aux ducs de Lorraine, par usurpation sur l'abbaye de Saint-Denis.

#### Les pillages et ravages des guerres du Moyen Âge
Du Xe au XIVe siècle, les chroniques de l'époque nous révèlent quelques détails circonstanciés sur le monastère, mais très peu sur les faits qui ont un rapport avec les habitants et le village. Cependant, quelques histoires où Lièpvre est directement impliqué sont rapportées.
Avant le XIVe siècle, les preuves de l'action ducale sur la région sont assez rares, mais les documents suffisent à démontrer que les ducs de Lorraine étaient déjà les vrais maîtres du val de Lièpvre. Mais ayant quelques difficultés à gouverner la lointaine province, ils la cédaient par inféodation ou par fiefs à des seigneurs locaux qui étaient mandatés pour défendre les intérêts des ducs de Lorraine et défendre la vallée.

##### Conrad de Lichtenberg

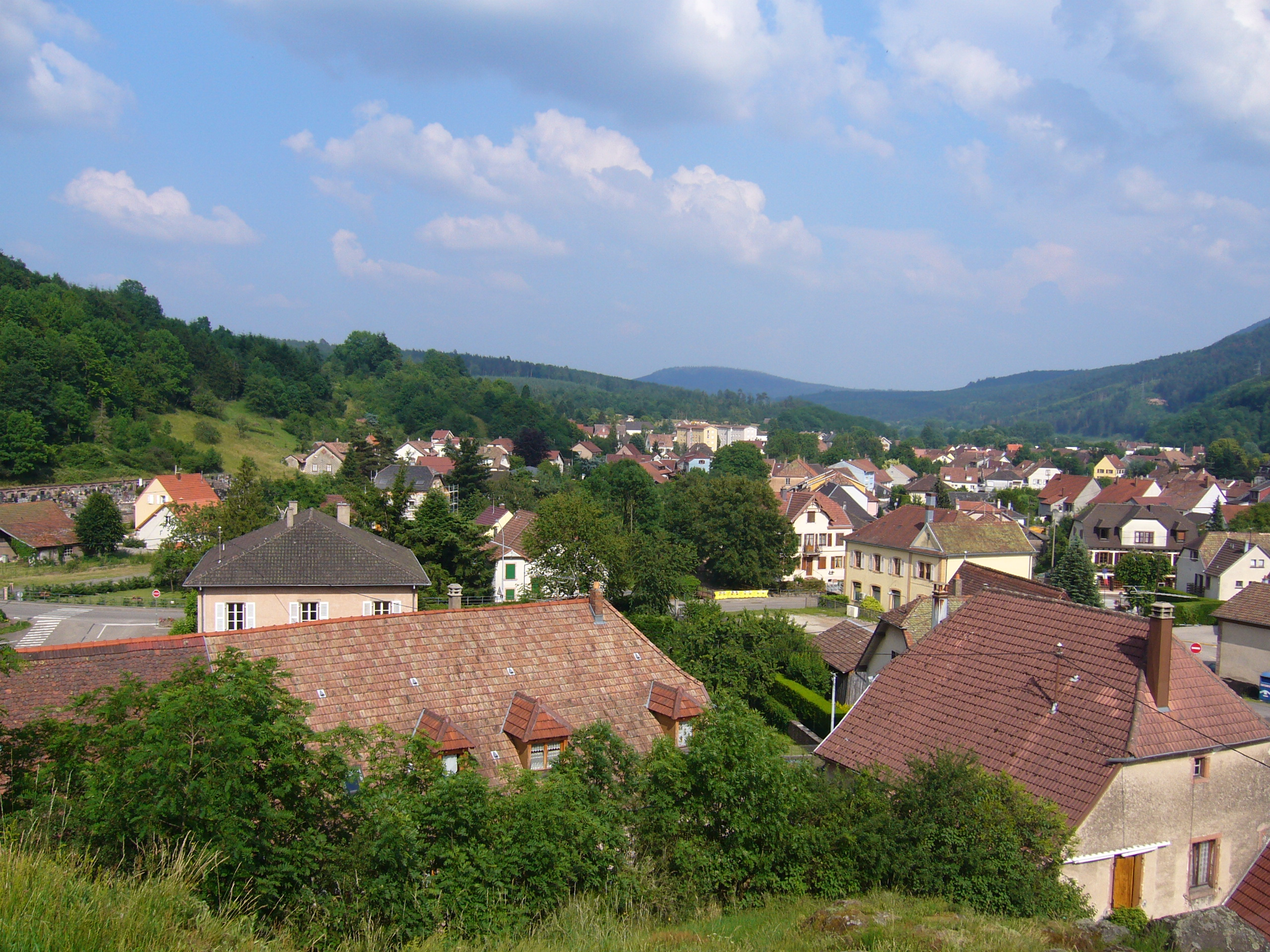
Vue sur Lièpvre depuis la Collinière

La vallée est attaquée vers le XIIIe siècle par les troupes de l'évêque de Strasbourg, Conrad de Lichtenberg. Ses troupes font fréquemment des razzias dans la vallée et particulièrement à Lièpvre. Il est en conflit avec la Lorraine et les Eckerick, vassaux des ducs de Lorraine depuis la première moitié du XIIIe siècle. De fréquentes altercations avaient déjà eu lieu auparavant entre les Lichtenberg et la Lorraine qui durèrent jusqu'en 1290, année au cours de laquelle une fille du duc de Lorraine épousa Conrad de Fribourg dont la mère était une Lichtenberg. Pour fêter cette réconciliation, l'évêque de Strasbourg convia un grand nombre de représentants de la noblesse alsacienne et lorraine dans son palais à Strasbourg. Après tant d'années de guerre, le val de Lièpvre connut 48 années de paix.

##### Berthold de Bucheck investit le Val de Lièpvre

Armoiries des comtes de Bar
d'azur semé de croisettes d'or et aux deux bars d'or

En 1331, Jean d'Echerick entre en guerre aux côtés du duc de Lorraine contre le comte de Bar. Il ravage Bertrimoutier, Provenchères-sur-Fave, Remomeix, Sainte-Marguerite et attire dans une embuscade les chanoines Jean de Toulon, Geoffroy d'Herbeuviller et Nicolas de Porcher qui commandaient les troupes du chapitre, les faits prisonniers et les enferme dans son donjon du Haut Echery pour lesquels il réclame 750 livres tournois de rançon. En 1338, les villes impériales sont en guerre contre l'évêque de Strasbourg Berthold de Bucheck. Jean d'Echery commande les troupes de Sélestat. Par mesure de représailles, l'évêque se joint au baron de Hohenstein, landvogt d'Alsace, pour ravager le Val de Lièpvre et assiéger le château d'Echery.Il est accompagné par les troupes de Jean Senn, évêque de Bâle. Lièpvre et Rombach-le-Franc sont incendiés ; le couvent de Lièpvre est partiellement détruit.

##### Lesroutierssaccagent Lièpvre

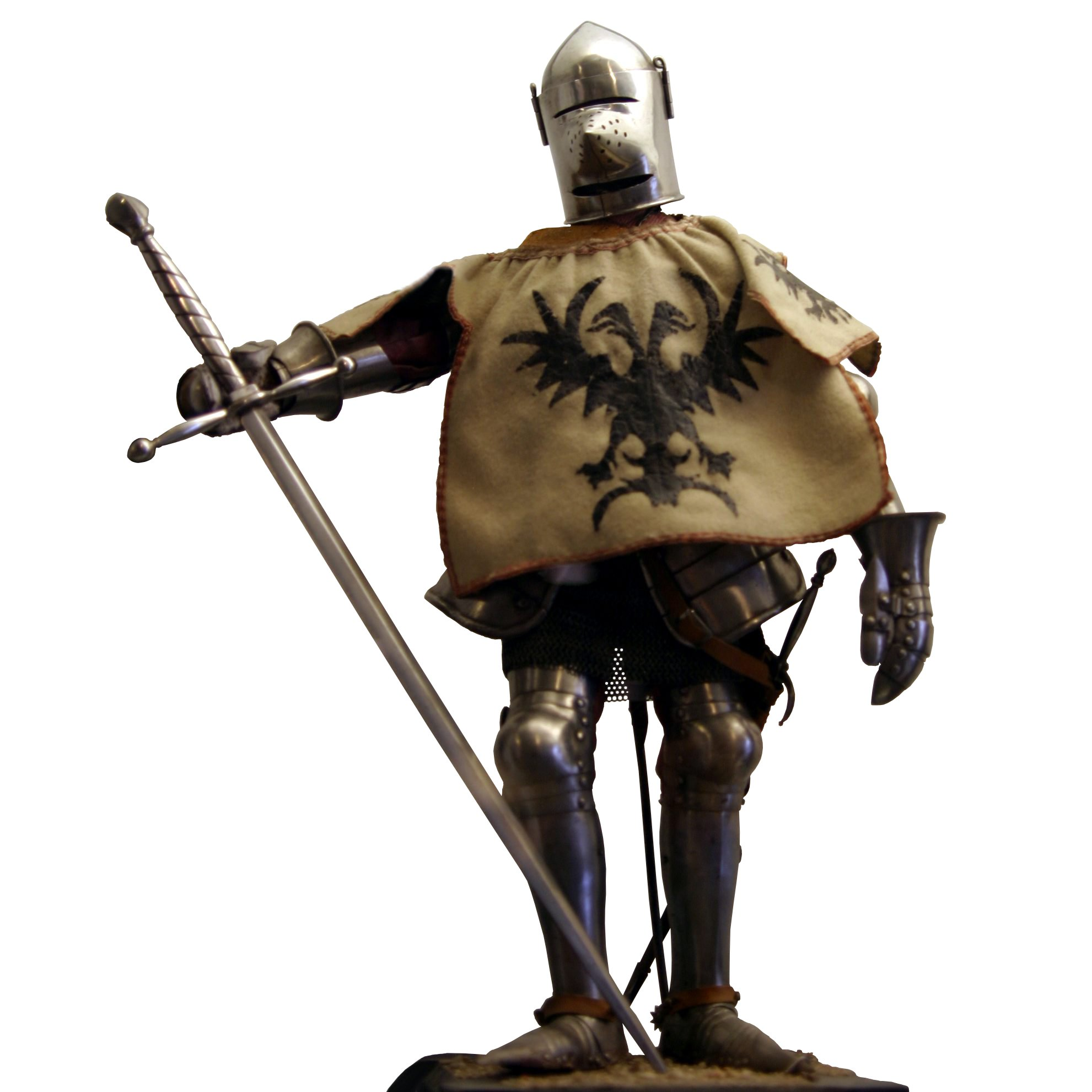
Armure de plaques intégrale, avec bec-en-fer, d'un chevalier des Grandes compagnies, portant le blason de Bertrand Du Guesclin.

Le 4 juillet 1365, la vallée est attaquée par des groupes de mercenaires nommés routiers menés par Arnaud de Cervole (1300-1366) dit l'Archiprêtre, célèbre chef dans les grandes compagnies au XIVe siècle. Il est surnommé ainsi car il perçoit des revenus de l'Archiprêtré de Vélines et est au service de Charles V. Celui-ci tente de chasser de France les grandes compagnies.
Arnaud de Cervole disait vouloir épargner les domaines de l’Église, il n'en est rien. Le pape Innocent VI lança un appel à la croisade contre ces "hérétiques" qui s'en prenaient aux biens de l'église. Arnaud envahit donc le val de Lièpvre, en passant par le col de Saverne, avec ses 40 000 mercenaires. Il est aussi en service pour le comte de Blamont qui est en guerre avec l'évêque de Strasbourg. Il ravage le val de Lièpvre et met le feu à Lièpvre, Rombach-le-Franc et Sainte-Croix-aux-Mines. Arnaud est tué l'année suivante, près de Mâcon.

##### Les Écorcheurs
Les Écorcheurs, qu'on appelle dans l'est de la France les "Armagnacs", sévissent dans la France du XVe siècle sous le règne de Charles VII.
Après la trêve franco-anglaise de 1444, Charles VII les emploie contre la Lorraine et l'Alsace. Cette milice de 300 000 hommes était composée de Français, d’Anglais et d’Espagnols. 1 000 Écossais participaient également, sous la conduite de Jean de Montgomery qui avait depuis septembre 1444 son quartier général à Châtenois. Les Armagnacs étaient sous le conduite du dauphin (Louis XI) et étaient entrés en Alsace en 1444, forçant les villes et villages à se soumettre et faisant subir aux populations les pires traitements à celles qui s'y opposaient. Ils prennent Saint-Hippolyte, mettent ensuite le feu à Geispolsheim, assiègent Dambach-la-Ville, Obernai, Rhinau et Mulhouse, prennent Eguisheim, Marckolsheim, Niedernai et Herrlisheim. Ils pillent la région de Mutzig, ainsi que l'abbaye de Pairis (à Orbey), Rouffach et Rosheim. Villé, alors entouré de fossés et d'un mur d'enceinte flanqué de 9 tours, fut également pris et rasé. Pour éviter que Lièpvre ne soit entièrement détruit, le village se soumet au dauphin, de même que le bourg voisin Rombach-le-Franc. Lièpvre sera détruit en 1445 par ces troupes, après la célèbre bataille de Saint-Jacques près de Bâle.

##### Les Armagnacs sont défaits dans la vallée

Armoiries des comtes d'Armagnac : d'argent au lion de gueules

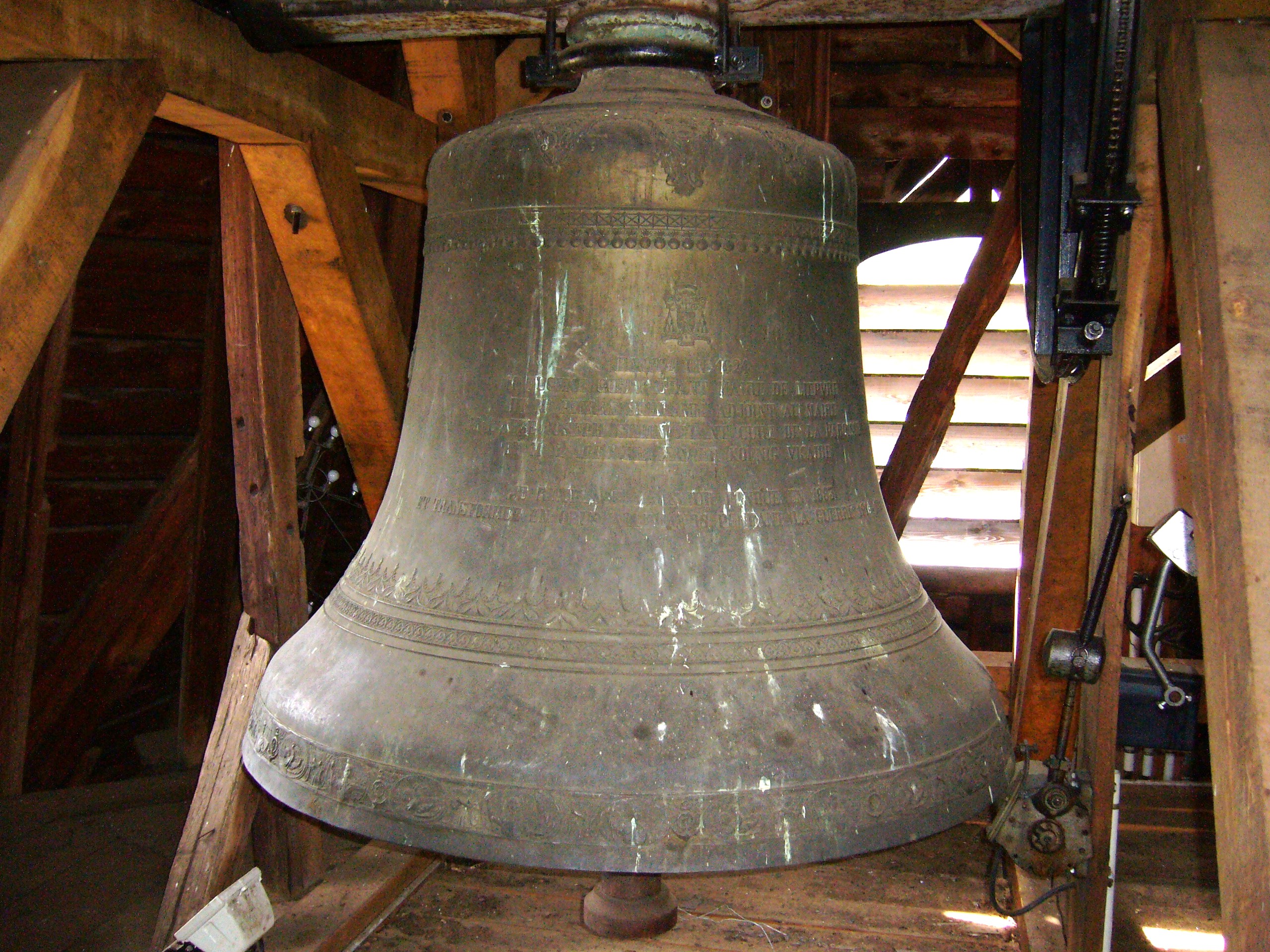
Ancienne cloche de 1542 installée sur le clocher de l'église de Lièpvre

Après avoir campé pendant plus d'une année en Alsace, les "Armagnacs" quittent la province au printemps 1445, sur la demande de Charles VII, inquiet des mauvaises nouvelles qui lui parvenaient. Une partie de ces troupes en se retirant en Lorraine traversa le val de Lièpvre le jeudi avant le dimanche des rameaux, et fut surprise à l'improviste par les troupes de la ville de Schlestadt (Sélestat) commandé par Henri Gunther "Lang", l'intendant du prieuré Sainte Foy auxquelles s'étaient joints des paysans de Villé, Rombach-le-Franc, Lièpvre et Sainte-Croix-aux-Mines. Ulrich de Rathsamhausen, le prévôt d'Obernai et ses paysans grossirent les rangs de Gunther pour organiser la résistance. Du haut des montagnes, camouflés dans les buissons, ils voient remonter d'interminables colonnes de cavaliers et de chariots. Ils firent rouler d'énormes quartiers de rochers et de troncs d'arbres sur les Armagnacs près du lieu-dit la roche des violons près de la route qui va vers Musloch, au lieu-dit du rocher du violon. Les Armagnacs perdirent jusqu'à 300 hommes. Parmi les morts on trouve un landgrave écossais, et le maréchal du palais du dauphin, beau-frère du roi et qui pourrait être Jean de Montgomery. Les assaillants reprennent aux Armagnacs le butin qu'ils avaient amassé : 9 canons, 400 chevaux, 9 bannières dont une appartenait aux Suisses. Il y a en outre 80 armures, 6000 florins en or et une grande quantité de vaisselles plates, plusieurs tonneaux de poudre et des outils de toute sorte.
Charles VII apprenant la nouvelle du désastre de Lièpvre se mit dans une colère terrible en accusant de traîtrise et de perfidie ceux qui l'avaient si prestement conseillé pour la traversée des Vosges, et en particulier le Margrave de Baden, responsable de ses bouches à feu qui se trouvaient maintenant entre les mains des bourgeois de Sélestat. C'est sans doute à cette occasion que fut perdu un éperon en fer dont la molette est formée par six fleurs de lys et qui a été retrouvé en 1815 dans les environs de Lièpvre.

##### Le comte Palatin et l'évêque de Strasbourg se vengent
Après le départ des Armagnacs, les troupes du comte palatin, de l'évêque et de la ville de Strasbourg se vengèrent sur les habitants de Lièpvre et Rombach-le-Franc au prétexte qu'ils avaient favorisés l'entrée des Armagnacs dans la vallée de la Lièpvrette. Ils pillèrent et ravagèrent la vallée et mirent le feu partout. C'est sans doute à cause de ces ravages qu'il faut attribuer l'absence pour ainsi dire de tout monument antérieur au XVIe siècle. C'est aussi sans doute à cause de ces ravages que l'on doit la disparition des restes des ossements de l'abbé Fulrad qui reposaient au prieuré de Lièpvre.

#### Conflit entre le duc de Lorraine et le seigneur de Geroldseck

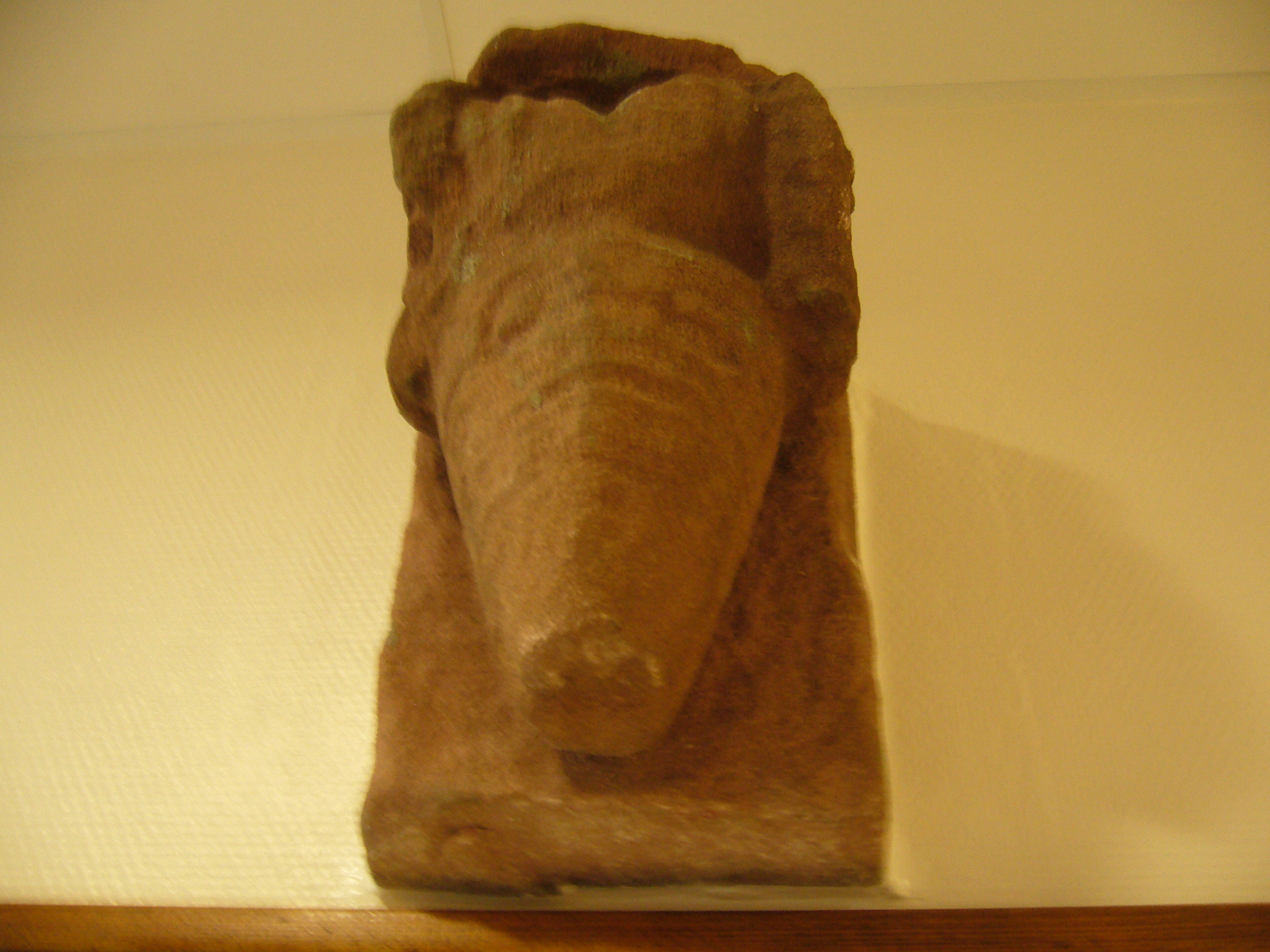
Tête de mufle provenant de la corniche extérieure du chœur de l'ancien prieuré Saint-Alexandre exposée actuellement à la mairie de Lièpvre

Vers mai 1516, le duc de Lorraine, Antoine, est en conflit avec le seigneur de Geroldseck, près de Saverne de la maison des Wangen, à propos des mines situées au Val de Lièpvre,. Incapable de faire triompher sa cause avec ses propres forces, Geroldseck appela à son secours François de Sickingen un fameux aventurier. Celui-ci apporta son soutien en engageant une bande de 6 000 hommes qui s'empara de Saint-Hippolyte par surprise. Lui et ses hommes provoquent des dégâts assez importants dans la vallée. Le duc Antoine acheta la neutralité de Sickingen, et entra dans le val de Lièpvre où les troupes de Geroldseck qui leur barrèrent le passage furent défaits. Il reprit ensuite Saint-Hippolyte et fit trancher la tête à un habitant de cette ville qui avait favorisé l'entrée de l'ennemi.
Le duc de Lorraine a également un différend avec l'empereur Charles Quint dans les années 1519 à 1521 pour le même motif. Ces difficultés sont réglées à l'amiable par une sentence arbitrale en 1521. Les délibérations de ce procès-verbal sont renfermées dans un registre se trouvant aux archives départementales de Meurthe-et-Moselle.

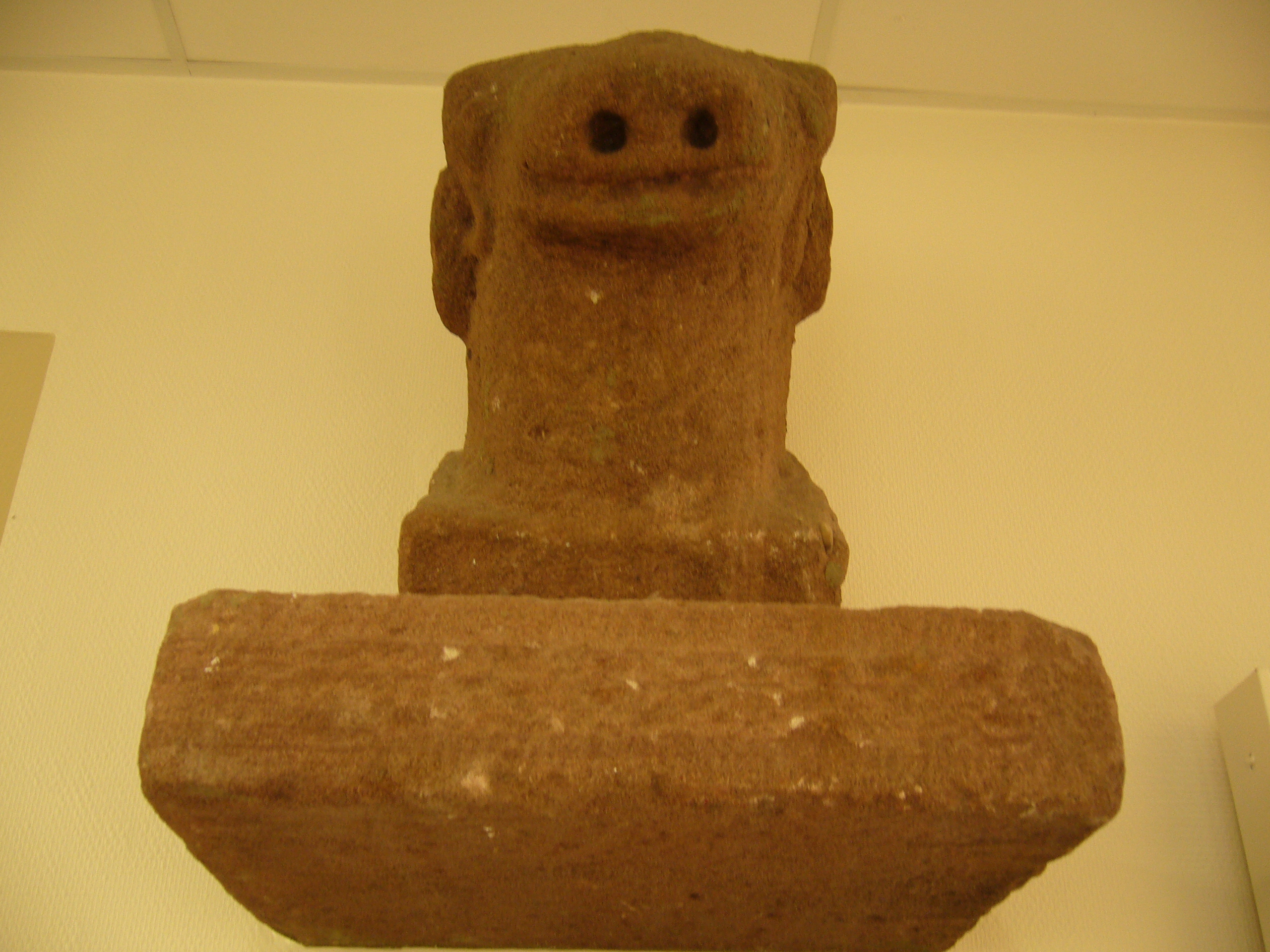
Tête de bélier provenant de la corniche de l'ancien prieuré Saint-Alexandre et exposée à la mairie de Lièpvre

En mai 1574, ce sont des soldats qui traversent la vallée par escadrons de 100 à 200 hommes, mais ne commettent pas de dégâts. Durant le mois de décembre 1575 des mercenaires suisses prennent le même chemin. Le duc de Lorraine ordonne à ses sujets de leur fournir des vivres à un prix abordable, pour qu'ils ne molestent pas les habitants mais leur demande de les surveiller de très près et de leur refuser l'entrée dans les villes murées.

#### Les Rustauds

Armoiries de René II duc de Lorraine

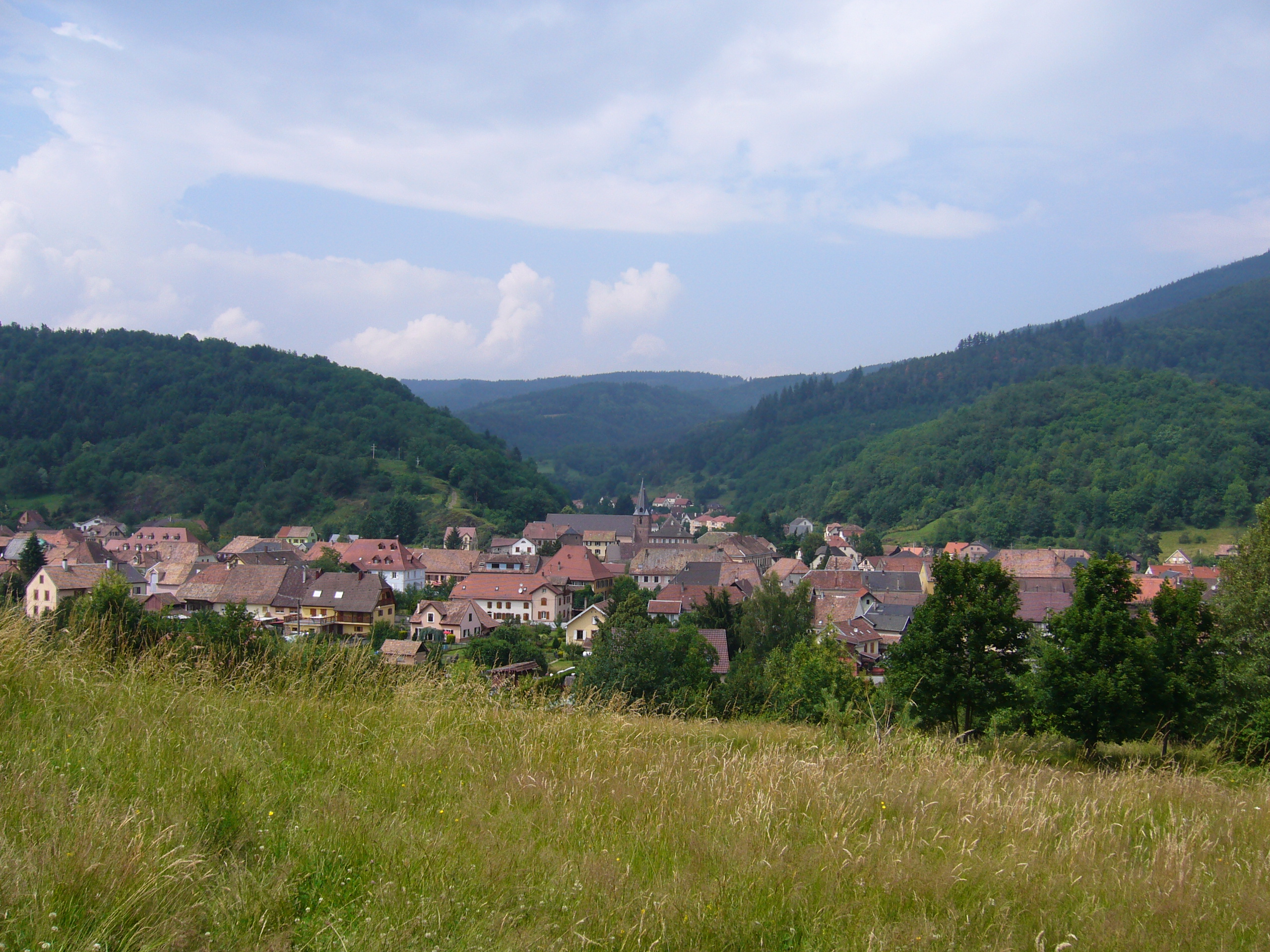
Lièpvre depuis le Raincorne

C'est vers le 17 d'avril 1525 que des paysans se soulevèrent de Bâle à Wissembourg, et prennent le nom de Rustauds. Leur cri de ralliement était « vive Luther ». Environ 40 000 hommes se mobilisent et se divisent en sept bandes avec à leur tête Érasme Gerber. Leurs opposants sont la noblesse et surtout le clergé.
C'est à Molsheim que le mouvement prit le plus d'importance, puis la révolte gagna le Val de Villé et la ville lorraine de Saint-Hippolyte. Le curé de Villé et Wolgang Schuh, curé de Saint-Hippolyte, se firent les propagateurs zélés de la nouvelle religion en entraînant leurs paroissiens. Le 18 avril 1525 une armée de paysans pille et brûle le monastère d'Altorf. L'abbaye de Honcourt près de Villé, l'abbaye de Baumgarten près d'Andlau et plusieurs autres monastères sont pillés et détruits à leur tour. Le 13 mai 1525 les paysans se rendent à Ribeauvillé et le 14 à Riquewihr. Ils se rendent ensuite au Val de Lièpvre et occupent les villages de Lièpvre et de Rombach-le-Franc. Lors de ces révoltes, encouragés par les protestants, les paysans du Val de Lièpvre, opprimés, se soulèvent contre la noblesse. On leur promet la liberté. Les Rustauds reçoivent le renfort des paysans de Ribeauvillé, de Riquewihr, de Bergheim, de Sigolsheim, d'Ammerschwihr et de Kaysersberg.
Un habitant de Lièpvre nommé le Grand Hannezo, entraîne quelques habitants des deux localités à l'attaque du prieuré. Ils défoncent les portes et les fenêtres, jettent les ouvrages, cassent les vitraux. Après avoir occasionné d'importants dégâts au prieuré, ils invitent les femmes et enfants des villages de Lièpvre et Rombach-le-Franc à participer aux festins. Ils boivent et mangent autant qu'ils le peuvent. Encouragés par un nommé Jacques de Lusse, le Grand Hannezo fait sonner la cloche du prieuré pour rassembler la population et faire jurer par acclamation la haine aux prêtres et aux seigneurs, la suppression des dîmes, la mise en commun de la chasse, de la pêche et des forêts. Ils emportèrent le blé, le foin, la paille et l'avoine que les moines avaient stockés ainsi que divers aliments. Ils créèrent une nouvelle justice sous les ordres du "maréchal Jehan" accompagné par le Grand Hannezo.
Un jeune prévôt de Senonville qui se rendait chez un marchand de vin à Raon-l'Étape est fait prisonnier par les habitants de Sainte-Marie-aux-Mines, Sainte-Croix-aux-Mines, Lièpvre et Rombach-le-Franc et est emmené à Lièpvre. Le Grand Hannezo et ses compagnons se dirigèrent ensuite vers le Val de Villé espérant emporter le même succès, mais la population refuse de les suivre. Ils se rendent ensuite à Saint-Hippolyte où ils reçoivent un meilleur accueil.
Les Rustauds qui se soulèvent pillent et brûlent "pour mieux régénérer l'Église et la société". Au mois de septembre, une importante colonne des Rustauds essaya de prendre par surprise la ville de Saint-Dié dans les Vosges. Mais les habitants sonnèrent le tocsin, ce qui permit de les disperser. Cet évènement décida le duc Antoine de Lorraine à sortir de sa réserve et à s'opposer par la force à l'invasion des luthériens dans ses États. Il fit occuper tous les cols vosgiens par une compagnie de lansquenets sous les ordres de Gérard d'Haraucourt. Antoine de Lorraine, à la tête d'une armée bien aguerrie, met un terme à ce soulèvement et rétablit l'ordre. S’apprêtant à rentrer en Lorraine, le duc est prévenu que 16 000 récalcitrants se regroupent près de Sélestat pour attaquer le Val de Villé. Le duc et ses combattants font aussitôt demi-tour et repassent à l'offensive. Les fuyards qui croyaient s'échapper à la faveur de la nuit se regroupent à Scherwiller où la population leur est favorable. Le duc fit mettre le feu au village de Scherwiller, près de Sélestat le 20 mai 1525. Plus de 5 000 insurgés sont massacrés impitoyablement par les troupes lorraines.
Le Grand Hannezo est arrêté et incarcéré dans une prison de Saint-Dié où il passera quatre mois. Il sera gracié par le duc à la suite de la supplication de sa famille.
L'un des meneurs, le curé Wolfgang Schuh (1493-1525), de Saint-Hippolyte, abjure la foi catholique et se marie, suivi par nombre de ses paroissiens. Après les émeutes, il fut arrêté par Gaspard d'Haussonville, gouverneur de Blamont, condamné à mort par un tribunal de l'Inquisition et brûlé vif à Nancy le 21 juin 1525. D'autres sont emmenés en captivité en Lorraine et ne sont libérés que sur paiement de rançons. Après la défaite des Rustauds, le duc de Lorraine envoya un détachement dans le Val de Lièpvre avec pour mission de faire rentrer la population dans le rang. Les habitants du Val de Lièpvre, dont certains de Rombach-le-Franc, et de Lièpvre qui s'étaient joints aux émeutes anticatholiques n'obtinrent le pardon qu'à de très dures conditions. Ils furent notamment contraints de marcher, à travers la forêt, pieds nus en procession jusqu'au sanctuaire de Dusenbach (Ribeauvillé). Quant aux habitants de Saint-Hippolyte, ils durent endurer la punition la plus grande puisque le duc Antoine tenait ses sujets comme particulièrement hérétiques car ils avaient non seulement sympathisé avec les Rustauds] mais aussi avec la Réforme.

#### Mise à sac par le marquis de Durlach

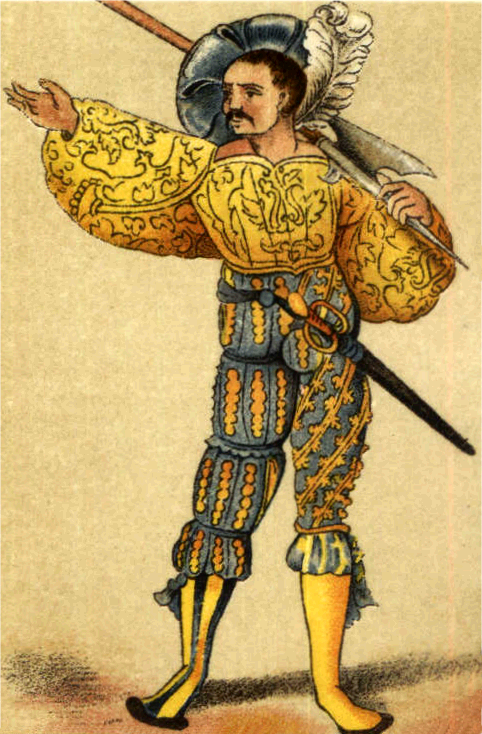
Lansquenet 1530.

Lièpvre, mais aussi Rombach-le-Franc, bourg situé à 2 km, sont envahis en 1592 par les troupes du Marquis de Durlach de la maison de Bade, hostile au duc de Lorraine. Ils occupent le val de Lièpvre durant l'hiver de la même année et mettent à sac la vallée qui est en partie incendiée.
Le marquis avait jadis servi le duc de Lorraine avec un régiment de lansquenets et l'avait quitté en 1590 pour un différend au sujet de la solde de ses soldats. Il espérait ainsi se faire payer en envahissant le val de Lièpvre. Le duc de Lorraine ne fut averti de cette invasion que le 12 janvier 1593. Il prit aussitôt des mesures, et le 16 janvier un régiment conduit par L. de Bonnayde arrivait à Lièpvre. D'autres troupes se joignirent à eux, sous les ordres du bailli de Nancy, Renaud de Gournay. La guerre dura jusqu'en 1604.

#### La guerre de Trente Ans

Carte de la guerre de Trente Ans.

La guerre de Trente Ans est une suite de conflits armés qui ont déchiré l’Europe de 1618 à 1648.Les combats se déroulent initialement et principalement dans les territoires d’Europe centrale dépendant du Saint-Empire romain germanique, mais impliquent la plupart des puissances européennes, à l’exception notable de l’Angleterre et de la Russie. Dans la seconde partie de la période, les combats se portent aussi en France, dans les Pays-Bas, en Italie du nord, en Catalogne, etc. Pendant ces trente années, la guerre change progressivement de nature et d’objet : commencée en tant que conflit religieux, elle se termine en lutte politique entre la France et la Maison d’Autriche.

##### Entrée en guerre
Le duché de Lorraine, qui faisait officiellement partie de l'Empire, comprenait les bailliages de Nancy et des Vosges, séparés du bailliage d'Allemagne plus au nord (région germanophone du département actuel de la Moselle) par les terres de l'évêché de Metz. Les ducs de Lorraine tentaient jusqu'alors de maintenir une certaine neutralité vis-à-vis de la France et de l'Empire, par une politique habile pratiquée successivement par les ducs Charles III (1559-1608) et Henri (1608-1624). C'est l'arrivée du pouvoir du duc Charles IV en 1624 qui, en envenimant les relations avec la France, entraîne le duché de Lorraine dans la tourmente une quinzaine d'années plus tard. Le duché de Lorraine est alors occupé et administré par la France.

##### Pillages des "Suédois"
En 1632, l'Alsace est parcourue par des bandes de soldats impériaux et lorrains qui pillent les campagnes et les villes. Les troupes lorraines installées à Haguenau sont décimées par la typhoïde et contaminent la population. Le val de Lièpvre qui jusqu'ici était relativement épargné par les pillages des impériaux doivent maintenant faire face à un nouveau danger avec l'arrivée des troupes suédoises. La légende parle de Suédois, mais en réalité il y a très peu de soldats scandinaves : les soldats qui la composent viennent de divers horizons mais sont en réalité au service du duc Bernard de Saxe-Weimar et du roi de France. Ils se comportent de façon inhumaine, pillant, saccageant, torturant, violant et tuant les habitants. Aux profanations d'églises se succèdent les pendaisons de prêtres et de moines.
Ils s’emparent le 12 décembre 1632 de Sélestat, puis en juin 1633 de Villé, puis du château du Frankenbourg, dont la ruine date sans doute de ce siège : en juillet ils commencent l'attaque du Haut-Koenigsbourg qui capitule le 7 juillet ; de là ils font des incursions dans tout le val de Lièpvre. Ils s'attaquent au prieuré de Lièpvre qui est pillé et mettent le feu en septembre à 70 maisons de Lièpvre. De là ils se rendent à Rombach-le-Franc, et rançonnent la population. Le village échappe cependant au feu.
En dévastant toute la vallée de la Lièpvrette, les Suédois apportent aussi la peste. Cependant les Lorrains arrivent à faire de fréquentes incursions dans le val de Lièpvre avec à sa tête le duc Charles IV. La situation est si tragique que le surintendant du Val obtient la permission de quitter la vallée. La justice n'est plus rendue. Les Suédois pillent aussi les récoltes et les champs encore cultivables sont très souvent brûlés, car certains capitaines pratiquent la tactique de "la terre brûlée" pour épuiser et affamer la population. Les paysans et les habitants qui ont pu échapper aux tueries se trouvent souvent sans nourriture et meurent de famine. En 1635 les habitants de Lièpvre et de Rombach-le-Franc sont exemptés de la taille en raison des ravages de la peste et des guerres. De 1635 à 1641, le val de Lièpvre est occupé par la France. Un an plus tard, les Lorrains sont de nouveau maîtres du val de Lièpvre, puis la France occupe à nouveau la Lorraine de 1641 à 1659 et de nouveau de 1670 à 1697.
En 1648, l'Alsace est rattachée à la France, et le val de Lièpvre, resté lorrain, est de plus en plus emprunté par les différentes armées qui rejoignent la plaine d'Alsace. Louis XIV passe deux fois à Sainte-Marie-aux-Mines au cours de l'année 1673 le 27 août et le 3 septembre. En 1674 la guerre fait rage : le duc de Lorraine, Charles IV, est dépouillé de ses États et va rejoindre l'armée impériale qui a envahi l'Alsace. L'un de ses lieutenant, le colonel du Puy, fait route vers le Val de Lièpvre et tente de prendre à revers une partie des troupes françaises de l'autre côté des Vosges. Au lieu de passer par le col de Sainte-Marie-aux-Mines, il contourne la montagne gardée par les troupes françaises en passant par la Hingrie et Lubine. Il fait enlever dans un raid audacieux l'arrière-ban d'Anjou à Bénaménil, près de Lunéville.

#### Conflit local au sujet des forêts

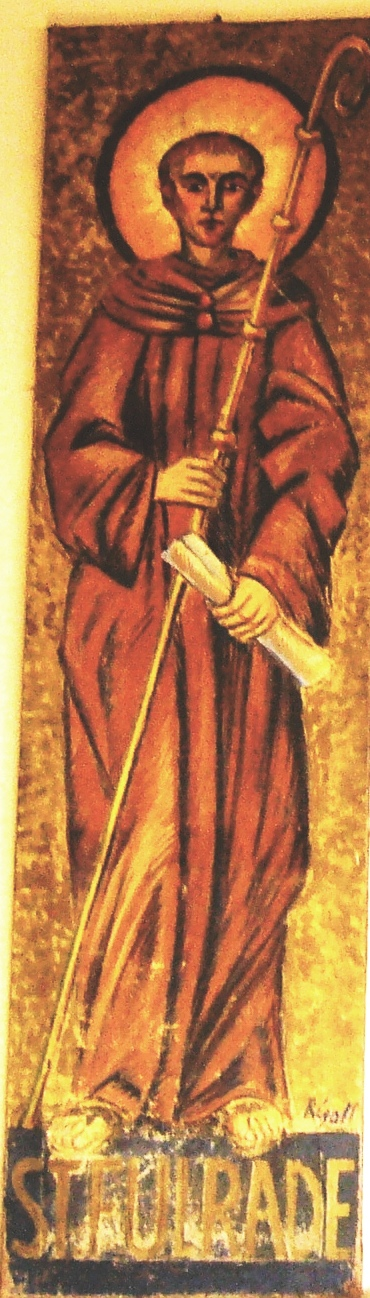
Portrait de l'abbé Fulrad peint par Robert Gall au début du XXe siècle et exposé dans la cave viticole Huber & Bleger à Saint-Hippolyte

La forêt du Hinterwald (ou Saarbachwald) a été l'objet de nombreuses disputes parce que les communes de Bergheim et Saint-Hippolyte et Orschwiller y avaient des droits. En effet, elle faisait partie, à l'origine du domaine que Charlemagne avait détaché du fisc de Kintzheim pour le donner en 774 au prieuré de Lièpvre.
En 1431, un conflit éclate entre Lièpvre, Saint-Hippolyte et Bergheim au sujet de Bois l'Abbesse, forêt qui appartenait à l'abbesse Sainte Richarde d'Andlau. Depuis le Xe siècle l'abbaye d'Andlau possédait des propriétés contiguës avec celles de Lièpvre, situés au bas du village sur le territoire faisant aujourd'hui partie de la commune de Kintzheim. Ce sont les prés de l'hospice de Sélestat, désignés à l'époque sous le nom d'Abtissinhurst ou Graveloch. On prétend qu'elles faisaient partie de la cour colongère que l'abbaye d'Andlau possédait à Kintzheim. Le père de Sainte Richarde, la fondatrice de l'abbaye d'Andlau, a été accusé de s'être appropriée une partie de la forêt du prieuré de Lièpvre. Les territoires accordés par Charlemagne n'ont subi aucun changement depuis le VIIIe siècle ; cette interprétation repose sur un document signé par Lothaire en 854 où sur le dos du diplôme figurait l'inscription en latin « confirmatio Hlotharii imperatoris de sylva pertinente ad Fulradovillare, quam abstraxit Erkengarus commes de audo Wilvillare ». Cette forêt a finalement été partagée en 1436 entre les trois communes.
L'exploitation forestière et les pâturages représentaient autrefois des points de friction importants entre les différentes communes en raison de facteurs économiques. Les moines du prieuré de Lièpvre emmenaient leurs bêtes sur les hauteurs du Taennchel, notamment des porcs qui raffolaient des fruits des chênes dont la montagne était recouverte. Un accord entre les communes alsaciennes et le prieuré de Lièpvre attribuait à chacune des communes des territoires qui étaient ouverts à la glandée. Ces territoires appelés par les Alsaciens sous le nom de Hinterwald ont été délimités entre les communautés d'Orschwiller, Bergheim et Saint-Hippolyte par un jugement rendu le 15 avril 1516. Dans cet acte, Lièpvre a droit à la glandée pour ses animaux du jour de l'Exaltation de la croix jusqu'à Noël et le reste de l'année entre les trois autres communes. La ville de Saint-Hippolyte détient depuis ce temps les forêts de Kelblin et le Hinterwald.
À la suite de l'occupation française du Val de Lièpvre les villages de Bergheim, Saint-Hippolyte, Orschwiller et Kintzheim entrent en conflit avec la collégiale Saint-Georges de Nancy au sujet des forêts qui ont fait partie des biens du prieuré de Lièpvre. Profitant du désordre engendré par la guerre de Trente Ans et de l'affaiblissement du duché de Lorraine, les villes alsaciennes s'emparent (avec le soutien de la France à laquelle elles sont rattachées depuis le traité de Ryswick en 1697) des forêts de Kelblin et du Hinterwald. Ces forêts qui s'étendaient sur le versant méridional du val de Lièpvre à partir de Kintzheim appartenant à la ville de Sélestat, jusqu'à Sainte-Croix-aux-Mines, étaient autrefois communes aux habitants de Lièpvre et de la plaine.
Le traité de Paris signé le 18 juillet 1718 a mis fin aux contestations. Ce traité a été signé par Jean Feydieu, gruyer de Sainte-Marie-aux-Mines pour le Val de Lièpvre, Daniel Luc Weinemer, seigneur de Landersheim conseiller du roi, et bailli du bailliage de Châtenois et le capitaine Preniot pour Saint-Hippolyte. Dans cet acte conclu entre les commissaires du roi de France, Nicolas Prosper Bauyin, seigneur d'Angervilliers, conseiller du roi, et ceux du duc de Lorraine, Léopold Ier, on accorde la forêt du Hinterwald à Bergheim, Saint-Hippolyte et Orschwiller, depuis le confluent du ruisseau du Votembach jusqu'au sommet du rocher nommé Reinolstein sur la montagne du Taennchel, sans préjudice pour les habitants de Lièpvre qui peuvent amener leurs troupeaux conformément à la sentence arbitrale signée le dimanche de Jubilate de l'an 1516. La forêt du Spiemont est déclarée appartenir à la commune de Lièpvre et faire partie de la souveraineté de Lorraine. En outre les délégués reconnaissant le droit de glandée pour les habitants de Lièpvre et de pâturage dans toute l'étendue des forêts de Bergheim, Saint-Hippolyte et Orschwiller. Cependant en cas de guerre les habitants de Lièpvre sont tenus de retirer leur bétail. Ce traité confirme en quelque sorte un extrait du jugement du 5 janvier 1513 signé par la régence d'Ensisheim et les trois communes et Jean de Wickram administrateur du prieuré de Lièpvre. Les cartes géographiques ont été enregistrées par MM. Broutin ingénieur et Buignon ingénieur au service du roi de France en 1718 qui indiquent exactement les limites de chaque commune. Vingt six bornes ont été implantées comprenant une croix grecque sur le sommet de chaque pierre depuis le ruisseau du Votembach jusqu'au sommet du Reinolstein où se trouve la borne no 1 indiquant la date du 24 octobre 1718 représentant la date du traité de Paris. La borne no 13 est d'après le compte-rendu du traité implantée dans le pré de Spizematt. Une autre pierre-borne couchée se trouvait sur le sentier menant à Thannenkirch dans un endroit appelé Klosterpfad, le sentier de l'abbaye avec le no 18 qui était en partie effacé.
En 1737, le traité de Vienne donnait les duchés de Lorraine et de Bar à l'ex-roi de Pologne Stanislas, qui par convention secrète avec Louis XV assurait la réunion, de ces deux duchés à la France. Beaucoup plus tard, Lièpvre engage un procès qui dure de 1776 à 1791, pour les propriétés du bois de Kelblin, mais perd sa cause. Il ne reste plus aujourd'hui à Lièpvre que le bois de Spiemont et les anciens défrichements faits aux abords du village, entre la forêt et la Lièpvrette. La forêt du Hinterwald s'étendait en général aux forêts situées dans la vallée de la Lièpvrette, sur le versant du Taennchel, entre les rochers du Reinolstein et du Ramelstein jusqu'au mur païen. La forêt du Hinterwald a été au centre de fréquentes contestations entre la commune de Lièpvre et ses voisins alsaciens depuis le XVIe siècle.

### Héraldique
| Blason de Lièpvre | Les armes de Lièpvre se blasonnent ainsi : « D'azur à la croix patriarcale alésée d'or. » |

En devise : « Fulradi Villare in Valle Le Brahens ».

## Les troupes de la coalition entre 1814 et 1818
Entre janvier et avril 1814, Napoléon Ier, doit faire face à une armée de troupes coalisées bien décidé à en découdre avec lui. Elle comprend la Russie, l'Angleterre, la Suède, l'Autriche et plusieurs états allemands anciens alliés de Napoléon au nombre desquelles on trouve la Bavière et le Wurtemberg. Les Autrichiens au nombre de 120 000 pénètrent en France en passant par la Suisse. Les Prussiens et les Russes passent par le Rhin. Dès les premiers jours de janvier 1814, les soldats occupent le val de Lièpvre et y établissent des campements de fortune à Sainte-Marie-aux-Mines, Sainte-Croix-aux-Mines, Lièpvre et Rombach-le-Franc. Les troupes bavaroises du général Deroy commandant 5000 hommes sont les premiers à franchir la crête des Vosges. Ensuite de 1815 à 1818 des troupes d'occupation autrichiennes, commandés par le colonel comte de Cassada vinrent camper dans la commune. Cette compagnie est logée à l'ancienne "Poste aux chevaux" qui se trouvait à l'emplacement où se trouvent aujourd'hui les bureaux de la Société alsacienne de meubles.

## La communauté villageoise au Moyen Âge

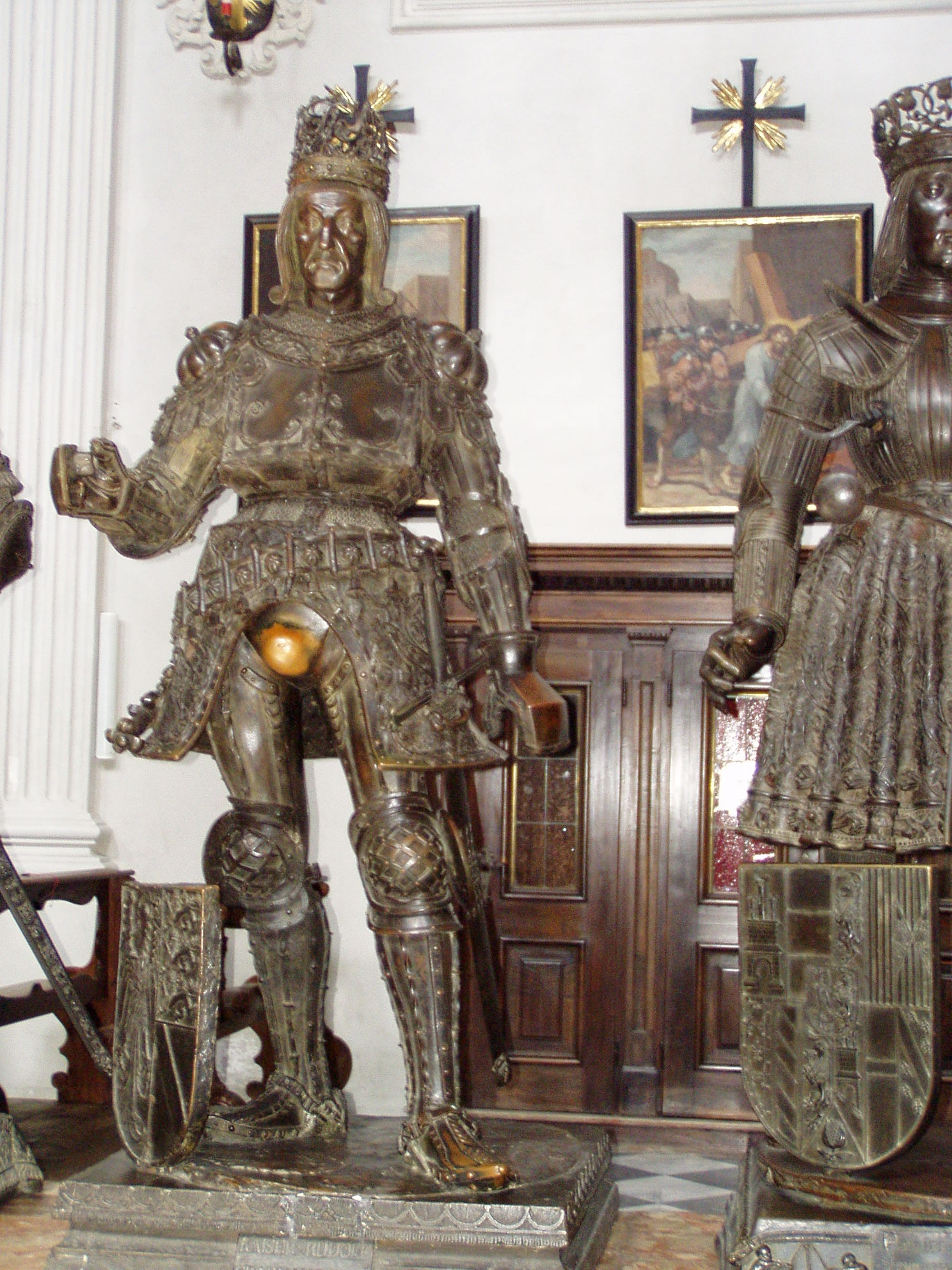
Statue de Rodolphe Ier au mausolée de Maximilien Ier à Innsbruck

Avant l’apparition de l’administration communale, les villages lorrains étaient le plus souvent régis par un seigneur. Le Val de Lièpvre faisait exception, puisque depuis Charlemagne la population de la vallée bénéficiait d’un régime particulier. Ce sont les moines du prieuré de Lièpvre qui avaient le pouvoir absolu sur la masse des paysans et de la population et qui répartissaient les grands domaines fonciers et ruraux, qui protégeaient les sujets et rendaient la justice. Depuis la période carolingienne ce sont eux qui en fait avaient le véritable pouvoir.
Avec la disparition des derniers carolingiens, le pouvoir des moines disparaîtra sensiblement, laissant la place à des guerriers ou seigneurs locaux qui accaparaient les biens appartenant au prieuré de Lièpvre. Mais les moines de Lièpvre ne seront pas entièrement spoliés et conserveront pendant un certain temps l’ensemble de leurs biens. Ils bénéficieront pendant très longtemps de la protection de la puissante abbaye de Saint-Denis qui était en réalité le véritable propriétaire de la vallée depuis le décès de l’abbé Fulrad en 784, et de la plupart des souverains qui gouvernèrent le royaume.

### Affranchissement de certains paysans
Vers l’an 1200, les paysans et ceux qui travaillaient pour les moines reçurent quelques petits privilèges ; ils purent cultiver la terre pour leur propre besoin, ainsi que défricher la forêt à la condition de payer des droits de franchise et de payer régulièrement une redevance sur les surplus de leur récolte. En fait, la réalité économique de la vallée était plutôt meilleure qu’ailleurs et cet affranchissement fut plutôt bien accueilli comme une amélioration notable de la condition paysanne. Cette franchise fut d’ailleurs étendue aux autres provinces, de l’autre côté des Vosges, et tous les autres seigneurs se virent contraints de les imiter. Plus tard, les moines de Lièpvre ne pouvant pas défendre par eux-mêmes la vallée aliénèrent une partie de leur pourvoir à des seigneurs locaux, qui partagèrent alors une partie des redevances avec ceux du prieuré. Ainsi, vers 1232 la vallée est protégée par les seigneurs d’Eckerich. Ces nobles, originaires semble-t-il de la Lorraine s’étaient enrichis grâce à l’exploitation des mines d’argent dont les moines venant de l’abbaye de Gorze avaient commencé la production au Xe siècle. Ils furent évincés par les sires d’Echery.

### Les sires d'Echery
À la demande du prieuré de Lièpvre ou de Saint-Denis cette famille fut aussi chargée de protéger les biens de la vallée entière. Cette dynastie s’est éteinte au décès du dernier membre de la famille vers 1381. Le Val de Lièpvre faisait à l’époque partie de l’Empire romain germanique que se disputaient plusieurs prétendants entre 1254 et 1273, époque où Rodolphe de Habsbourg fut élu empereur. Il régnait donc une certaine anarchie dans le royaume et le val fut l’objet de fréquents passages. Pour surveiller ces va-et-vient intempestifs des troupes ennemies, de nombreux seigneurs érigèrent des châteaux forts dans la région. Les nobles d’Echery firent construire un château qu’ils nommèrent le Hoh-Eckerich dans la vallée du Petit Rombach où passait la route conduisant en Lorraine. Les seigneurs d’Echery étaient assez puissants, à tel point qu’ils pouvaient monter des troupes pour leur propre compte. Ils guerroyaient contre leurs voisins, et étaient craints et respectés à cause de leur bravoure.
Jean d’Echery se fit remarquer lors de la guerre qu’il fit au chapitre de Saint-Dié et plus tard contre l’évêque de Strasbourg lorsqu’il commandait les troupes de Sélestat. Après l’extinction du dernier des seigneurs d’Echéry, la moitié de la vallée sera partagée entre le duc de Lorraine et les sires de Rappolstein (Ribeaupierre). Le 9 décembre 1399 le traité de Burgfried entérina le partage de la vallée. Les ducs de Lorraine se partagèrent les villages de Lièpvre, de Sainte-Croix-aux-Mines, de Rombach-le-Franc et une partie de Sainte-Marie-aux-Mines à gauche de la Lièpvrette qu’ils inféodèrent aux nobles de Hattstatt. Les frères Maximin et Schassmann de Ribeaupierre reçurent l’autre moitié : Saint-Blaise, Fertrupt, Echéry et la partie de Sainte-Marie qui se trouvait à droite de la Lièpvrette. Cette division de la vallée va perdurer pendant quatre siècles, c’est-à-dire jusqu’à la Révolution de 1789.

### L’administration et la justice
Le prieuré de Lièpvre, qui possédait une bonne partie de la vallée, avait des droits judiciaires très étendus. Ce prieuré dépendant de la puissante abbaye de Saint-Denis c’est donc elle qui exerçait en réalité la justice dans ce coin de l’Alsace par l’intermédiaire du prieur qui était nommé par elle. Ces droits furent confirmés par une bulle de 1259. Mais les ducs de Lorraine en qualité de voués, c’est-à-dire de protecteurs temporels du prieuré, évincèrent Saint-Denis, trop éloigné pour se défendre. La juridiction passa au XVe siècle tout entière entre leurs mains. L’administration et la justice n’étaient pas, comme aujourd’hui, soigneusement séparées. Le même agent pouvait cumuler très bien des attributions judiciaires, administratives, financières ou même militaires. Au début, ceux qui exerçaient ces fonctions multiples portaient le titre de mayeur ou maire. Il y existait à l’époque trois maires dans la vallée. Lièpvre et l’Allemand Rombach (aujourd’hui Rombach-le-Franc) ne faisaient qu’une seule communauté. Il y en avait deux autres à Sainte-Croix-aux-Mines et Sainte-Marie-aux-Mines. Ces maires étaient les représentants des seigneurs et non pas des habitants. Ils étaient donc choisis par le seigneur de Hattstatt et le duc de Lorraine.
Cette organisation sommaire fut longtemps amplement suffisante, jusqu’au jour où le nombre de mineurs allemands augmentant, des rixes fréquentes éclatèrent entre eux et les gens de langue française. Dans des lettres patentes du 21 mai 1547 le capitaine de Spitzemberg, homme du duc de Lorraine, est nommé justicier (en allemand Amtmann) du Val de Lièpvre. Il pouvait occuper le château de Zuckmantel qui était construit à Sainte-Croix-aux-Mines quand il viendrait dans la vallée. Il pouvait nommer un agent assermenté pour le remplacer quand il serait absent à la seule condition qu’il maîtrise aussi la langue allemande. Le 15 décembre 1548, le capitaine de Spitzemberg cumule aussi la charge de surintendant des mines du val de Lièpvre à la suite du décès du surintendant des mines. Dès lors on prendra l’habitude de donner en toute circonstance le titre de surintendant.
Le val de Lièpvre étant excentrique et enclavé au milieu de possessions étrangères, le duché de Lorraine avait un soin particulier de proclamer ses droits sur ce coin auquel il tenait fort, à cause des mines et pour avoir une entrée en Alsace. Le duc lui-même réaffirme haut et fort cette souveraineté dans divers actes.

#### Administration par le maire
Au Moyen Âge, ce sont les communautés villageoises qui administrent les forêts et les terres pour le compte du seigneur ou duc de Lorraine sous le contrôle d’officiers nommés par lui. Pour Lièpvre, c’est le prévôt qui est chargé de contrôler l’ensemble de l’administration. Il délègue une partie de ses prérogatives de la commune de Lièpvre, au maire ou mayeur qui a des pouvoirs très larges. Il contrôle par exemple les biens de la communauté, visite les forêts, les chemins, les fours, les moulins, et prononce les réglementations de police. Il prononce les amendes pour les délits forestiers ou champêtres. Par la suite le maire est secondé par des échevins qui siègent au nombre de trois : le maître échevin, appelé aussi lieutenant de maire, l’échevin et le petit échevin, le sergent ou doyen, et à partir de 1583 par un greffier.
Il y a six plaids annaux par an. Le dimanche précédent, à la sortie de la messe, le maire prévient les habitants, du jour et du lieu où se tiendra le plaid. Tous les habitants sont tenus d’assister sous peine d’amende. Le maire déclare alors la séance ouverte et constate les absences, puis prononce les amendes à moins d’une raison valable. Les réunions doivent se dérouler dans la sérénité et non troublées par des cris et des chahuts. Les jurés qui sont pour la plupart de simples artisans reçoivent une indemnité. Le greffier énumère ensuite les amendes champêtres encourues dans l’année. Les observations des coupables sont ensuite pris en compte par le maire échaque c’est-à-dire prononce l’amende. Le maire lui-même est tenu à son tour de rendre des comptes à l’administration.
Tous les ans a lieu l’élection par les habitants de nouveaux représentants : maire, échevin, sergent, greffier, bangard et forestier, puis vient la prestation du serment. On nomme ensuite le paulier présenté par les décimateurs, qui fixe le salaire du maître d’école, qui décide aussi de faire les réparations de l’église et du presbytère, des ponts. Le maire décide aussi des nouveaux règlements et fixe les heures de fermetures des cabarets et d’empêcher les parents d’amener les petits enfants qui troubleraient les offices à la messe. Ces plaids annaux organisés de manière uniforme à partir de 1598 par une ordonnance de Charles III durèrent jusqu’à la Révolution. Par la suite, le maire fut déchargé de l’administration des forêts pour passer ensuite aux grueries. À partir de 1615, le maire ne lève plus l’impôt. Cette tâche est confiée à l’élu, puis au siècle suivant aux asseyeurs et collecteurs. À la suite de l’occupation française pendant la guerre de Trente Ans le pouvoir ducal s’imposa davantage dans les communautés. Une ordonnance complétée par celle de 1753 enleva définitivement le droit aux habitants de nommer leur maire et autres officiers municipaux. Ils étaient nommés par le prévôt et devaient prêter serment au chef-lieu de la juridiction.
En 1738, l’administration communale en place depuis des siècles, composée du maire, des échevins, du sergent, du greffier fut modifiée par le duc Stanislas. En effet l’une des premières ordonnances fut la suppression des échevins au profit d’un syndic élu chaque année par les habitants qui était chargé de la comptabilité communale. À partir de cette époque on trouve donc un maire, son lieutenant, le sergent et le greffier nommé par le prévôt. Toutes les pièces de cette époque commencent par ces mots : « Les syndics, maire et habitants réunis en corps de communautés… ». Le contrôle établi par le roi Stanislas sur l’administration devint plus rigoureux, surtout après la réunion de la Lorraine à la France. Il fallait subir la volonté toute puissante de l’intendant et de son déléguée de bailliage. Ce régime dura un demi-siècle. C’est finalement l’édit du 8 janvier 1787 qui créa des assemblées provinciales, les assemblées du district et les assemblées communales. Ne pouvaient être élus que les propriétaires âgés de plus de 25 ans, le curé, le greffier, le syndic. Tous devaient au moins savoir lire et écrire et appartenir à la classe des bourgeois (première classe des contribuables). À partir de 1790, chaque commune organise l’élection de ses propres élus. Le 11 août 1789 les dîmes sont supprimées. La Révolution impose aux prêtres le serment civique sous peine de privation de pension ou même de déportation en cas de troubles à l’ordre public.

### Repeuplement

Armoiries du duc de Lorraine-Vaudémont pendant l'époque de Léopold Ier

À partir de 1660 le duc Charles IV revenu aux affaires (1661-1670) encourage la venue de populations pour repeupler les villes et villages qui ont été décimés par la guerre de Trente Ans. L'économie rurale est complètement désorganisée, les terres et forêts sont en friches. Il encourage l'arrivée de nouveaux habitants qui vont occuper les maisons ou fermes abandonnées du val de Lièpvre. Dès 1663 on voit arriver des colons de Suisse, du Val d'Orbey, des Vosges, de Savoie ou du Val d'Aoste ou même de Mulhouse.Les ravages de la guerre de Trente Ans ont réduit dans des proportions très importantes la population de la vallée.Dès le retour de la paix le duc de Lorraine, s'emploie à combler le vide laissé dans les villes et les campagnes en encourageant la venue de nouveaux habitants. Charles IV apporte un large soutien aux manufactures de draps et de soie lesquelles sont exemptées du droit de bourgeoisie et d'impôts pendant six ans. Par ailleurs il encourage l'arrivée dans le val de Lièpvre d'anabaptistes pour occuper les fermes laissées à l'abandon.
Il accorde aussi une franchise d'impôt à tous les nouveaux habitants qui s'installent dans les bourgs lorrains et dans le val de Lièpvre. Des Anabaptistes venus de Suisse, chassés par la crise économique et la Jacquerie s'étaient déjà installés en 1653 dans le val de Lièpvre administré par les Ribeaupierre qui avaient développé les chaumes et le système de transhumance. On en trouve d'ailleurs aussi du côté du val de Lièpvre administré par la Lorraine, particulièrement à la Hingrie et dans des hameaux isolés de Lièpvre et Sainte-Croix-aux-Mines. Ils sont particulièrement appréciés pour leur compétence en matière agricole par les bourgeois fortunés ou les seigneurs. Ils rénovent et agrandissent les anciennes masures et fermes laissés à l'abandon. Ils défrichent aussi les forêts. Après la mort du duc Charles IV, l'un de ses successeurs le duc Léopold Ier poursuivra la même politique en essayant de relever l'économie locale. Par lettres patentes du 28 septembre 1711, il crée à Lièpvre un marché tous les jeudis et trois fois par an, les 11 mars, 26 juillet et 22 octobre pour permettre aux paysans d'écouler leur marchandise. Ces foires avaient les mêmes privilèges que celles de Bruyères ou Saint-Dié dans les Vosges.Il accordera un an de franchise d'impôts à tous les étrangers qui construisent dans les bourgs du val. Grâce à ces mesures, Lièpvre, mais aussi les autres communes retrouveront quelque prospérité et le val se repeuplera assez rapidement grâce à l'arrivée de nouveaux habitants de la Savoie, d'Orbey, de Fréland, du Bonhomme ou encore des Vosges.

### Architecture
Après les invasions et les pillages du Moyen Âge, Lièpvre eut du mal à se relever. Ce n'est finalement qu'à partir du XVIe siècle que le village commença à entreprendre des travaux de construction et de réhabilitation. On construisit un palais de justice en pleine période de la Renaissance. Ce palais de la justice n'existe plus aujourd'hui. En 1839 on voyait encore au rez-de-chaussée de ce bâtiment une salle garnie d'arcades et une grande cheminée dont plusieurs sculptures datant de la renaissance, c'est-à-dire du XVIe siècle.
Dans le village, il existait aussi à la même période un monument curieux, connu sous le nom de maison des Princes, qui a été démoli au XIXe siècle pour faire place à un nouveau pont. Il était situé au bas du village, vis-à-vis de l'ancien monastère. Elle avait été construite par les ducs de Lorraine et leur servait de point de rendez-vous pour la chasse. Sur l'un des murs de cette maison on pouvait apercevoir une fresque murale de grandeur naturelle représentant les ducs de Lorraine en habits de chasse. Cette maison avait primitivement deux étages. À l'angle qui faisait face au pont se trouvait à l'intérieur un escalier tournant, qui partait de la cave jusqu'au grenier. Lors de sa démolition au XIXe siècle, on voyait encore une croisée qui donnait jour à cet escalier. Son architecture ne laissait aucun doute sur l'époque à laquelle elle a été construite : l'époque de la Renaissance.
Au Moyen Âge Lièpvre était entouré d'une muraille, c'est du moins ce que prétend Specklin, l'un des chroniqueurs du XVIIIe siècle qui ajoute qu'elle a été rasée en 1445 lors du saccage de la commune par le Comte Palatin et l'évêque de Strasbourg en représailles de la soumission de la population aux Armagnacs. Au XVIIIe siècle, Lièpvre est composé du hameau de Musloch avec treize familles, et de douze censes se répartissant en 220 familles. Le roi de France en est le souverain depuis la cession de la Lorraine qui lui fut faite en 1736 et 1737. Le chapitre cathédral de la primatiale de Nancy, succédant aux droits de l'ancien prieuré de Lièpvre, est collateur et décimateur pour un tiers. Le curé perçoit les deux autres tiers.
Le 28 septembre 1711, le duc Léopold, établit par lettres-patentes à Lièpvre des foires et des marchés.Louis XVI, par son édit du mois d'octobre 1776 rattacha la justice à la prévôté royale de Sainte-Marie-aux-Mines. Mais cet édit fut révoqué par le parlement de Nancy en juillet 1782 qui ordonna que les villages lorrains du val de Lièpvre dépendraient désormais du bailliage présidial de Saint-Dié. Le val de Lièpvre est rattaché à la mort du roi Stanislas Leczinski en 1766 à la France.

## Économie

### Les mines

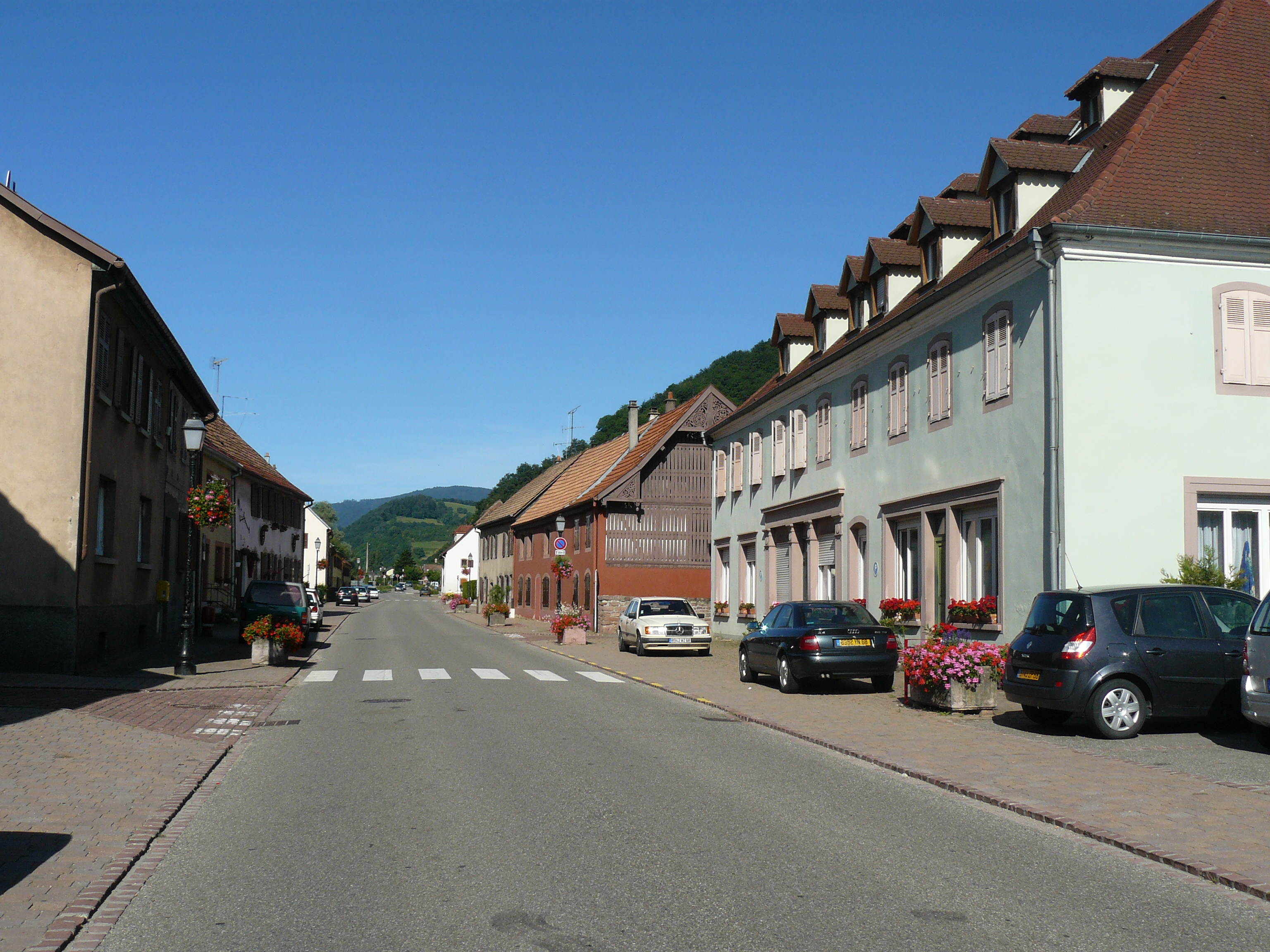
La sortie du village de Lièpvre en direction du hameau de Musloch

La commune de Lièpvre comptait au Moyen Âge un certain nombre de mines fort célèbres. Les mines de Sainte-Anne et de Saint-Thomas à Musloch, Saint-Esprit à Creusepré (Gleisprey) du Herrschaftt, de Saint-Jean, Finckenstreich, Grand Feldort, et du Kast de Stolle Aymé étaient exploitées pendant fort longtemps par des mineurs lorrains. Le plus important filon sur la rive gauche de la Lièpvrette à Musloch représentait un couloir d'une longueur de 2,5 km. À l'est, au sud de Lièpvre on retrouve encore les anciennes mines de Creusepré. Les mines de Sainte-Anne, Herrschafft et Saint-Jean à Musloch ont été découvertes en 1526. On découvrit en 1750 à la mine Saint-Anne de l'argent, de la rosette et du plomb. Une autre mine appelée dans les anciens documents "Schwymbach" (Schweinsbach) à Lièpvre est également exploitée à la même époque.
Entre 1533 et 1546, quatre nouveaux chantiers sont ouverts à Lièpvre, mais les recherches seront assez rapidement abandonnées. La mine Saint-Esprit produira son premier filon le 4 novembre 1583. Exploitée jusqu'en 1593 elle produira au total un peu moins de 129 kg d'argent, mais le filon s'épuisera assez rapidement. Cependant grâce à la découverte de nouveaux filons dans la mine Sainte-Anne dans la montagne appelée "Finckaustreich" la livraison de minerais continuera. La production de la mine du Herrschafft atteint en apogée en 1591 pour s'éteindre progressivement sur tout début du XVIIe siècle. Vers 1606 les mines du Herrschafftt à Musloch et de Saint-Esprit à Creusepré sont abandonnées. Vers 1627, toute l'activité minière dans le val de Lièpvre est suspendue en raison des troubles engendrés par les conflits territoriaux et l'épuisement des réserves métalliques.
Au cours de la guerre de Trente Ans, les travaux furent abandonnés. Une reprise de l'exploitation après le traité de Ryswick vers 1697 ne réussit pas à refaire décoller l'activité minière en raison de rendements modestes. Les travaux cessèrent en 1715. Au cours de la première guerre mondiale, un gisement aurifère a aussi été signalé dans la région Châtenois-Lièpvre. La présence de l'or dans cette région avait été suggérée dès 1913, par le journal Deutsche Goldschmied-Zeitung qui signalait que des fouilles de grandes envergures allaient être réalisées sur le site. Les affirmations de Deutsche Goldschmied Zeitung suscitèrent une grande curiosité et un vif intérêt dans la région de Lièpvre. Mais aucune exploitation ne fut entreprise. Certains habitants de Lièpvre et de Châtenois, se prétendant bien renseignés, affirmèrent que les Allemands qui occupaient alors l'Alsace, pressentant la perte de la guerre et de l'Alsace, abandonnèrent l'exploitation des terrains aurifères. Ce gisement, selon les indications, se trouvait à la sortie du village de Lièpvre et l'entrée des terres appartenant à la ville de Châtenois, à la limite des départements du Haut-Rhin et du Bas-Rhin, sur la rive droite de la Lièpvrette.

### Le démarrage de l'économie
À partir de 1668 le duc de Lorraine, Charles IV autorisa la tenue des marchés et des foires à Lièpvre. À mesure que Sainte-Marie-aux-Mines s'agrandit, Lièpvre perdit de son importance. La commune comptait pendant un certain temps quelques centaines de métiers de drapiers, mais les habitants préférant sans doute retourner à la terre abandonnèrent cette industrie pour se consacrer exclusivement à la culture de la terre. Lièpvre fut ainsi réduit peu à peu à l'état de village et au commencement du XIXe siècle la population de Lièpvre ne dépassait pas 1400 âmes.

### Les débuts de l'industrialisation
Vers 1816, M. Risler, industriel à Sainte-Marie-aux-Mines rachète le bâtiment de l'ancienne poste aux chevaux, situé au bas du village, et le transforma en 1818 en un tissage de calicots, et fonda ainsi le premier établissement industriel à Lièpvre. Ce bâtiment sera occupé de 1816 à 1818 pendant l'invasion par une compagnie de chasseurs autrichiens qui servait alors de caserne. En 1827, il fit démolir l'ancien bâtiment et le remplaça par un bâtiment plus moderne. À la même époque, il ajouta un tissage de toiles blanches et y fabriquait des tissus en coton peint et en 1836 il y établit un tissage mécanique. Ce bâtiment fut vendu à la mort de l'industriel en 1844 et cet établissement fut racheté par M. Dietsch, industriel à Sainte-Marie-aux-Mines qui était déjà propriétaire d'une maison vis-à-vis de la fabrique et que les habitants de Lièpvre connaissaient sous le nom de château. Cette maison avait été construite en 1739 par M. Brulon de Sélestat qui venait l'habiter pendant la belle saison. Lièpvre possède encore un autre établissement industriel sur la route de Rombach-le-Franc fondé par MM Joly et Osmont de Sainte-Marie-aux-Mines qui a longtemps fabriqué des tissus en coton teint.

## Catastrophes naturelles
En octobre 1778, Lièpvre subit d'importantes inondations. La Lièpvrette sort de son lit et emporte tout sur son passage. De nombreuses personnes sont victimes de ces inondations. On déplore également la disparition d'une grande partie du bétail. Les dégâts sont estimés à 100 000 livres. En 1800 on assiste à une véritable sécheresse : pas une seule goutte de pluie n'est tombée pendant 109 jours. En 1818 la pluie tombe pendant 99 jours, ce qui fait déborder les rivières et provoque de nouvelles inondations. En 1829-1830 la neige recouvre la vallée pendant 60 jours et on assiste à des gelées qui vont durer 86 jours. Mais on assiste aussi à des périodes caniculaires : en 1811, 1825, 1826, 1834 de juin à août le thermomètre ne descend pas en dessus de 29° en moyenne. Le 25 mai 1834 un gigantesque incendie réduit en cendres plus de 24 maisons à Lièpvre. Le 24 février 1844 une nouvelle inondation due aux importantes fontes de neige dévaste à nouveau la vallée. On dénombre de nombreuses victimes à Lièpvre, dont une famille entière. Le 6 janvier 1861 et le 6 janvier 1872 la population de Lièpvre doit de nouveau faire face aux importantes inondations dues à la fonte des neiges. Les ponts sont littéralement emportés. La voie ferrée entre Lièpvre et La Vancelle est interrompue et le trafic ne reprendra que huit jours après. Le même scénario se répète en février 1877 pendant trois semaines où la vallée subit de nouvelles inondations et des tempêtes d'une rare violence. Les ponts sont à nouveau emportés par les crues. D'autres inondations sont à déplorer, notamment celles du 23 décembre 1919. L'église de Lièpvre est envahie par les eaux, ce qui empêche la messe de minuit de s'y dérouler. Le 7 juillet 1933 un glissement de terrain se produit à Votembach dû aux importants orages suivi par trombes d'eaux impressionnants. Un autre glissement de terrain se produit à Musloch le 15 janvier 1936 dû aux inondations. La route nationale 59 est coupée et un fossé de quatre mètres empêche toute circulation entre Lièpvre et Sainte-Croix-aux-Mines.

## Le fléau de la peste noire
Vers 1349 un terrible fléau s'abattit sur toute l’Europe : la peste noire. La région n'est cependant pas encore atteinte par ce mal mystérieux, mais la rumeur se répand comme une traînée de poudre à travers toute la vallée. La nouvelle créa une panique parmi la population.
À Strasbourg, ville distante d'à peine 65 km de Lièpvre se répand la rumeur selon laquelle les Juifs seraient à l'origine de la propagation de cette épidémie. On les accuse d'avoir empoissonné les puits et les rivières. Plusieurs villages alsaciens proches de la vallée font part des "aveux" qu'auraient faits (sous la torture) quelques Juifs. À la suite de ces rumeurs, de nombreux juifs furent traînés par la foule et brûlés sur des immenses bûchers. À Strasbourg, on estime que plus de 2 000 Juifs furent brûlés vifs. Certains s'en échappèrent en abjurant leur foi de même que les enfants. Les biens des suppliciés furent partagés entre bourgeois et l'évêque de Strasbourg. Les créances furent détruites et certains gages rendus à leurs propriétaires. Face à ces massacres, l'empereur Charles IV menaça de représailles les auteurs de tels actes. Mais l'anéantissement de la population juive n'empêcha nullement la propagation de l'épidémie de peste noire. En 1350 elle atteint la vallée de la Lièpvrette.
À Lièpvre environ la moitié de la population est décimée par la maladie, alors qu'à Rombach-le-Franc à peine 10 % de la population est atteinte. La rumeur circule à Rombach-le-Franc et à Lièpvre que c'est Sainte Rosalie qui a préservé le village de cette terrible maladie. Cette source appelée la source Sainte Rosalie qui coule près de la chapelle installée par les moines du prieuré de Lièpvre est fréquentée par les habitants des deux villages dont les vertus thérapeutiques sont reconnues pour lutter contre la peste et le choléra.
Une nouvelle épidémie désole la vallée en 1531. La peste y sévit si fort que le surintendant des mines n'ose plus venir pour son office. Mais la peste revient à intervalles réguliers à cause du manque d’hygiène et de la prolifération des rats noirs vecteurs de cette maladie. En 1541, la peste sévit à nouveau à Lièpvre. En 1633, les "Suédois", en plus de piller, apportent également la peste. Rombach-le-Franc connaît la peste et le pillage mais échappe au feu. Le village de Sainte-Croix-aux-Mines et son moulin banal sont incendiés.

## Aperçus sur l'église actuelle

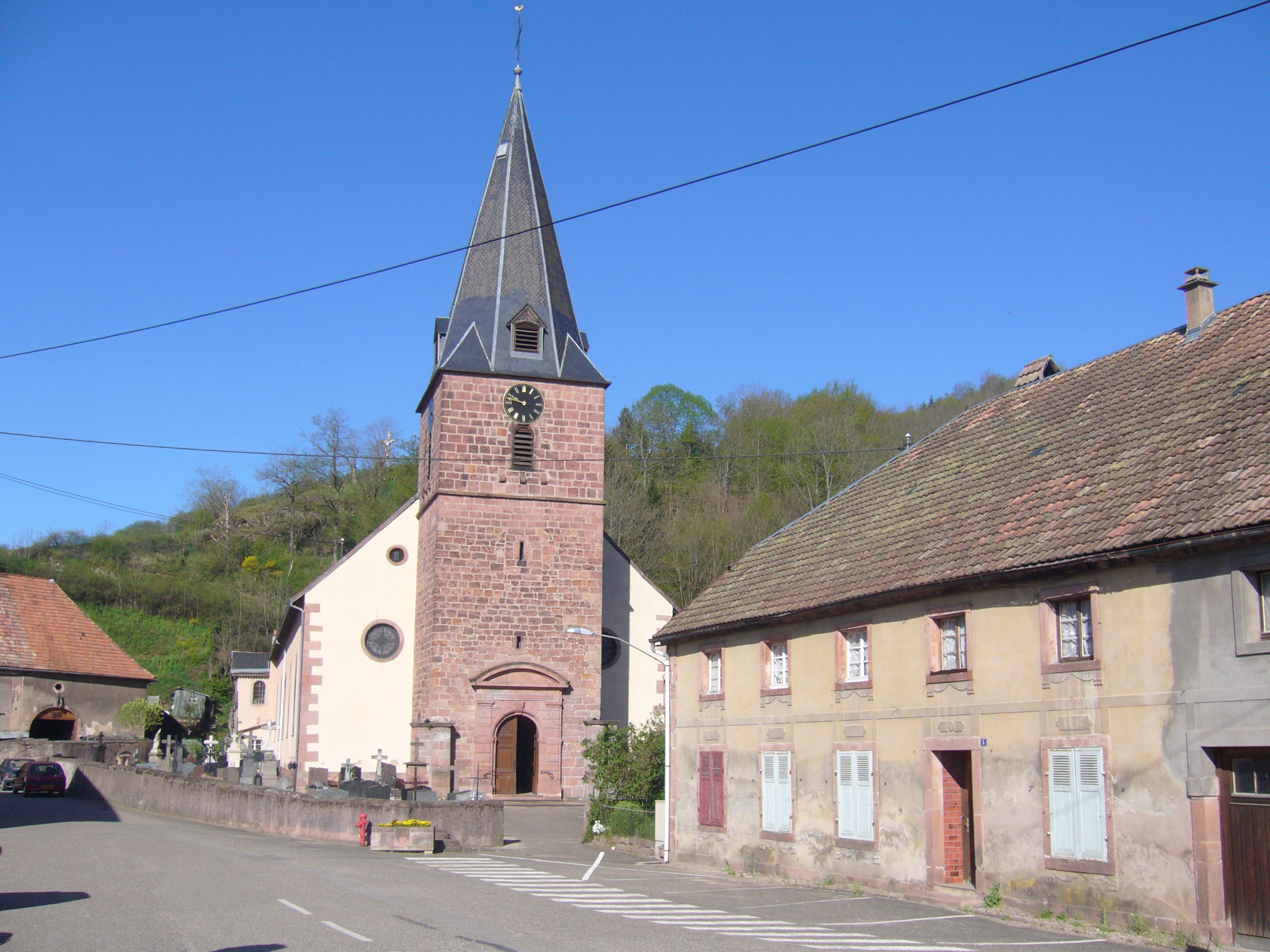
Église Notre Dame de l'Assomption

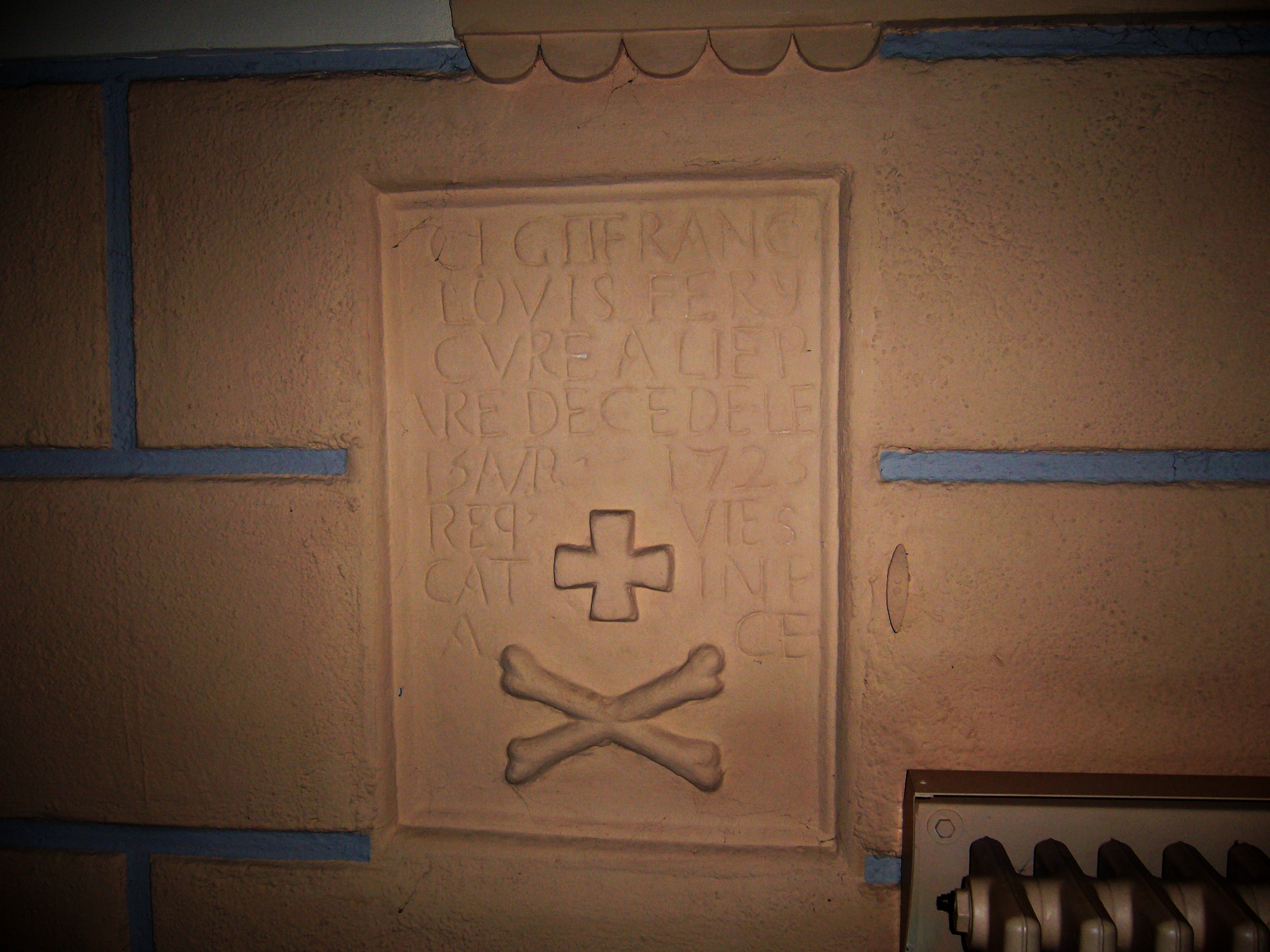
Dalle funéraire du curé François Louis Ferry (1719-1723) encastrée dans le mur de l'église de Lièpvre

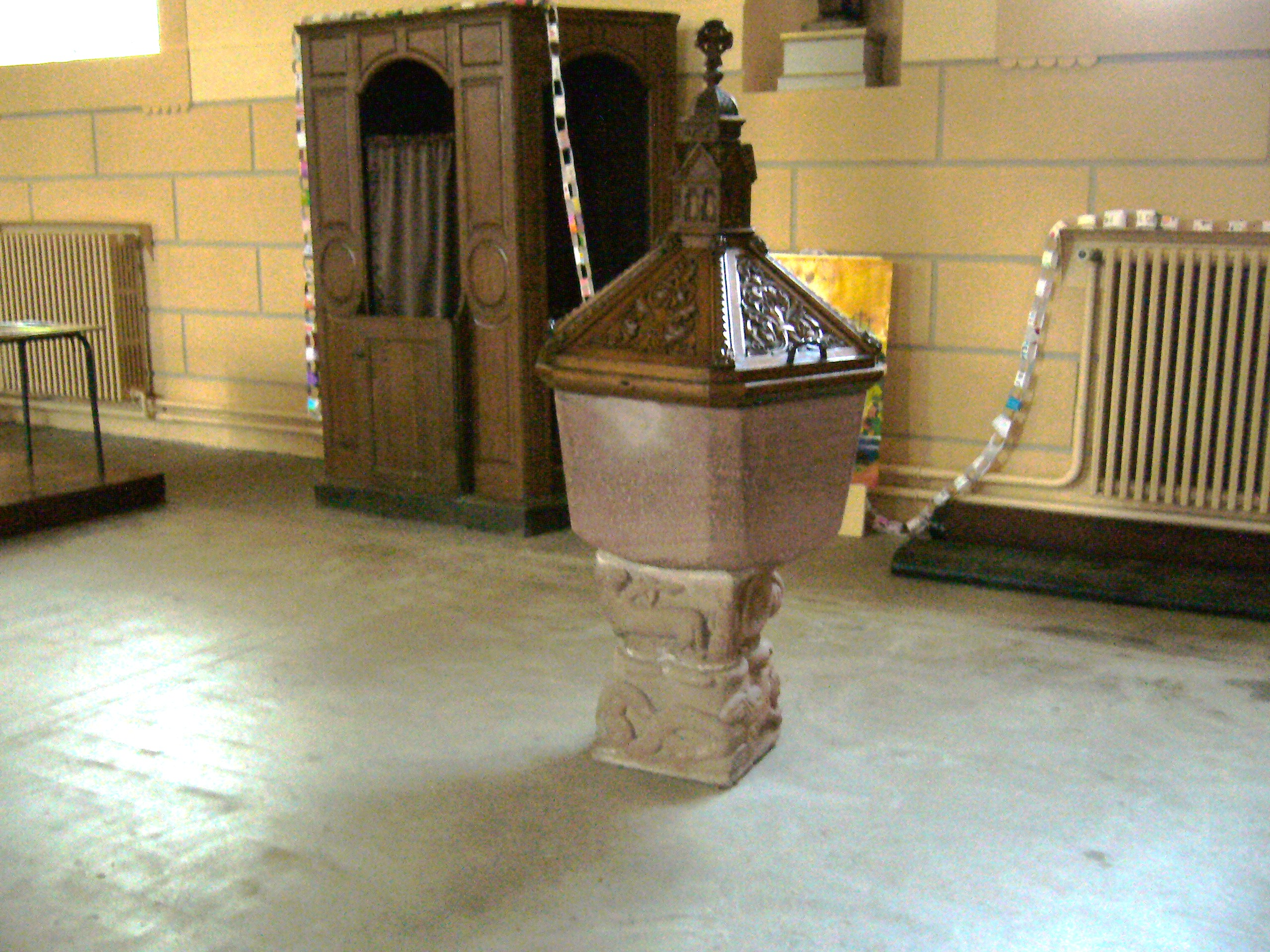
Le baptistère exposé à l'intérieur de l'église

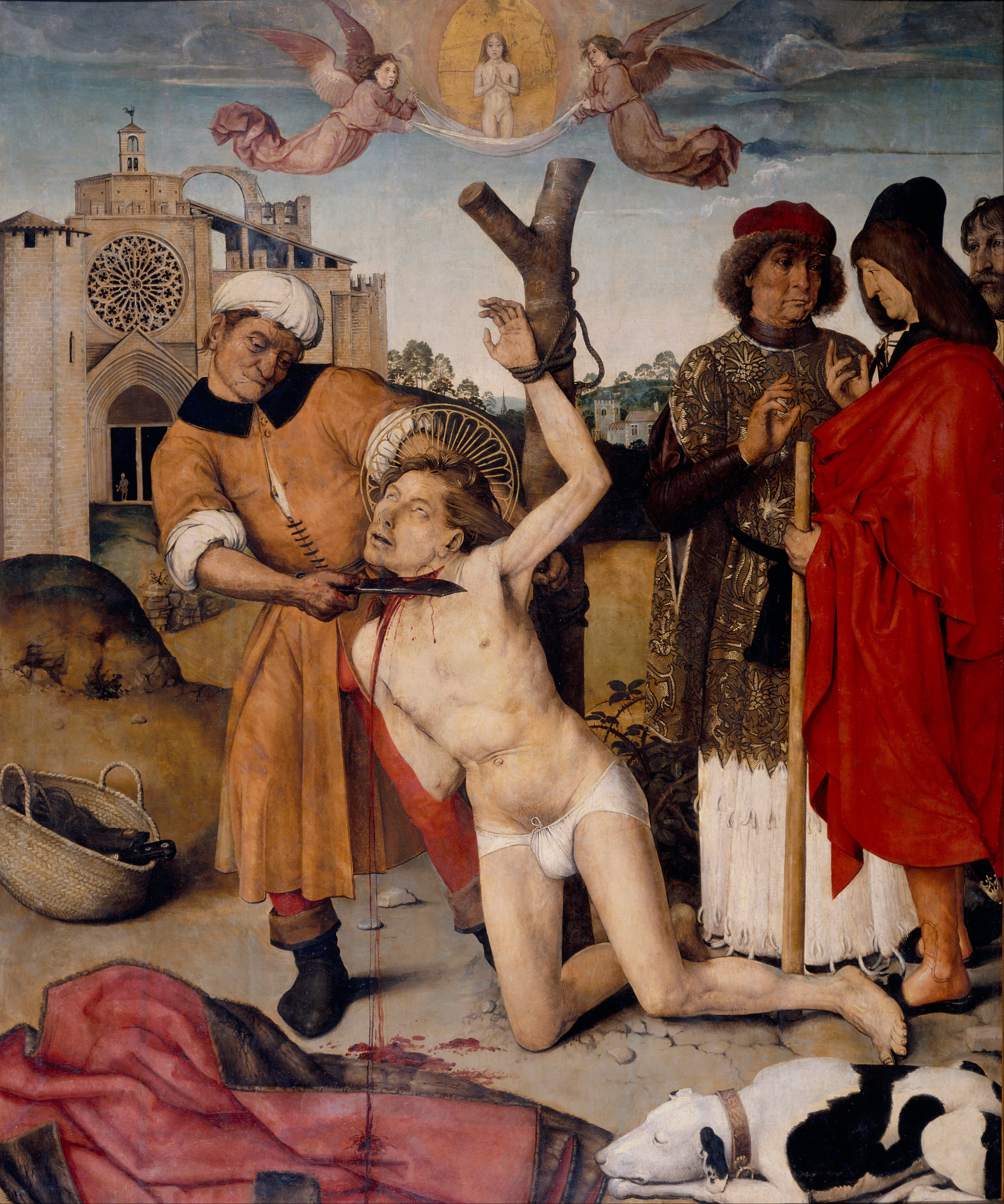
Ayne Bru, Le Martyre de Saint Cucufa, 1504-1507

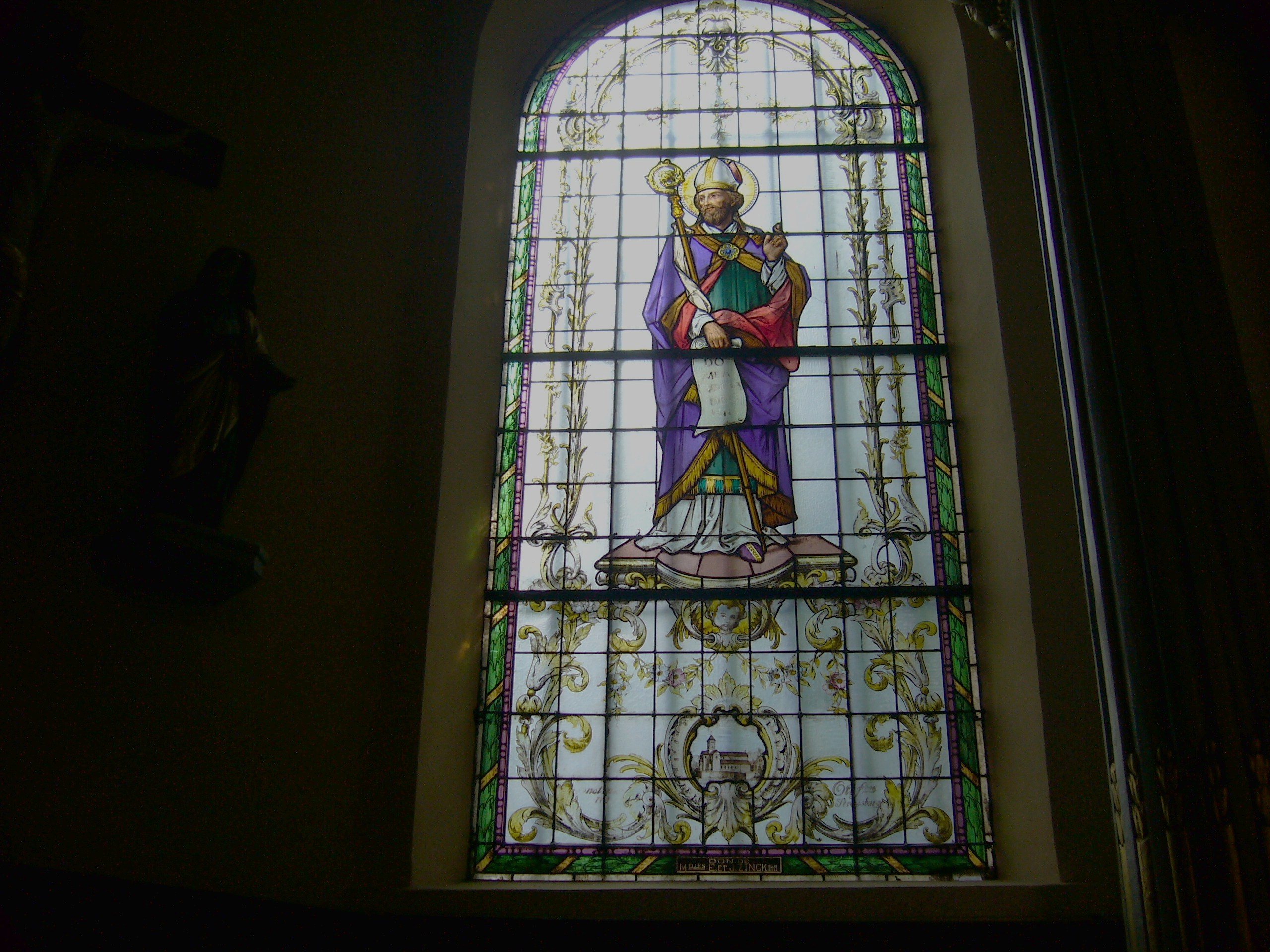
Vitrail réalisé par les frères Ott de Strasbourg en 1911 représentant Fulrad dans l'église de Lièpvre à gauche du maître-autel

L'église actuelle de Lièpvre qui se trouve sur la route de Rombach-le-Franc a été reconstruite probablement vers 1752. Mais il existait à cet emplacement une chapelle dès le XIIIe siècle placée sous l'invocation de Saint Alexandre, qui était fréquentée par les habitants de Rombach-le-Franc, de Lièpvre et de La Vancelle pour les messes dominicales, les mariages, les enterrements. Elle a été détruite au cours de la guerre de Trente Ans.
Les éléments de l'église paroissiale de Lièpvre ont été montés avec d'anciens restes provenant du prieuré de Lièpvre et de l'église Saint-Alexandre. Dans l'église, une pierre tombale, enlevée de la chapelle en 1790, fut placée comme table d'autel dans l'église paroissiale de Lièpvre, mais elle fut déplacée quand en 1843 on changea les autels de cette église. Elle renfermait les restes du dernier seigneur d'Eckerich mort en 1381. Elles étaient adossées au mur de l'église, mais ces éléments ont depuis septembre 1998 été déplacés à l'intérieur de l'église.

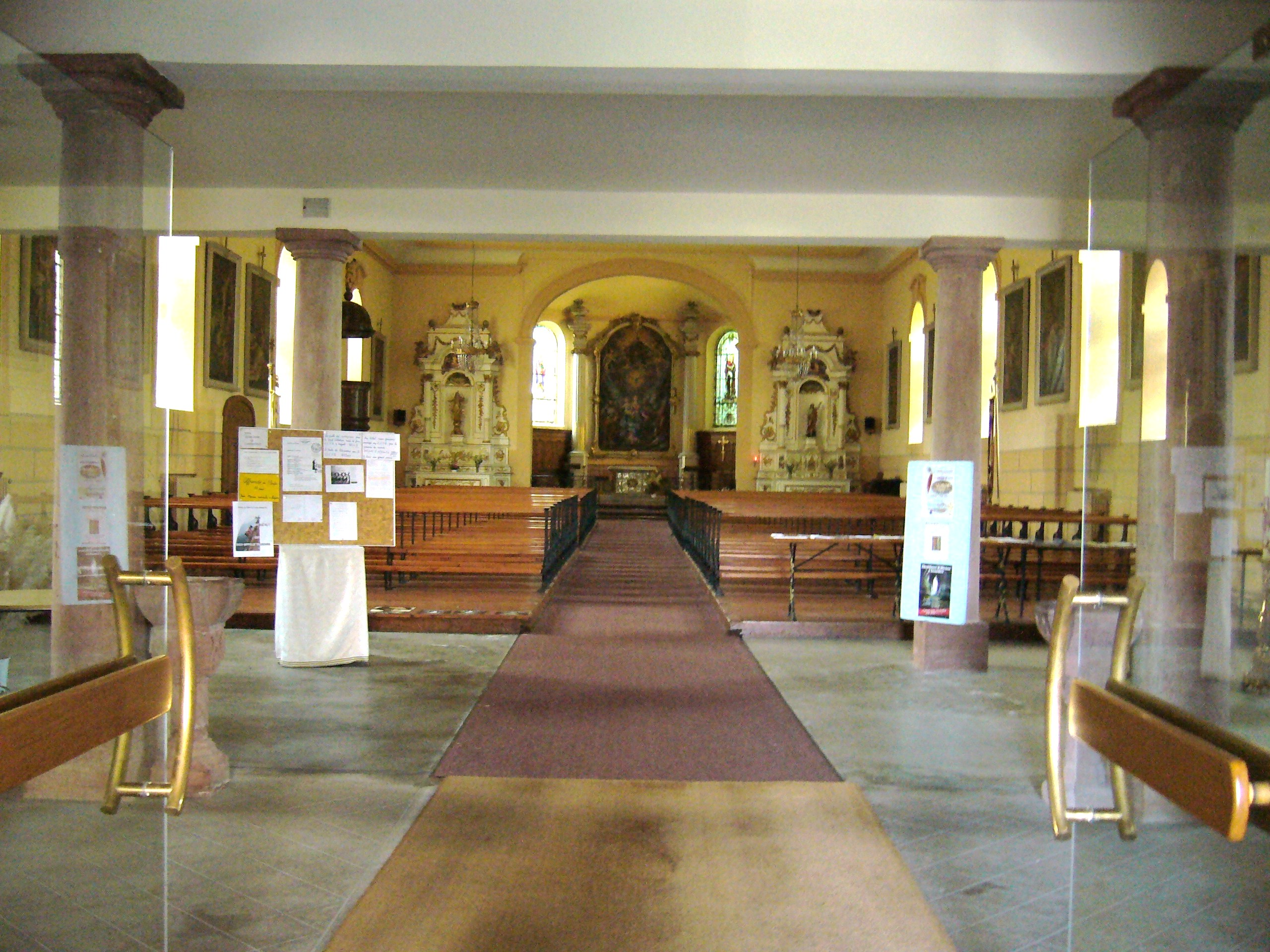
L'intérieur de l'église de Notre-Dame de l'Assomption

Il existait aussi, dans la sacristie de l'église paroissiale, la châsse renfermant les reliques de saint Alexandre. C'était une petite boîte en bois en forme de carré long, ornée extérieurement de sculptures. Sur les deux côtés de la châsse on distinguait une ouverture garnie de verre par où l'on pouvait voir l'intérieur de la boîte. À travers cette ouverture, on distinguait nettement un coussin recouvert de soie cramoisie et orné de galons d'or et d'argent sur lequel reposaient les restes des reliques du saint. Cette relique était encore visible au siècle dernier, mais a apparemment disparu depuis.
Un des objets les plus curieux que contenait la chapelle est le baptistère qui était sous le clocher, et qui depuis est exposé à l'intérieur de l'entrée de l'église. Il est en pierre et a la forme d'un calice. La partie inférieure forme un carré qui est orné sur ses quatre faces de sculptures dont les sujets paraissent tirés de l'Apocalypse de Saint Jean. La pierre qui sert de base est aussi ornée de sujets symboliques.
L'orgue d'origine de l'église paroissiale Notre-Dame-de-l'Assomption a été réalisé en 1830 par le facteur d'orgues strasbourgeois Théodore Sauer d'après un dessin de l'architecte Maestlé.

### Les cloches de l'église
La grande cloche de l'église paroissiale de Lièpvre provient également du monastère de Saint-Alexandre, et porte la date de 1542. Cette cloche a été fondue par un artiste lorrain, Jean Lamperti originaire de Deneuvre, près de Baccarat. Les Lamperti y exercèrent pendant de longues années la profession de fondeurs ; leurs cloches rivalisaient, sous le rapport qualité et de l'élégance, avec celles des plus célèbres fabriques et leur renommée dépassait largement la Lorraine. La présence du médaillon de Saint-Georges, qui les distinguait, se retrouve sur les cloches de Lièpvre,.
D'après la légende populaire, la cloche fut cachée dans un pré près de Lièpvre dans un lieu-dit autrefois connu sous le nom de Schirel à la sortie de Lièpvre, à droite de la route de La Vancelle au cours de la guerre de Trente Ans, à l'approche des Suédois qui ravagèrent la vallée dans les années 1635 et 1636 et notamment le monastère. Ce vaste terrain de fourrières et de champs devant la forêt se trouve entre le chemin qui conduit à La Vancelle et celui qui mène au petit bois. Dans cet endroit furent découverts de la ferraille, de la monnaie et des pierres de taille qui proviendrait peut-être d'anciens bâtiments, peut-être une ancienne dépendance du prieuré de Lièpvre. Beaucoup prétendent même qu'il y avait là un ancien cimetière. La cloche fut déterrée un siècle plus tard et montée sur le clocher de l'église.
Le 5 octobre 1760 a eu lieu la bénédiction de deux cloches commandées aux frères Joseph et Nicolas Antoine à Eurville. La plus grande pèse 1800 livres et la plus petite 1200 livres. La première cloche a été baptisée sous le nom de Saint Paul et eut pour parrains et marraines Joseph Antoine Herrenberger curé de Lièpvre, Paul Brulon, fils d’Antoine Brulon et Cécile de la garde domicilié à Sélestat, Jean Dominique  Simon chanteur à l’église de Saint-Pierre le jeune à Strasbourg, Paula Catherine Brulon épouse de Jean Tredos centurion royal, M. Cécile  Brulon et Georges Mathias épouse de Jacques Mathieu  de Lièpvre. La seconde et la plus petite reçut le nom de  Sainte Anne et eut comme parrains et marraines Jean François Moyemont syndic à Lièpvre, Anne Lebrux épouse d’Alexandre Ruyer prévôt, Marie Henry épouse de Quirin Collin, Anne Catherine Henry épouse de Joseph Aymé. Suivent ensuite les signatures des prêtres présents, des parrains et marraines et des deux fondeurs.
Après deux siècles la cloche de 1542 cessa de nouveau son office. Le 27 mars 1917, jour de la confirmation des enfants de Lièvre, Rombach et La Vancelle par Mgr Zorn de Bulach, les journaux annoncèrent que les cloches seraient réquisitionnées. Le 7 avril 1917, le maire de Lièvre demandait au conservateur d’intervenir en faveur de la cloche historique. Cependant le 22 mai elle quittait Lièvre par le train. C’est le 15 mai 1917 qu’elle avait été descendue du clocher pour rejoindre, sur le quai de la gare, la grande cloche de Lièvre ainsi que les deux cloches de Sainte Croix et de Rombach-le-Franc. La cloche historique revint seulement après deux ans d’exil ; en 1919, la veille de la fête de Saint Urbain, elle était de retour et le jeudi de la Fête-Dieu elle sonna avec la petite cloche du haut du clocher pour l’office.
On y remarque deux médaillons dont l'un représente saint Georges terrassant le dragon et l'autre la Sainte Vierge avec l'Enfant Jésus accompagnés d'anges, jouant divers instruments. Sur la cloche, il est écrit : O sancta Maria et sancte Cucufate martir orate pro nobis; et plus bas : Maria suis nommée, en l'honneur de Dieu et de la Vierge Marie fut faict. On lit dans les actes de saint Cucufat que ses reliques furent données à Charlemagne par le wali de Barcelone Sulayman ben Yaqzan ibn al-Arabi et que l'abbé Fulrad les ayant obtenues de l'empereur, les déposa dans l'église du prieuré de Lièpvre qu'il avait fondé. Étaient-ce des reliques complètes ? Les Espagnols prétendent que le corps de saint Cucufa est à Barcelone et qu'on ne porta en France que son chef. Une partie de ces reliques resta à Lièpvre jusqu'au début du XIXe siècle. On vénérait cette relique à la sacristie qui était renfermée dans une petite châsse en bois, ornée extérieurement de sculptures. Une autre partie des reliques fut transportée par Hilduin, abbé de Saint-Denis (835) dans son abbaye. Quatre chapiteaux de colonnes provenant de l'ancien monastère servent actuellement dans l'église de Lièpvre de piédestaux pour les bannières. La petite chapelle. qu'on voit à droite de l'église a été construite avec les restes de l'ancien prieuré. C'est tout ce qui reste de l'ancien monastère.
Dans l'église de Lièpvre, on peut aussi apercevoir douze vitraux réalisés par les frères Ott de Strasbourg dont la plupart ont été financés par des paroissiens de Lièpvre. À droite du chœur, il existe un vitrail représentant saint Georges terrassant le dragon qui a été offert par Lettighoffer et C. Georges en 1911. Saint Georges est le patron de l'église primatiale de Nancy, c'est pourquoi sans doute la mention "Duché de Lorraine" y figure. À droite du chœur, un vitrail représente Fulrad en abbé mitré, chape violette, crosse en mains, tenant une charte qui rappelle en latin l'essentiel de son testament de 777 avec la légende "Do mea cuncta Deo hic" (Je donne à Dieu tous mes biens) Au pied du vitrail on découvre un médaillon avec une image stylisée du prieuré de Lièpvre. Ce vitrail a été réalisé en 1911 par les frères Ott de Strasbourg.
Dans le chœur de l'église, on peut aussi apercevoir un crucifix du XVIIIe siècle. De même, le chemin de croix composé de 14 tableaux peints à l'huile sur toile est l’œuvre d'un artiste anonyme du XVIIIe siècle.
Il ne reste plus actuellement aucune trace des objets précieux que contenait l'ancienne chapelle et principalement les vitraux colorés.
Le 6 février 2004, des fresques du XIIIe siècle ont été découvertes sous les voûtes du chœur de l'ancienne église lors de la rénovation de l'église paroissiale. Ces fresques pourraient dater des années 1200-1250, ce qui n'aurait rien d'étonnant puisqu'on sait qu'une chapelle se trouvait à l'emplacement même du clocher qui a été préservé et dont le reste a été démoli en 1752 pour laisser place à l'église actuelle plus grande.

## Anciens axes de communication
Dans les Vosges et en Lorraine, on employait volontiers le terme de val, suivi du nom de la principale localité. Avant le VIIIe siècle, le Val de Lièpvre ne devait guère avoir des rapports avec les vallées voisines car les routes latérales lui manquaient. Ce n'est qu'en 1905 que fut établi une route militaire entre Lièpvre et Villé passant par Rombach-le-Franc, puis le col de Fouchy qui s'élève à 606 mètres.
Seule une route longitudinale, dont le tracé variait, reliait au Moyen Âge l'Alsace et la Lorraine. Au XVe siècle, cette route ne passait pas par Sainte-Marie-aux-Mines, mais par le Petit Rombach pour aboutir de l'autre côté des Vosges vers Lusse. C'est à proximité de cette route, au Petit Rombach, que se dressait le château d'Echery installé sur un roc fort abrupt qui servait de repaire pour surveiller les va-et-vient dans la vallée. Pendant longtemps, cette route aboutissait toujours à Lièpvre qui fut le lieu le plus peuplé et le centre administratif de la vallée. La situation géographique de Lièpvre permettait à travers cette route de relier le Duché de Lorraine et la plaine d'Alsace. Cette route fut donc un point de passage assez fréquenté pour le commerce mais aussi pour les troupes étrangères. Cette route existait probablement déjà du temps des Romains pour le transport du sel qui transitait par les deux vallées de Villé ou de Lièpvre. Cette route fut améliorée par Fulrad en 757 avec l'accord de Pépin le Bref. Plus tard, et dès le XVIe siècle cette route fut reportée sur Sainte-Marie-aux-Mines en gravissant le col, mais ailleurs que la route actuelle construite en 1761.

## Archéologie

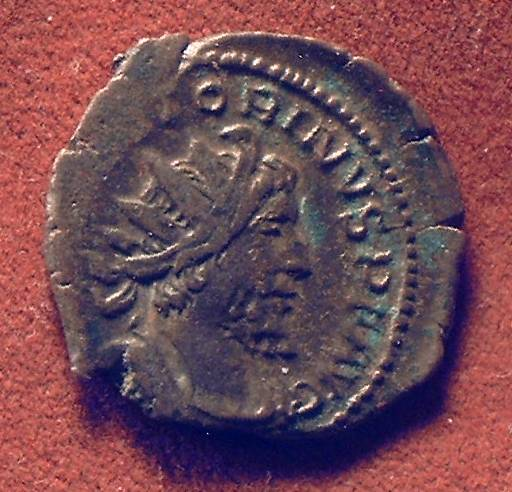
Monnaie de Victorinus.

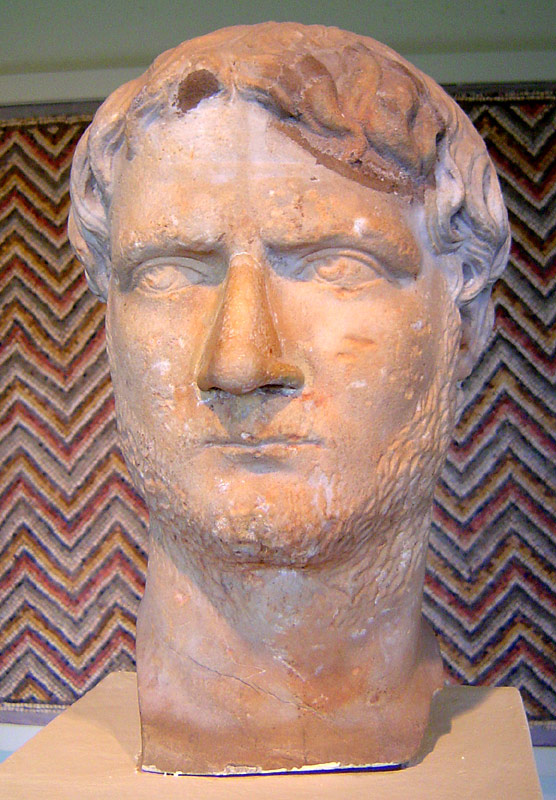
Buste de Gallien - Musée du Cinquantenaire à Bruxelles.

Parmi les antiquités trouvées dans les environs immédiats de Lièpvre, il faut signaler une boucle de ceinturon en or qui fut déterrée à 6 pieds de profondeur par un paysan de Rombach-le-Franc en labourant son champ au mois de juin 1820. Il vendit ce ceinturon à un orfèvre de Sainte-Marie-aux-Mines qui reconnut qu'elle était en or de ducats et d'un poids de cinq louis d'or. Ce dernier l'envoya à Strasbourg et en demanda la somme de cinq cents francs. Ce précieux objet se trouve aujourd'hui à la Bibliothèque nationale à Paris. Sur la plaque de cette boucle, on voit une tête antique autour de laquelle est gravée le mot Victorinus et aux quatre coins se trouvent ciselés des fleurons. Victorinus fut un vaillant général des armées romaines, tyran des Gaules en 265 de l'ère chrétienne, assassiné en 268. Ce ceinturon a probablement été perdu lors d'un combat qui aurait été livré par les troupes romaines dans le val de Lièpvre.
Un autre objet d'une date moins ancienne et qui a un rapport avec le célèbre prieuré de Lièpvre a été trouvé en septembre 1821 dans un champ près de la route qui va au Haut-Koenigsbourg. C'est une croix en bronze en forme de croix de malte qui a sans doute été perdue par un moine du prieuré, comme semble l'indiquer l'anneau qui servait à la suspendre et qui se trouve rompu. Sur l'une des faces de cette croix est représenté un évêque coiffé d'une mitre avec l'épée à la main poursuivant des cavaliers qui fuient en désordre devant lui ; au-dessus sont gravés les mots crux sanct Udalrici. L'autre face représente un moine avec un livre à la main et au-dessus on lit les mots S.P. Benedictus. Ces inscriptions ainsi que le fait d'armes qu'on voit sur cette croix se rapportent parfaitement à la vie de saint Ulrich évêque d'Augsbourg qui après avoir administré son évêché pendant de longues années et chassé en 925 par les Hongrois qui assiégèrent Augsbourg se retira à la fin de sa vie dans un couvent bénédictin.
Une autre médaille a été trouvée dans les premiers jours de septembre 1845 près de Lièpvre. Elle était en bronze de forme ronde et de la grandeur d'une pièce de cinq francs. D'un côté, on trouve un moine en prières et de l'autre, ce même moine porté par deux anges. Nous ne savons pas de quelle époque date cette médaille.

## Le bâtiment de la mairie depuis la Révolution

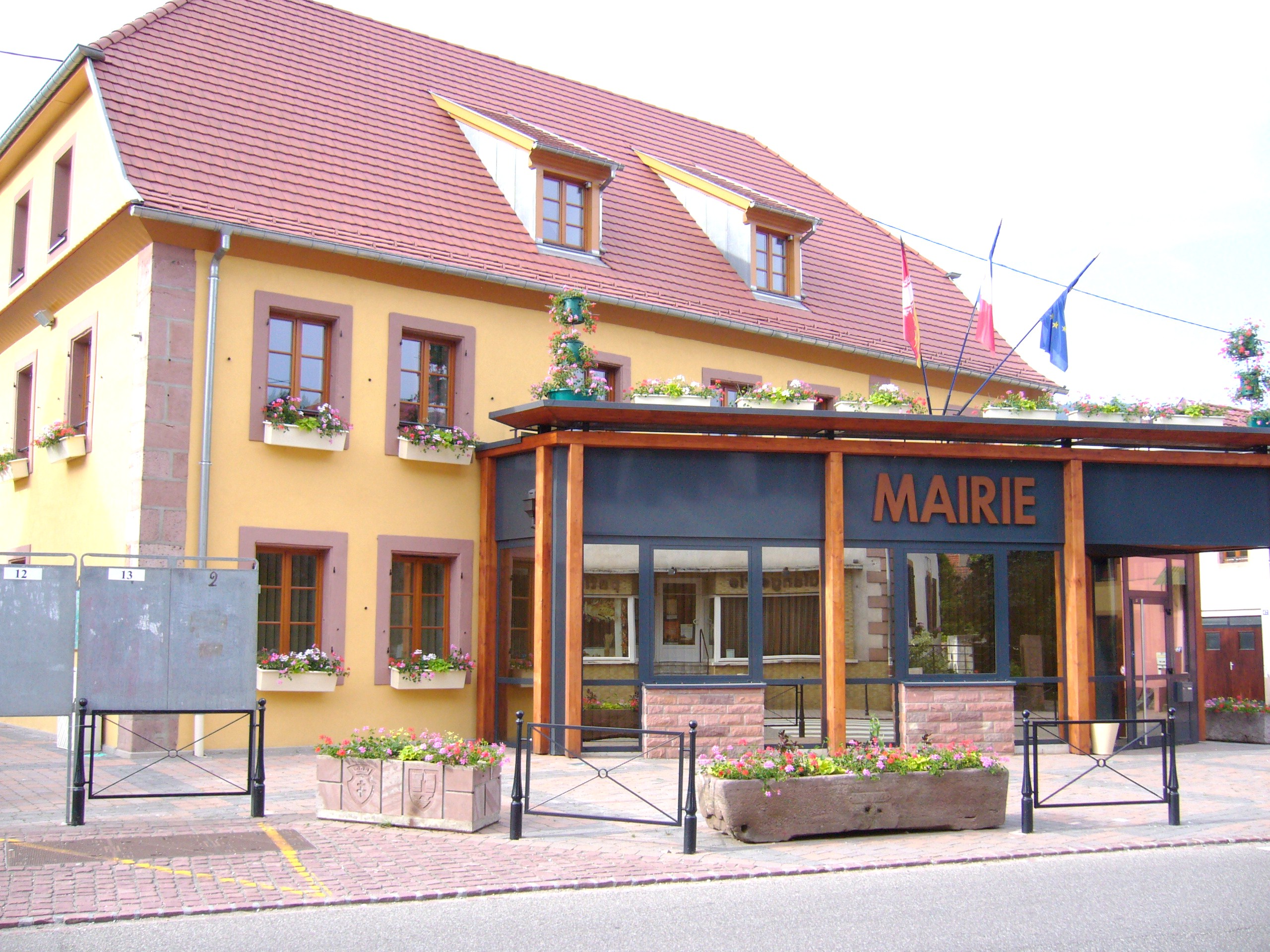
Mairie actuelle.

Ce bâtiment déjà en fonction au moment de la Révolution a connu bien des transformations depuis 1789. Avant cette date, il était occupé par le pâtre communal et servait de point de chute aux notables du village qui s'y réunissaient à partir de 1790, avec les « bourgeois » de la commune, pour rédiger et signer une requête de 28 pages destinée à la nouvelle assemblée nationale à Paris.
En 1782, les deux nouvelles pompes à incendie achetées au maître fondeur Kress de Ribeauvillé sont déjà entreposées dans le hallier des pompes, à l'arrière du bâtiment. Ces pompes sont posées sur des petits chariots à limonière à quatre roues. Sur la plus grosse des pompes, est représentée une gravure de la sainte Famille et saint Nicolas est peint sur la plus petite.
En automne 1792, des réparations urgentes sont effectuées dans la maison commune : réparation d'un appartement pour le corps de garde, de la toiture et de la salle de classe. Cette même année, en septembre, l'état-civil intègre la mairie et sera désormais tenu par le corps municipal, compétence auparavant exercée par l'église et le curé Louis Guérand. La commune se voit donc confier des attributions qui jusque-là relevaient du clergé.
Des travaux sont entrepris en 1813 à l'étage : rénovation de la grande salle qui sert à l'instruction chrétienne et l'installation d'un petit logement pour la sœur enseignante. En 1824, on peut accéder au vestibule au rez-de-chaussée de la mairie par deux portes extérieures, une porte côté rue principale et une porte côté Est. Le rez-de-chaussée se compose d'un corps de garde, d'un cellier, d'un cachot, d'une cuisine et de deux chambres. À l'arrière, le dépôt des pompes à incendie avec une écurie et des latrines. À l'étage, toujours la grande salle, le greffe et les archives. Cette même année, un important programme de travaux est lancé, à savoir : pose de dalles en grès au vestibule, pavage de la cuisine, escalier refait à neuf, charpente réparée et couverture remaniée totalement, hallier des pompres refait complètement, enduits et blanchissage des plafonds, maçonnerie, travaux de menuiserie, de serrurerie et de peinture.
En avril 1793, ce bâtiment est le siège de la Garde nationale qui vient d'être créée en 2 compagnies de 77 hommes. Plus tard, en 1831, celle-ci comprendra une première compagnie de 120 hommes, une deuxième de 140 hommes et 106 réservistes. La mairie sera également le témoin et le lieu, le 18 février 1798, de la fête de la souveraineté du peuple célébrée par tous les habitants avec solennité. Le 26 mai 1834, le hallier des pompes jouxtant l'arrière de la mairie est la proie des flammes avec 24 maisons du quartier qui seront complètement détruites. La Garde Nationale a eu des difficultés à maîtriser ce gigantesque incendie, le matériel de secours ayant brûlé. En mars 1835, il est décidé en urgence la remise en état du hallier des pompes incendié, avec l'aspect que l'on connaît de nos jours, à savoir le rez-de-chaussée avec la grand porte voûtée côté Est, une petite porte cintrée et 2 soupiraux côté Nord (actuellement le cabinet du maire) et l'étage avec ses cinq fenêtres. Un bal de réjouissance est donné en 1848 à la mairie à l'occasion de la fête de la célébration de l'anniversaire séculaire de la remise de l'Alsace à la France. En 1850, pour des mesures d'hygiène et de salubrité publiques, il est décidé de faire paver tous les fossés d'écoulement autour de la maison commune où se tient le marché. En automne 1877, sous le maire le plus longtemps en fonction, Jean-Baptiste Collin (28 années), une restauration de la mairie est entreprise avec la construction, côté Est, d'une halle pour marché couvert avec son pavage.
Fin d'année 1926, cette halle de marché couvert est démontée pour permettre les travaux d'agrandissement de la mairie. Au-dessus d'une nouvelle halle, au même emplacement, sont prévus les nouveaux locaux du secrétariat de mairie et de la caisse d'épargne et, dans les combles, les chambres de l'appariteur. Ce grand programme de travaux approuvés le 27 juillet 1926 prévoit la démolition, le gros-œuvre, le prolongement de la charpente, le crépissage, la menuiserie, la plâtrerie et la serrurerie. Une salle de bain publique est prévue au rez-de-chaussée, à droite, avant le nouvel escalier et au-dessus de la remise des pompes à incendie, la salle de musique qui est accessible par un passage extérieur en surplomb. La configuration de ce nouveau bâtiment sera maintenue dans sa grande partie jusqu'au 30 avril 2005 avant la nouvelle restructuration complète que nous connaissons aujourd'hui.
Quelques travaux de rénovation seront effectuée en 1966, dont la réfection totale de la salle des séances et en 1979, des travaux au rez-de-chaussée à la suite du transfert du local des services techniques (ancien corps de garde) au nouvel atelier place de l'ancienne gare, ainsi que le changement de la couverture et le crépissage des murs extérieurs en 1983. La mairie, au cours de ces siècles, sera le point de rassemblement de toutes les manifestations patriotiques, des réceptions diverses et des grandes inaugurations. Le 17 juin 1940, en plein débâcle, le colonel Victor Bouchon du 242e régiment d'infanterie installera son poste de commandement à la mairie afin d'accueillir une partie de son régiment qui tentera de constituer un "verrou" à l'entrée de la vallée.
La mairie sera également le témoin de deux grandes visites officielles : celle de Raymond Poincaré, président de la république accompagné de son successeur Alexandre Millerand, commissaire-général en Alsace-Lorraine le 20 août 1919, au lendemain du premier conflit mondial, et celle de Valéry Giscard d'Estaing, président de la République le 28 mars 1976. L'inauguration du nouveau bâtiment de la mairie s'est déroulée sous la présidence du maire Claude Ruff dimanche 3 décembre 2006 et les nouveaux locaux sont opérationnels depuis jeudi 7 décembre de cette même année.
La commune a été décorée, le 12 février 1949, de la Croix de guerre 1939-1945.

## Politique et administration

### Liste des maires

#### Ancien Régime
Les Archives de Meurthe & Moselle (= AMM) conservent un certain nombre de titres où sont mentionnés les anciens maires de Lièpvre. La date placée en regard de chaque nom est celle du personnage inscrit dans un document et plus loin la cote du document où il est mentionné:
- Bernerius (chevalier) maire de Lièpvre, cité en 1138
- Jean de Larue - 1441 - (Archives de Meurthe & Moselle G 393)
- Jean Martin, châtelain - 1469- (AMM G.397)
- Jean Dohan - 1473 (AMM G.394)
- Flori Haup - 1519 (AMM B.955, no 4)
- Guillaume Gérard - 1534 - (AMM B.952. no 44)
- Antoine Liègois - 1538 - (AMM B.9540)
- Bastien Ferry - nommé en 1541 (AMM B.952, no 45 et B.9540)
- Jean Mangin - 1571 - (AMM B.9546)
- Jean Demange Hans - 1586 - (AMM B.954, no 44)
- Hans Fels - 1600 - (AMM 954, no 46)
- Jean Laurent - 1619, 1630 - (AMM G.400)
- Daniel Maurice - Nommé le 20 novembre 1633 (AMM B.109, fol.177)
- Pierre Fournier, surintendant du Val de Lièpvre - Nommé le 5 décembre 1633 (AMM B.109, fol.178)

### Résultats des dernières élections présidentielles (2etour)
2002 : Inscrits : 1282 - Abst. : 24,57 % - Jacques Chirac : 669 voix (73,92 %) - Jean-Marie Le Pen : 236 voix (26,08 %)
2007 : Inscrits : 1313 - Abst. : 19,95 % - Nicolas Sarkozy : 565 voix (57,19 %) - Ségolène Royal : 423 voix (42,81 %)
2012 : Inscrits : 1344 - Abst. : 19,49 % - Nicolas Sarkozy : 558 voix (56,19 %) - François Hollande : 435 voix (43,81 %)
(Source : Ministère de l'Intérieur).

### Finances locales
Cette sous-section présente la situation des finances communales de Lièpvre.
Pour l'exercice 2013, le compte administratif du budget municipal de Lièpvre s'établit à  4 215 000 € en dépenses et 2 709 000 € en recettes :
En 2013, la section de fonctionnement se répartit en 1 662 000 €  de charges (936 € par habitant) pour 1 787 000 € de produits (1 006 € par habitant), soit un solde de 125 000 € (70 € par habitant), :
- le principal pôle de dépenses de fonctionnement est celui des achats et charges externes[Note 36] pour  446 000 € (27 %), soit 251 € par habitant, ratio supérieur de 34 % à la valeur moyenne pour les communes de la même strate (188 € par habitant). En partant de 2009 et jusqu'à 2013, ce ratio fluctue et présente un minimum de 243 € par habitant en 2012 et un maximum de 301 € par habitant en 2011 ;
- la plus grande part des recettes est constituée des impôts locaux[Note 37] pour une valeur de 479 000 € (27 %), soit 270 € par habitant, ratio voisin de la valeur moyenne de la strate. Sur les 5 dernières années, ce ratio fluctue et présente un minimum de 257 € par habitant en 2011 et un maximum de 270 € par habitant en 2013.

Les taux des taxes ci-dessous sont votés par la municipalité de Lièpvre. Ils ont varié de la façon suivante par rapport à 2012 :
- la taxe d'habitation constante 6,71 % ;
- la taxe foncière sur le bâti sans variation 9,23 % ;
- celle sur le non bâti égale 58,61 %.

La section investissement se répartit en emplois et ressources. Pour 2013, les emplois comprennent par ordre d'importance :
- des dépenses d'équipement[Note 39] pour  2 547 000 € (100 %), soit 1 434 € par habitant, ratio supérieur de 331 % à la valeur moyenne pour les communes de la même strate (333 € par habitant). Sur la période 2009 - 2013, ce ratio fluctue et présente un minimum de 629 € par habitant en 2009 et un maximum de 1 434 € par habitant en 2013 ;
- aucun remboursement d'emprunt[Note 40].

Les ressources en investissement de Lièpvre se répartissent principalement en :
- fonds de Compensation pour la TVA pour une somme de 91 000 € (10 %), soit 51 € par habitant, ratio supérieur de 38 % à la valeur moyenne pour les communes de la même strate (37 € par habitant). Pour la période allant de 2009 à 2013, ce ratio fluctue et présente un minimum de 49 € par habitant en 2010 et un maximum de 95 € par habitant en 2011 ;
- subventions reçues pour une valeur totale de 34 000 € (4 %), soit 19 € par habitant, ratio inférieur de 77 % à la valeur moyenne pour les communes de la même strate (81 € par habitant).

L'endettement de Lièpvre au 31 décembre 2013 peut s'évaluer à partir de trois critères : l'encours de la dette, l'annuité de la dette et sa capacité de désendettement :
- pas d'encours pour la dette. Sur les 5 dernières années, ce ratio est constant et proche de 0 € par habitant[A2 5] ;
- aucune annuité pour la dette. Pour la période allant de 2009 à 2013, ce ratio est constant et proche de 0 € par habitant[A2 5] ;
- la capacité d'autofinancement (CAF) pour une valeur totale de 531 000 €, soit 299 € par habitant, ratio supérieur de 92 % à la valeur moyenne pour les communes de la même strate (156 € par habitant). Sur les 5 dernières années, ce ratio fluctue et présente un minimum de 299 € par habitant en 2013 et un maximum de 438 € par habitant en 2011[A2 6]. La capacité de désendettement est de moins d'un an en 2013. Sur une période de 14 années, ce ratio est constant et faible (inférieur à 4 ans)

### Jumelages
Saint-Sylvestre-sur-Lot (Lot-et-Garonne) depuis 1992.
La signature du serment de jumelage entre les deux villages amis a eu lieu à Lièpvre le 24 mai 1992 et à Saint-Sylvestre-sur-Lot le 30 août 1992. Les signataires sont René Lalbat, maire de Saint-Sylvestre-sur-Lot et président du comité de jumelage de cette commune ainsi que Georges Coudert, maire de Lièpvre et Michel Velcin, premier président du comité de jumelage de Lièpvre. Il faut rappeler qu'une estime profonde règne entre les deux provinces depuis les contacts pris en avril 1990 sur l'initiative du docteur Guy Naudo, vice-président du département du Haut-Rhin et maire honoraire de Lièpvre et de Martine Laiguesse née Laurent, alors conseillère municipale de Lièpvre et originaire de Villeneuve-sur-Lot. À l'occasion du cinquantième anniversaire de l'exode de 1940, le conseil général envisage de favoriser les jumelages entre les communes du Haut-Rhin et celles de Lot-et-Garonne où beaucoup d'Alsaciens étaient réfugiés. Alain Weiss est président du comité de jumelage depuis le 1er juillet 1996. Tous les deux ans, des échanges officiels ont lieu, permettant ainsi de tisser des liens forts entre ces deux communes. Il existe depuis 1998 une rue de Saint-Sylvestre-sur-Lot à Lièpvre et depuis 2004 une rue de Lièpvre à Saint-Sylvestre-sur-Lot.

## Démographie
Lièpvre s'achemine tout doucement vers le seuil fatidique de « ville » qui est à partir de 2 000 habitants. 1 776 personnes ont été recensées sur le territoire dont 20 habitants comptés à part. La population municipale actuelle est donc de 1 756 habitants. Depuis 1999, Lièpvre a gagné 124 personnes, soit 7,6 % habitants supplémentaires.

L'évolution du nombre d'habitants est connue à travers les recensements de la population effectués dans la commune depuis 1793. Pour les communes de moins de 10 000 habitants, une enquête de recensement portant sur toute la population est réalisée tous les cinq ans, les populations de référence des années intermédiaires étant quant à elles estimées par interpolation ou extrapolation. Pour la commune, le premier recensement exhaustif entrant dans le cadre du nouveau dispositif a été réalisé en 2005.

En 2022, la commune comptait 1 647 habitants, en évolution de −5,13 % par rapport à 2016 (Haut-Rhin : +0,66 %, France hors Mayotte : +2,11 %).
| 1793  | 1800  | 1806  | 1821  | 1831  | 1836  | 1841  | 1846  | 1851  |
| ----- | ----- | ----- | ----- | ----- | ----- | ----- | ----- | ----- |
| 1 320 | 1 333 | 1 477 | 1 483 | 1 893 | 2 165 | 2 148 | 2 107 | 2 323 |

| 1856  | 1861  | 1866  | 1871  | 1875  | 1880  | 1885  | 1890  | 1895  |
| ----- | ----- | ----- | ----- | ----- | ----- | ----- | ----- | ----- |
| 2 125 | 2 370 | 2 612 | 2 744 | 2 791 | 2 672 | 2 571 | 2 460 | 2 132 |

| 1900  | 1905  | 1910  | 1921  | 1926  | 1931  | 1936  | 1946  | 1954  |
| ----- | ----- | ----- | ----- | ----- | ----- | ----- | ----- | ----- |
| 2 089 | 2 116 | 2 061 | 1 794 | 1 844 | 1 748 | 1 783 | 1 602 | 1 562 |

| 1962  | 1968  | 1975  | 1982  | 1990  | 1999  | 2005  | 2006  | 2010  |
| ----- | ----- | ----- | ----- | ----- | ----- | ----- | ----- | ----- |
| 1 601 | 1 639 | 1 520 | 1 536 | 1 558 | 1 632 | 1 733 | 1 747 | 1 756 |

| 2015  | 2020  | 2022  | - | - | - | - | - | - |
| ----- | ----- | ----- | - | - | - | - | - | - |
| 1 751 | 1 664 | 1 647 | - | - | - | - | - | - |

### Pyramide des âges
Au 8 mars 1999, Lièpvre comptait 1 632 habitants (802 hommes et 830 femmes), soit une densité de 130 habitants au km2. La population est en constante augmentation. Entre 1999 et 2005, la commune a gagné 101 habitants et depuis 1975, 213 habitants. Avec la crise économique des années 1960, de nombreux habitants souvent jeunes ont quitté la commune pour aller chercher du travail dans la plaine. La tendance semble maintenant s'inverser avec l'arrivée de citadins venus des grandes métropoles qui aspirent à trouver le calme et un certain mieux vivre. Actuellement les personnes âgées de plus de 60 ans représentent encore le plus grand pourcentage de la population de Lièpvre. En deuxième position, les moins de 20 ans représentent 24,9 % de la population contre 25,3 % dans le département. Un nombre relativement peu élevé ont un travail dans la commune, notamment aux Cuisines Schmidt et à la zone industrielle de Bois l'Abbesse. Une autre partie de la population se rend dans les autres communes du département, notamment à Sélestat, Colmar, Strasbourg ou encore Saint-Dié.
Répartition hommes / femmes (en 2009) :
Hommes : 49,85 % (moyenne nationale : 48,6 %) ;

Femmes : 50,14 % (moyenne nationale : 51,4 %).

## Lieux et monuments
- Église
- Cimetière de Lièpvre
- Prieuré de Lièpvre

## Croix et calvaires de Lièpvre

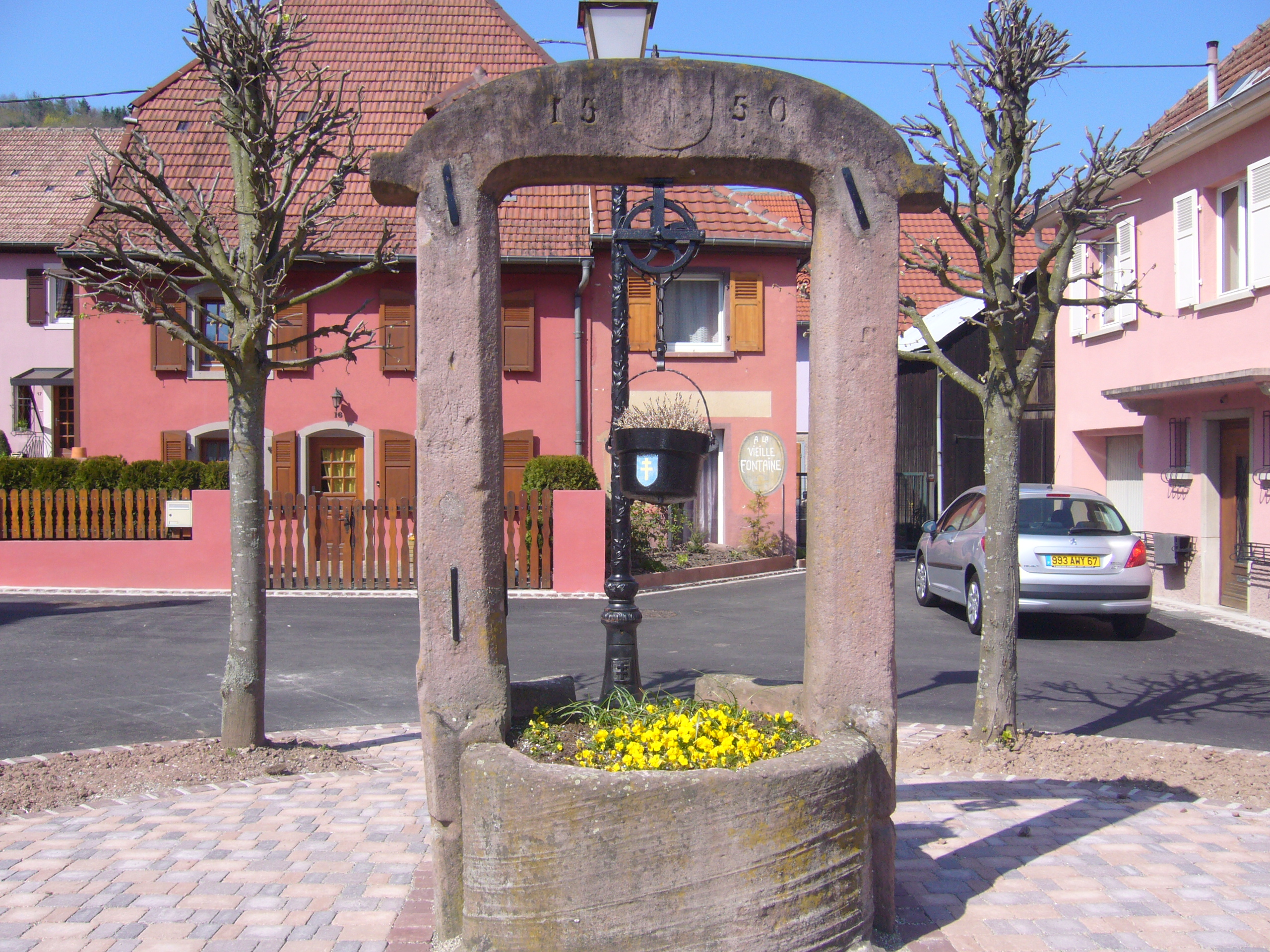
Vieille fontaine à Lièpvre - Année 1550

### Vieille fontaine
Située sur la place du même nom le long de la rue Clemenceau, se dresse un puits formé de deux piliers massifs, assemblés par une sorte de traverse portant la date de 1550 (évidemment gravée après). Nul cachet particulier. Cette fontaine alimentait semble-t-il en eau l'un des plus anciens quartier de Lièpvre. Son emplacement d'origine n'est pas exactement connu. Cependant, d'après un ancien dessin de J. Stumpf du milieu du XIXe siècle, la fontaine était située devant la mairie.

### Chapelle/ossuaire

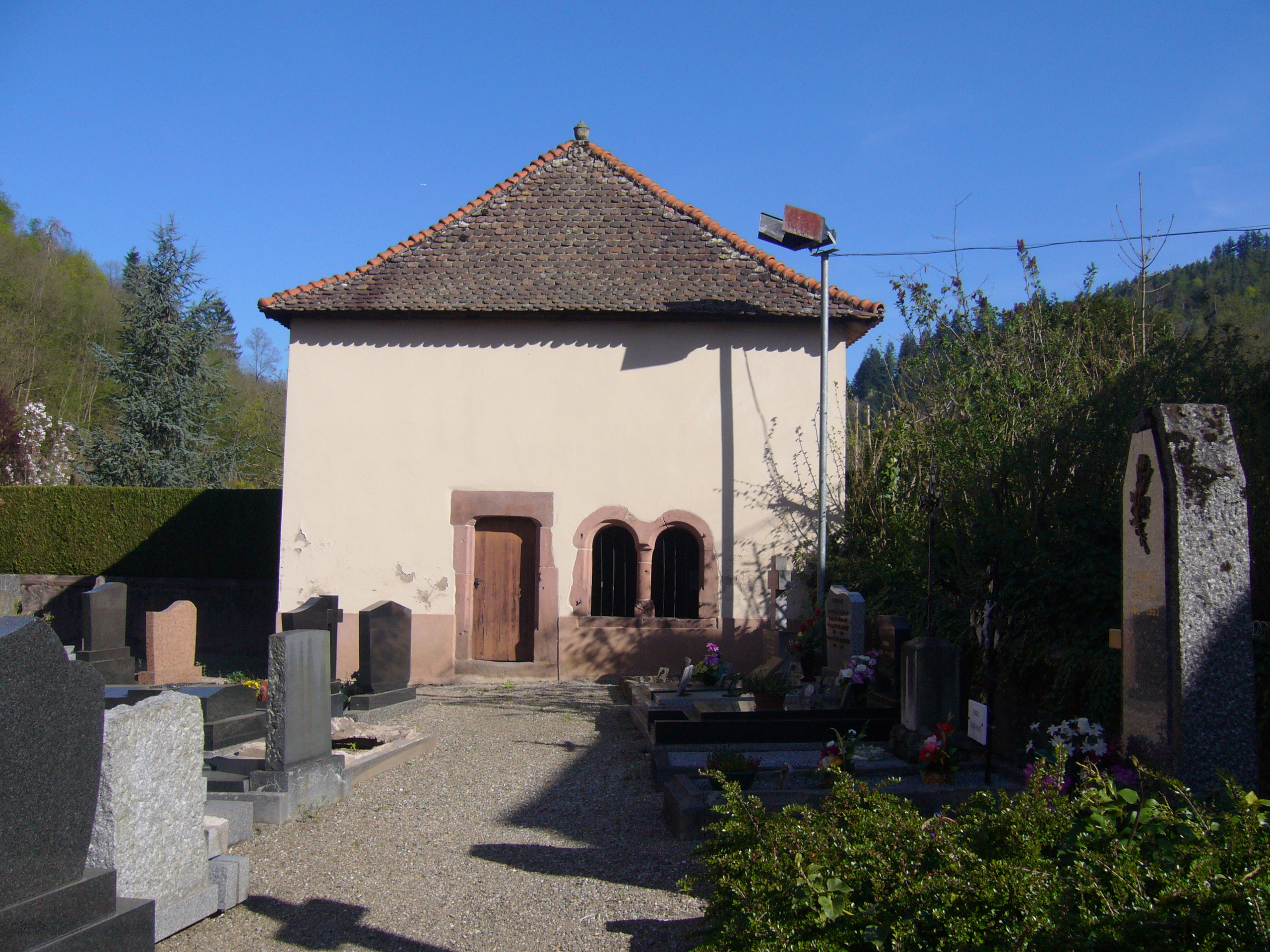
Petite chapelle romane près de l'église

À côté de l’église de l'Assomption de Lièpvre, dans le cimetière, se trouve une chapelle romane de la fin du XIe siècle mais transformée au XVIIe siècle en ossuaire avec fenêtres jumelées, colonnes et port en plein cintre. Elle était connue autrefois sous le nom de chapelle du Charnier. Les historiens nous rappelle qu'elle a été construite vers la fin du XIe siècle. Au XVIIe siècle elle fut réparée et modifiée. Les ogives de ses deux portes proviennent du cloître des Bénédictins. Dans cet ossuaire, on déposait religieusement les crânes et les tibias des morts déterrés. Dans ce cimetière on enterrait les défunts de Lièpvre, de Rombach-le-Franc et de La Vancelle. Les excavations étaient par conséquent assez fréquentes d'où la nécessité de disposer d'un ossuaire. Autrefois, au XIXe siècle une procession était organisée, jusqu'au Charnier. Plus tard le Charnier devint une chapelle de l'Agonie du divin Maître et avec le temps la petite chapelle fut délaissée et ne servit plus au culte des morts. En 1922, le conseil municipal décida de restaurer la petite chapelle. Elle fut revêtue extérieurement d'un crépissage donnant ainsi au monument un aspect plus clair et plus agréable à la vue. Par la suite, de généreux donateurs permirent de rénover les murs intérieurs et le dallage pour en faire une chapelle commémorative. Elle devait rappeler aux générations futures la mémoire des grandes guerres et la reconnaissance paternelle de Dieu, qui, avait d'une manière visible protégé la commune de Lièpvre qui fut si souvent menacée. Deux plaques de marbres fixent ce souvenir. La chapelle conserve son ancien cachet de l'époque. La chapelle commémorative et restaurée a été bénie le 17 octobre 1922. Cette chapelle a été classée monument historique le 22 mars 1934 (décision ministérielle : MH1934/03/22).

### La dalle funéraire des Eckerich

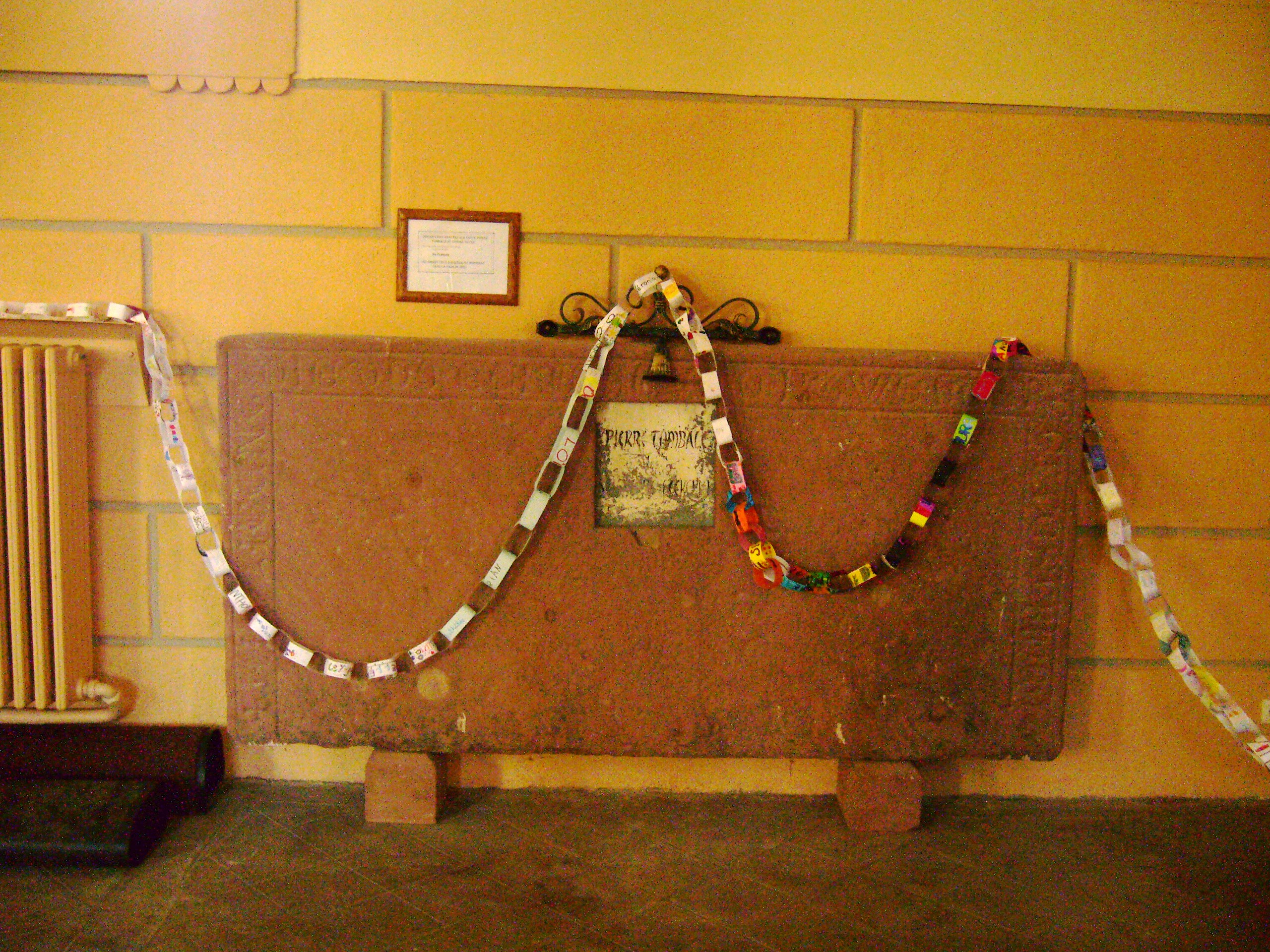
Pierre tombale des Eckerich exposée à l'intérieur de l'église de Lièpvre (1381)

Elle provient de l'ancienne chapelle du prieuré de Lièpvre où se trouvait le tombeau des Seigneurs d'Echery. La dalle a ensuite été transférée en 1790 à l'extérieur de l’église paroissiale construite en 1756. Elle a été déplacée en 1843 lorsqu'on a changé d'autel et placée à l'extérieur, contre le mur de l'église, puis en 1862 déposée dans le cimetière du village. Exposée aux intempéries, les inscriptions qui ornaient la dalle funéraire s'effilochaient petit à petit et devenaient presque illisibles. La tombe renfermait les restes du dernier seigneur d'Echerich mort en 1381.La dalle funéraire se trouve depuis septembre 1998 exposée à l'intérieur de l'église de Notre-Dame de l'Assomption.Sur la dalle funéraire on peut encore apercevoir une inscription érodée avec le temps rédigée en allemand : "Hie ligent die von Eckeric und ruwent in Gottes friden" = "Ici sont enterrés ceux d'Echery et reposent dans la paix de Dieu" (Pour une biographie plus complète des Eckerich voir Sainte-Croix-aux-Mines)

### Le baptistère
Le baptistère qui se trouve actuellement à l'intérieur de l'église paroissiale se compose de deux anciens chapiteaux de style roman superposés l'un sur l'autre avec sculptures antiques riches de figures. Le bassin qu'ils supportent est de forme hexagonale de date plus récente et sans décor. Un petit coup d'œil attentif nous laisse voir sur le pied des corps de dragons et de poissons; une tête humaine renversée que touche un enfant, en bas le combat d'un être humain avec un dragon, le sagittaire tel qu'il se voit dans les représentations du Zodiaque, des ornements, etc. Les deux pierres sont en grès rouge des Vosges et appartiennent au XIe siècle ou plus tard au XIIe siècle. Ce baptistère semble appartenir aux premiers âges de l'ornement chrétien.

### Croix du Prieuré
Cette croix en grès des Vosges du XIVe siècle a été trouvée lors des travaux d'agrandissement de l'usine "Cuisine Schmidt" qui se trouve aujourd'hui sur l'ancien emplacement du prieuré Saint-Alexandre. Cette croix trouvée lors des travaux a été donnée à la paroisse de Lièpvre par les dirigeants de l'entreprise. Cette croix est à deux faces et avait d'abord été placée à l'extérieur de l'église. Pour ne pas subir les outrages du temps, elle a été placée à l'intérieur de l'église derrière le porche.

### Chapelle de Musloch

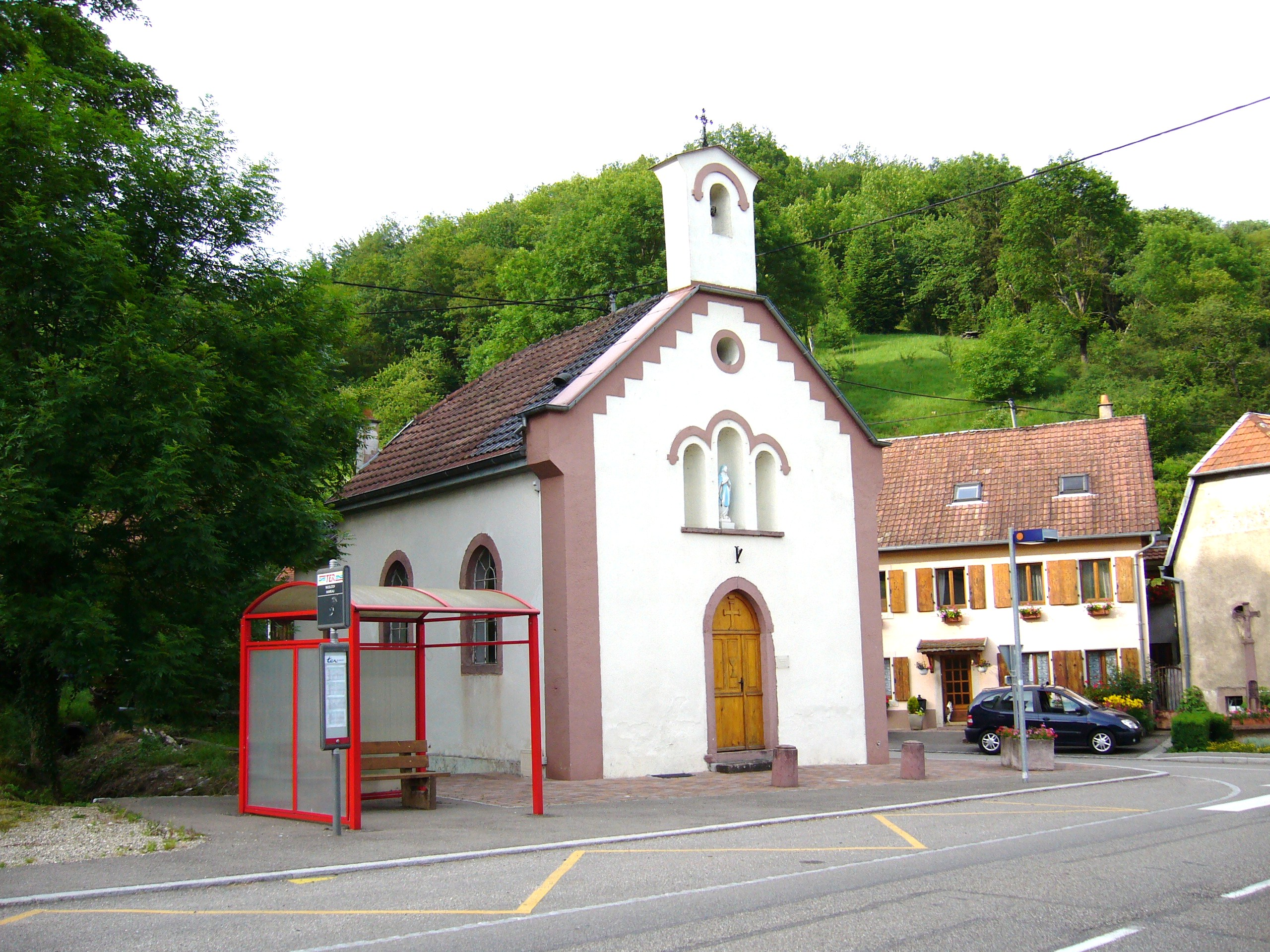
Chapelle de Musloch à Lièpvre

Cette chapelle est placée sous l’invocation de Notre-Dame du Sacré Cœur et placé en face de l’ancienne école. Elle dispose même d’une cave et aurait été construite sur l’emplacement d’une ancienne maison détruite par un incendie en 1903. Celle-ci aurait même servie d’auberge pendant la Révolution. La chapelle est inaugurée le lundi de la Pentecôte en 1905 par le curé Legay.

### Anciennes bornes du chapitre Saint-Georges de Nancy

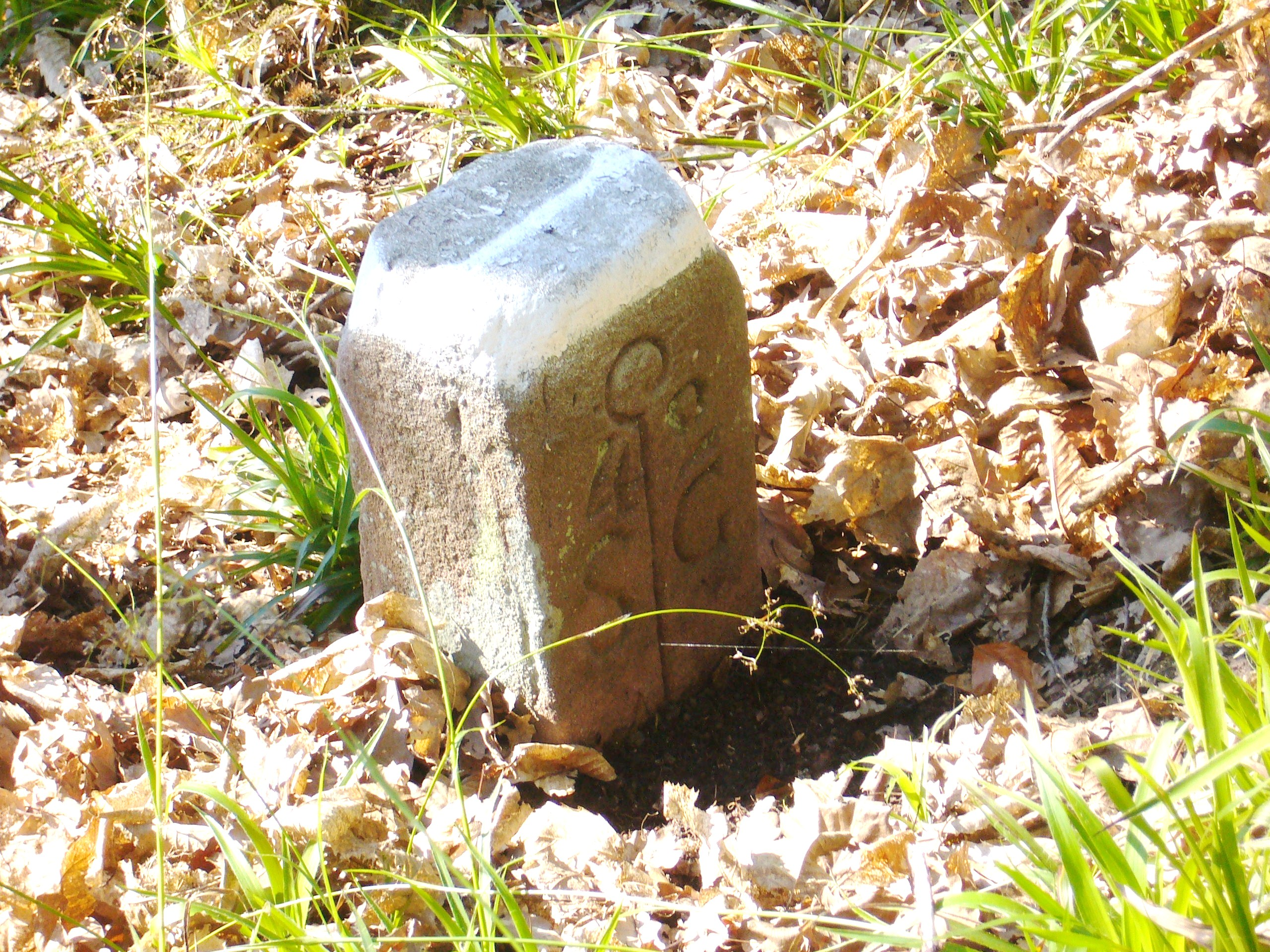
Borne cadastrale no 42 de la collégiale Saint-Georges située à la Vaurière

Il existe encore au lieu-dit de la Vaurière, entre Rombach-le-Franc et Lièpvre, près du ruisseau, quatre bornes datées de 1680 martelées d'une crosse abbatiale et de la lettre S.G. (= Saint Georges). La borne no 31 se trouve au Kast vers le sentier qui monte au Chalmont. Ces bornes qui étaient sans doute plus nombreuses à l'époque, délimitaient les terrains qui appartenaient au prieuré de Lièpvre et depuis 1502 au chapitre de la collégiale Saint-Georges de Nancy.Ces bornes ont été installées vers 1680. Entre Lièpvre et Châtenois, à la limite du département du Bas-Rhin se trouvait la borne no 68 représentant sur sa partie ouest la crosse abbatiale de Saint-Georges, du côté nord le lion de Sélestat et du côté sud-est le châtaignier de Châtenois.Cette borne est située près du ruisseau venant du village de La Vancelle formant la limite entre les départements du Bas-Rhin et du Haut-Rhin et les carrières de pierre et de sable. Cette pierre-borne qui avait été rapportée par Victor Kuentzmann en 1911 semble ne plus exister. Elle indiquait l'année 1797.Au cours de la révolution, en 1789, les emblèmes des Seigneurs ou autres empereurs qui avaient été martelés sur ces pierres ont été abîmés.

### Les fresques duXIIIesièclesous la voûte du clocher de l'église

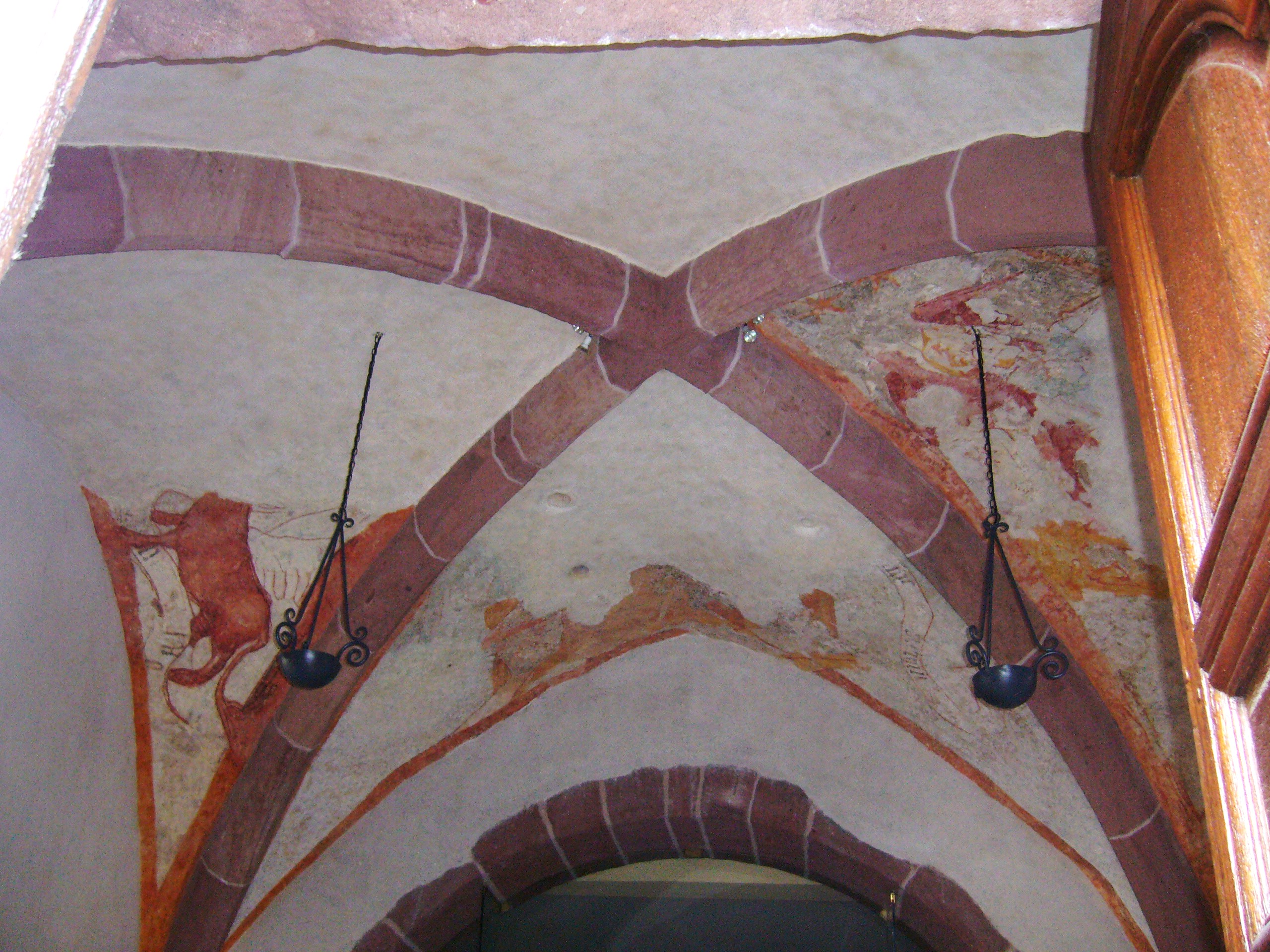
Fresques du XIIIe siècle sous la voûte du clocher de l'église de Lièpvre

Le 6 février 2004 ont été mis au jour presque par hasard, au cours des travaux de réfection de l'église de Notre-Dame de l'Assomption, des fresques qui pourraient dater du XIIIe siècle. C'est lors du décapage du plafond, que les ouvriers découvrent sous une couche de plâtre une partie des fresques représentant les évangélistes Saint Marc, Saint Mathieu, Saint Jean et Saint Luc comme cela se voyait régulièrement au Moyen Âge. On distingue sous le plâtre une partie d'un lion et semble-t-il aussi un taureau. Pour le reste rien de très précis car les contours ont été fortement abîmés lors du percement de la voûte lors des réquisitions des cloches. Ces peintures se trouvent sous la voûte de l'ancienne chapelle à l'entrée du porche de l'église actuelle. Ces fresques ont été rénovées, mais ont hélas été sérieusement abîmées en 1917 lors de la réquisition des cloches de l'église par les Allemands. On ne trouve donc plus qu'une partie de ces anciennes fresques. Dimanche 2 avril 2006, les cloches de l'église Notre-Dame de l'Assomption ont sonné à toute volée pour annoncer la grand-messe au cours de laquelle devait être inaugurée l'entrée de l'église, autrefois chœur roman de l'édifice, restaurée après vingt ans de travaux qui ont permis de mettre au jour les vestiges de l'église romane : voûtement du chœur, diaphragme et fresques. À l'origine, le chœur et l'autel de la célébration étaient tournés vers le levant comme le voulait la tradition et c'est à la suite d'agrandissement successifs qu'ils ont été déplacés à l'opposé. C'est donc pour faire revivre un passé de 250 ans qu'il a été décidé de redonner provisoirement mais avec solennité son ancienne destination à ce qui est à présent l'entrée de l'église. Le père Bernard Schutz, curé de Lièpvre et de Rombach-le-Franc, le père Marcel Ehrhardt qui a été curé de Lièpvre pendant 14 ans et les chanoines Aloyse Kieffer et Joseph Burel ont célébré l'office. Cette fête a été unique, la dernière fois que l'on a célébré la messe ainsi c'était il y a près de 260 ans.

### Fontaine Saint-Alexandre

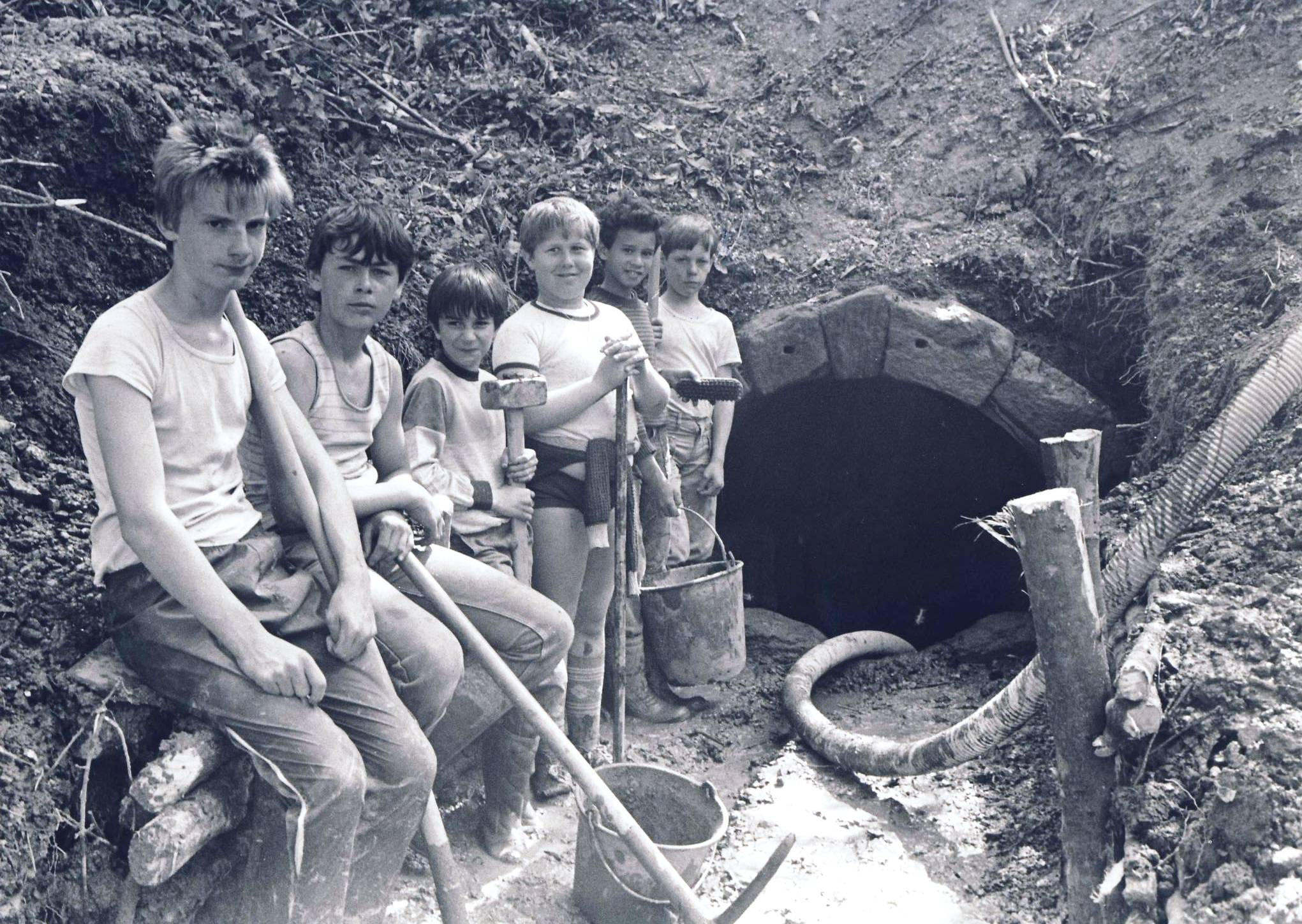
Enfants de Lièpvre découvrant la fontaine Saint-Alexandre en 1987.

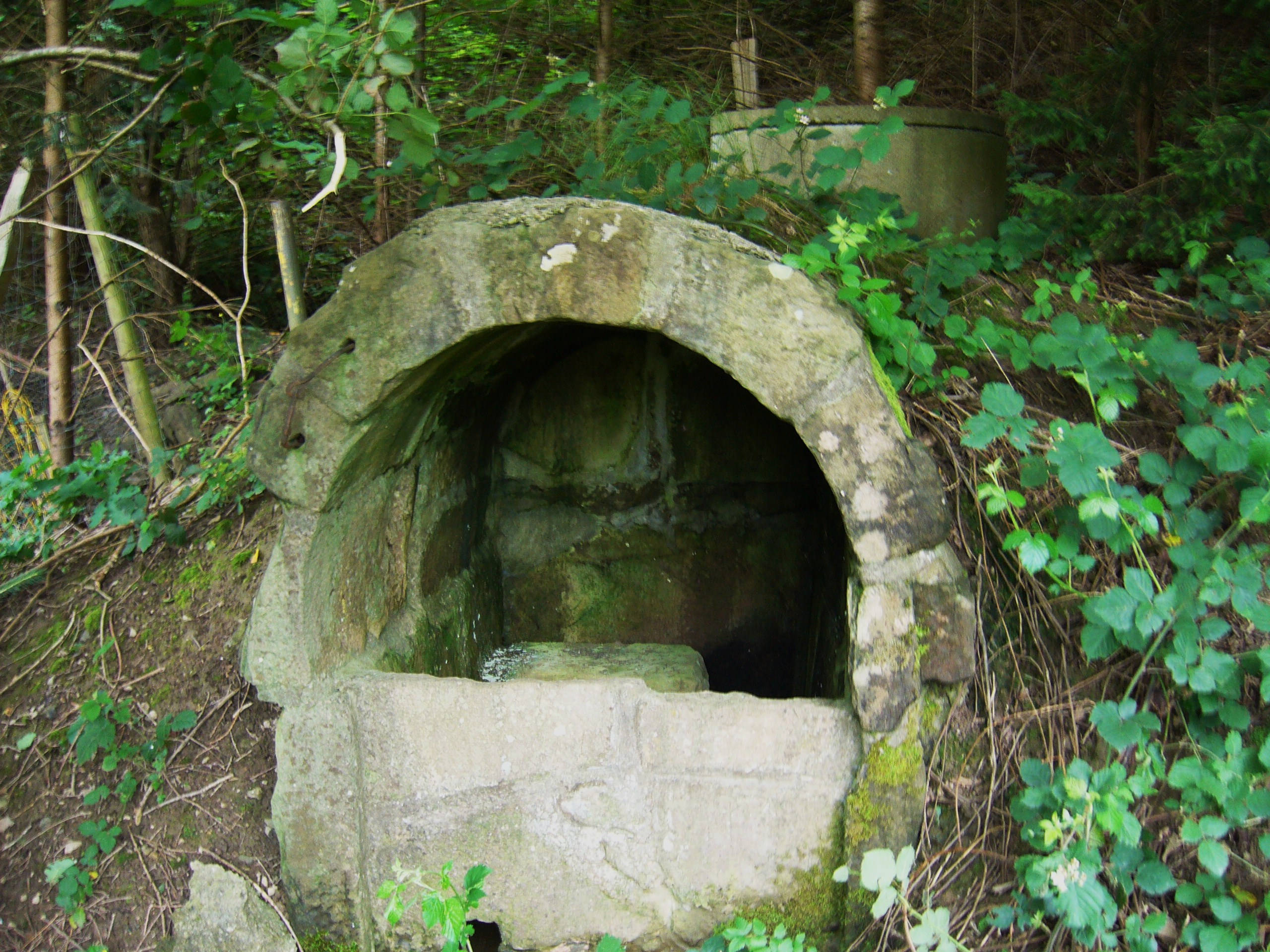
Ancien vestige du haut Moyen Âge : la fontaine Saint-Alexandre à Lièpvre.

La fontaine Saint-Alexandre a été découverte tout à fait par hasard en 1987 au sud du village au lieu-dit du Raincorne. Ce sont des enfants de Lièpvre en s'amusant à construire un petit barrage qui ont fait cette découverte inattendue. Ils ont mis au jour un ancien puits qui date du haut Moyen Âge, peut-être même de l'époque de l'abbé Fulrad. Cette fontaine alimentait un réservoir qui était situé dans l'enceinte même du prieuré. On trouve le nom de la source de Saint-Alexandre dans les anciens titres du Moyen Âge dont l'eau était réputée guérir les maladies des yeux. Au Moyen Âge, des pèlerins venaient de la plaine d'Alsace et des Vosges pour recueillir quelques gorgées de cette eau précieuse et miraculeuse. Cette ancienne fontaine Saint-Alexandre fut construite par les moines du Prieuré de Lièpvre qui se servaient de son eau grâce à une conduite d'amenée de 600 mètres travaillée dans le bois à l'aide d'une grande vrille et dont les tuyaux étaient percés de part en part raccordés de ferraille forgée à la main. La source de cette fontaine ne tarissait jamais. Deux portes en chêne fermaient l'entrée du bassin d'eau en grès d'une contenance de 1 600 litres pour la préserver des feuilles mortes. Vers 1908, Monsieur Victor Kuentzmann, ancien instituteur de Lièpvre, faisait savoir que le bassin avait été transféré à Bois l'Abbesse, mais celui-ci reviendra dans le village de Lièpvre en 1990. Ce bassin a ensuite été déplacé de 20 mètres vers le nord en juin 1990 pour éviter qu'il ne soit enseveli par les travaux de déviation de la route nationale 59. La fontaine portait le nom d'Alexandre en souvenir des reliques de Saint-Alexandre pape et martyr, que l'abbé Fulrad avaient rapportées de Rome en 763 comme don du pape Paul Ier (757-767), frère du pape Étienne II.

### Les pierres du prieuré
Après la Révolution, les ruines du prieuré ont longtemps servi de carrière pour les habitants de Lièpvre et de Rombach-le-Franc. Il n'est donc pas étonnant de trouver dans le village de Lièpvre, dans les murs des habitations, des pierres provenant de l'ancien prieuré de Lièpvre. Certaines de ses pierres sont encore apparentes ou noyées dans les murs des maisons d'habitation. Le recensement de toutes ces vieilles pierres n'a pas encore été fait. On peut observer quelques vieilles pierres dans les endroits suivants :
- Maison proche de la mairie : linteau situé derrière une maison
- Montant de l'entrée d'une cour située 64, rue Clemenceau
- Maison Wintemberger, 74 rue Clemenceau : pierres situées à l'arrière de cette maison

### Inscriptions lapidaires gravées au-dessus des portes
On trouve à Lièpvre quantité d'inscriptions lapidaires au caractère fruste rappelant l'emblème corporatifs des habitants ou la date d'inauguration de leurs maisons et les initiales des noms des propriétaires. La plupart de ces inscriptions sont gravées au-dessus des linteaux des portes, souvent maladroitement incisés. D'autres inscriptions ont été repeintes par les restaurateurs. En dehors de l'intérêt archéologique de cette tradition ancienne, on trouve l'aspect graphique du chiffre arabe qui au XVe siècle apparaît dans l'écriture: le chiffre 2 fut longtemps un Z, le quatre la moitié supérieure du 8, tandis que le sept et surtout le cinq passèrent par d'invraisemblables hésitations linéaires. Dans le Val de Lièpvre on trouve souvent les inscriptions au-dessus des linteaux de portes, soit gravées ou sculptées. On ne trouve pratiquement plus d'inscriptions de l'époque médiévale, car avec les différentes destructions du Moyen Âge, la commune de Lièpvre plusieurs fois détruite, n'a malheureusement pas conservé d'anciens vestiges de cette époque. La plupart des inscriptions au-dessus des linteaux de porte datent du XVIIIe siècle et XIXe siècle avec les reconstructions des habitations après la guerre de Trente Ans. On trouve souvent au-dessus des portes le monogramme du Christ représenté par les lettres IHS, surmonté d'une croix et quelquefois la croix de Lorraine. La croix est gravée pour implorer la protection divine. On trouve aussi le cœur, la tulipe, la rosace à six pétales, le svastika ou la roue solaire et le pentagramme ou étoile à cinq branches.

### Moulin à fouler
Quelques bourgeois de Lièpvre disposaient au Moyen Âge (vers 1591) plusieurs battants à fouler les draps qui étaient situés au bord des rivières, souvent en aval du prieuré, sur un terrain appartenant aux chanoines de Strasbourg contre une redevance en argent ou en nature. Rue du Hoimbach lors des travaux d'assainissement une pierre provenant d'un ancien battant à fouler a été retrouvée. Elle fut évacuée par l'entreprise chargée de l'assainissement, puis récupérée et rapportée devant l'école de Lièpvre où elle peut être admirée.

### Abri Fulrad

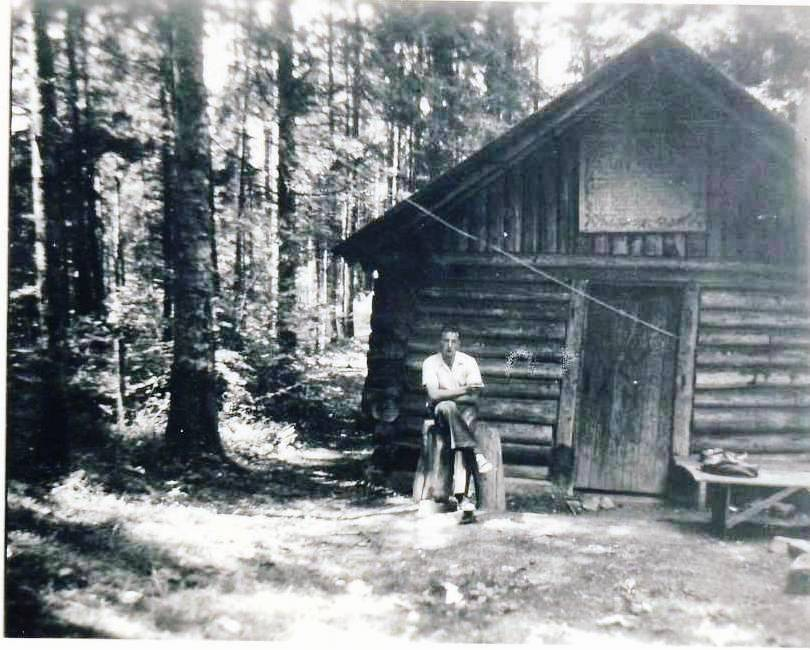
Abri Fulrad en 1955. À cet endroit existait jadis une chapelle dédiée à l'abbé Fulrad qui a disparu depuis. Elle a ensuite été remplacée par un abri construit par le Club vosgien qui lui aussi a disparu

Sur la route qui mène de Lièpvre à Thannenkirch, avant le col du Schaentzel, au lieu-dit du Sand, se trouvait autrefois une chapelle consacrée à l'abbé Fulrad. Cette chapelle a sans doute été endommagée au cours de la Révolution puis est tombée à l'abandon. Elle a été remplacée après la première guerre mondiale, en 1923 par un abri construit par le Club vosgien. Cet abri a été démonté au début de la première décade des années soixante dix pour construire la route qui va de Lièpvre à Thannenkirch. Cet abri servait autrefois aux tisserands à bras qui empruntaient le sentier des tisserands pour se rendre dans la vallée de Sainte-Marie-aux-Mines dans les nombreux ateliers de tissage.

## Personnalités liées à la commune
- Fulrad Abbé de l'abbaye de Saint-Denis et des prieurés de Lièpvre et de Saint-Hippolyte Haut-Rhin
- Paul Guth père de Paul Guth originaire de Lièpvre
- Gérard Collin-Thiébaut est un artiste français, né en 1946 à Lièpvre.

## Vivre à Lièpvre

### Associations
Seize associations qui organisent au moins une fois l'an des réunions ou des animations dans le village.
- Comité des fêtes
- Club Vosgien de Lièpvre et Rombach-le-Franc
- Société de pêche
- Foyer Saint-Alexandre
- Club Sportif
- Anciens combattants
- Société de Tir
- Comité de cavalcade de Lièpvre-Rombach-le-Franc
- Chorale
- Donneurs de sang
- Conseil de Fabrique
- Sport Culture et Loisirs
- Association Généalogique et Héraldique du Val de Lièpvre
- Chef de section des Sapeurs pompiers
- L'art Paysan

### Sports
Lièpvre possède une équipe de handball, de football, de tennis et de volley-ball et d'escrime et organise de nombreuses rencontres sportives dans chacune de ces disciplines. Pour la pratique du football un stade permet aux adeptes de cette disciple de s'entraîner régulièrement auxquels viennent se joindre quelques habitants du village voisin, Rombach-le-Franc.

### Festivités et évènements
- Comité de Cavalcade de Lièpvre et Rombach-le-Franc : cette manifestation carnavalesque a lieu chaque année le 3e dimanche après le mardi-gras. Il s'agit actuellement d'une des manifestations les plus importantes à Lièpvre. L'idée d'organiser une cavalcade est venue en 1960. Les débuts restent cependant bien timides, mais l'élan est donné. Pour pérenniser cette importante manifestation, on fait appel aux bonnes volontés. Quelques personnes se réunissent en 1966 pour donner une nouvelle impulsion à cette manifestation qui commençait à péricliter. Ce n'est cependant qu'en 1980 que les « Amis de la nature » relancent à nouveau la cavalcade bien timidement. En 1984, avec la mise en place d'une nouvelle structure, les organisateurs arrivent à aligner 45 chars et groupes musicaux. Depuis, le succès est au rendez-vous et la popularité de cette manifestation ne s'est jamais démentie. Il s'agit aujourd'hui de la plus importante manifestation de Lièpvre qui attire toujours plus de spectateurs de la vallée et même de la plaine d'Alsace. Depuis 1987, année de la création de cette nouvelle association, le comité des organisateurs de la Cavalcade s'est élargi à Rombach-le-Franc et les deux villages travaillent maintenant main dans la main pour rendre cette manifestation plus attractive. Le comité de la cavalcade de Lièpvre-Rombach-le-Franc organise chaque année, début septembre, un marché aux puces qui lui permet de récolter une partie des fonds pour organiser cette cavalcade et acquérir des instruments pour sa guggamusik créée en automne 1999.

## Enseignement

### Petite histoire
L'instruction scolaire à Lièpvre semble très ancienne. Presque tous les villages lorrains ont des écoles dès le commencement du XVIIIe siècle. Les communautés de la vallée ainsi que les paroisses ne manquaient pas de ressources, la population désirait accéder au savoir. Les écoles étaient alors des établissements exclusivement communaux qui donnaient lieu à très peu d'écritures et fonctionnaient d'une façon très sommaire. On ne peut pas dire exactement à quelle date remonte l'instruction primaire, faute de documents. Cependant, on y mentionne l'existence d'un maître d'école en 1706 alors que l'école du village était administrée par la paroisse de Lièpvre. Par ailleurs nous voyons qu'en 1762, qu'il y a à Lièpvre non seulement un maître d'école, mais aussi un sous-maître, ce qui semble indiquer qu'il y avait de nombreux élèves. Chaque habitant devait payer une rétribution en seigle ou en argent qui était proportionnelle à ses revenus, et en plus chaque élève devait verser un écolage réglé de la manière suivante : un sou trois deniers pour ceux qui apprennent à lire, deux sous trois deniers pour ceux qui abordent l'orthographe, le calcul et le chant. Le sous-maître devait être capable d'enseigner aussi l'allemand, bien que Lièpvre faisait autrefois partie du duché de Lorraine. La classe durait obligatoirement de la Saint-Martin (11 novembre) à la Saint-Georges (23 avril). Cependant les élèves qui désiraient poursuivre leurs études pouvaient le faire sans augmentation du prix. Généralement le maître d'école était aussi tenu de sonner les cloches de l'église, de chanter aux offices du dimanche et de remonter l'horloge. Il recevait pour ces services une rétribution supplémentaire. À partir de 1750, un enseignement sommaire est fait dans la grande maison appartenant à cette époque à Monsieur Humbert, à proximité de l'église. À la suite de la séparation des sexes consécutive à l'arrivée de religieuses, un bâtiment scolaire destiné aux filles est construit dès 1823 dans la rue de l'église. En 1864, une école plus grande est implantée dans le village ainsi qu'à Musloch qui accueille une quarantaine d'élèves. L'annexe de Musloch dispose d'un hangar. L'école de Musloch est fermée en 1950 en raison de la diminution du nombre d'élèves dans le hameau.

### L'enseignement scolaire aujourd'hui
La commune de Lièpvre qui relève de l'Académie de Strasbourg ne dispose que d'une école primaire mixte située sur la route de Rombach-le-Franc. Les cours donnés vont du cours élémentaire au cours moyen. Depuis la rentrée de septembre 2006, Lièpvre ne dispense plus que l'enseignement monolingue, les classes bilingues étant dispensées à Rombach-le-Franc qui accueille les élèves du village voisin. À partir de la 6e, les élèves sont dirigés vers le collège à Sainte-Marie-aux-Mines ou le lycée à Sélestat. D'autres élèves suivent des cours dans des instituts scolaires privés à Ribeauvillé. Pour permettre aux enfants de se rendre aux différents endroits, un ramassage scolaire est organisé chaque matin avec des bus dans chaque village de la vallée.